# MacBook Pro
Das MacBook Pro (manchmal inoffiziell abgekürzt als MBP) ist ein Macintosh-Notebook des Unternehmens Apple. Die Produktreihe wurde von Steve Jobs am 10. Januar 2006 auf der Macworld Expo vorgestellt.
Die neuen Laptops lösten das 15- und 17-Zoll-Modell des PowerBook G4 ab. Das Design basiert auf dem von Jonathan Ive entwickelten Design der G4-PowerBooks. 2005 kündigte Apple an, von PowerPC-Prozessoren zu Intel-CPUs zu wechseln. Das MacBook Pro markierte den ersten mobilen Mac, der mit dem Core Duo einen Intel-Prozessor besaß.
Während der Intel-Ära richtete sich das MacBook Pro im Gegensatz zum MacBook und MacBook Air auch an professionelle Anwender, was unter anderem durch die Möglichkeit eines – je nach Generation – 15- oder 16 Zoll großen Bildschirms und bei entsprechenden Modell teils auch einer eigenen Grafikkarte unterstrichen wurde. Es stellt das obere Ende der MacBook-Reihe dar.

## Erste Generation

### Anfang 2006

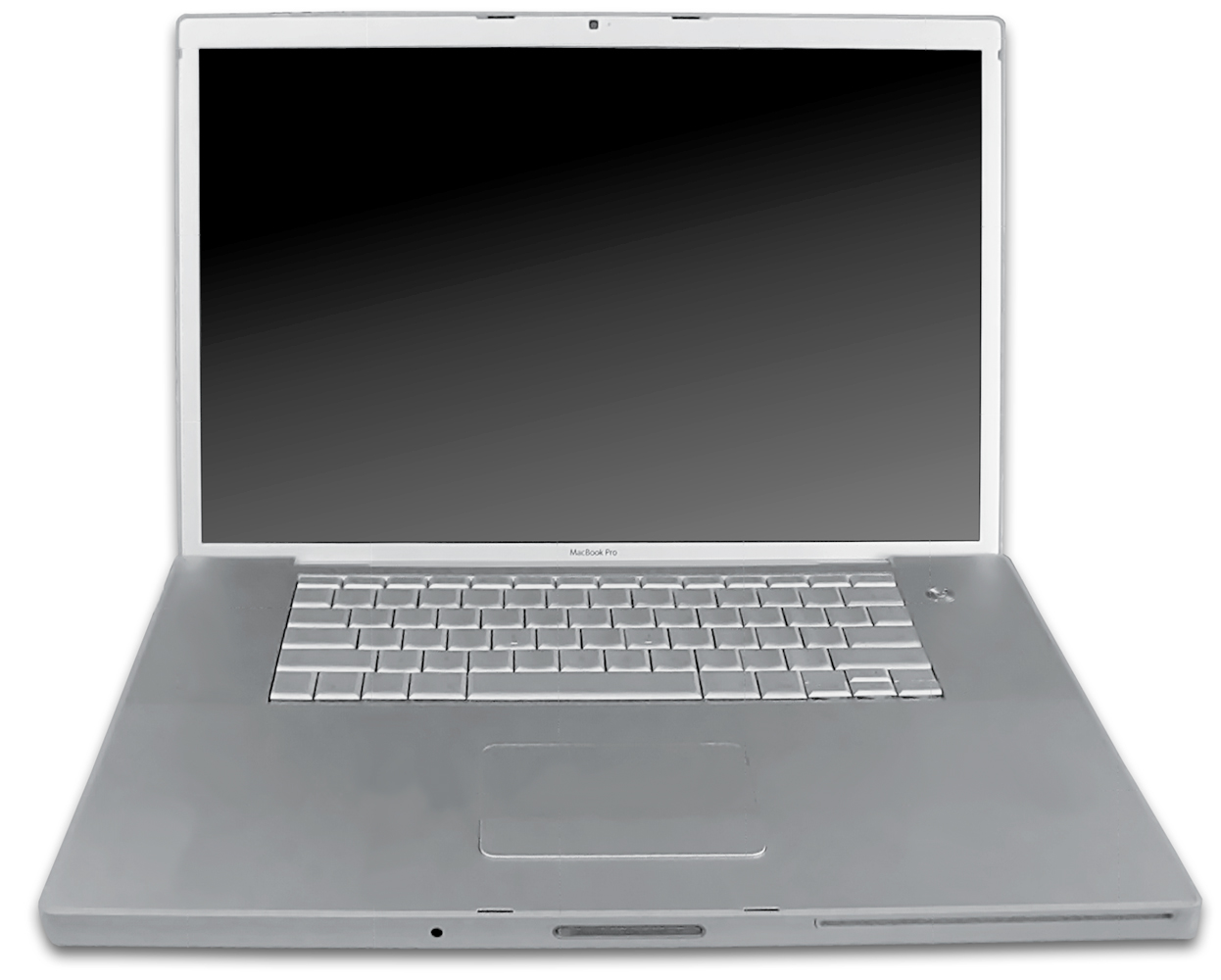
MacBook Pro 17 Zoll

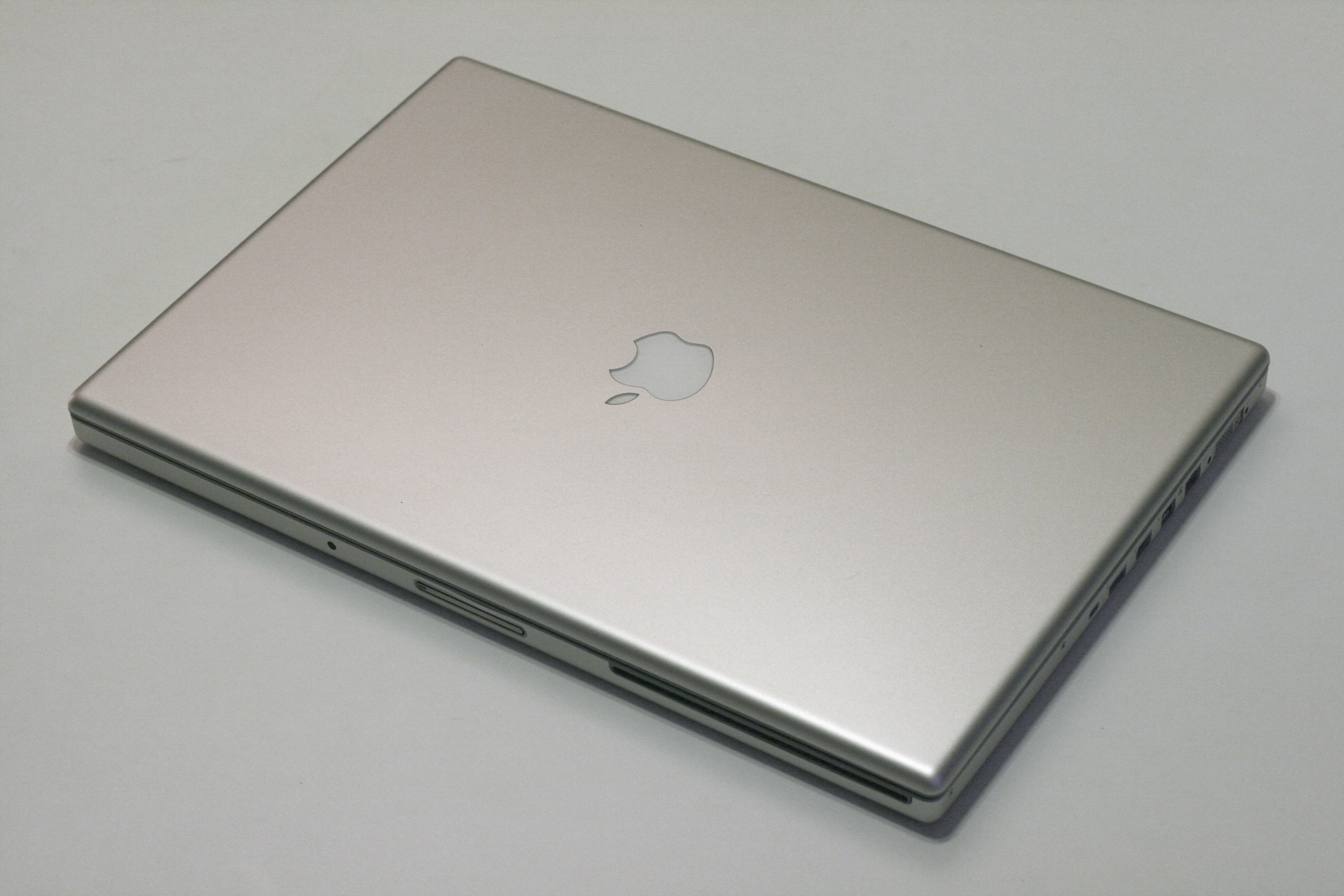
MacBook Pro 17 Zoll im geschlossenen Zustand

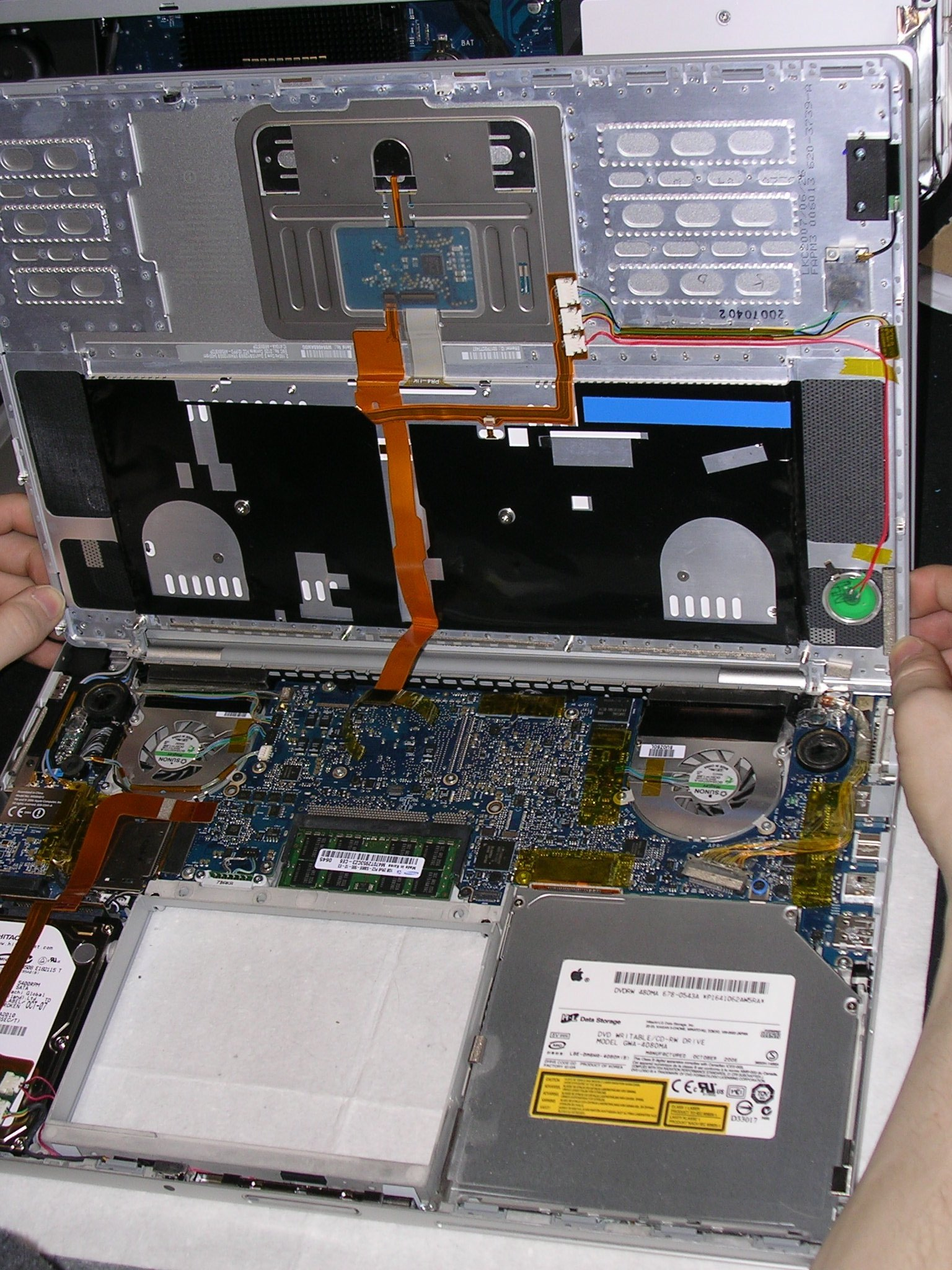
Ein geöffnetes MacBook Pro mit hochgeklappter Rückschale: links die Festplatte, rechts das CD/DVD-Laufwerk, in der Mitte der fehlende Akku (weiße Unterlage sichtbar), oberhalb davon zwei Lüfter.

Die erste Generation des MacBook Pro wurde von Steve Jobs auf der Macworld Expo am 10. Januar 2006 vorgestellt und war ab April 2006 mit einer Bildschirmdiagonale von 15,4″ im Handel erhältlich. Am 24. April 2006 wurde ein Modell mit 17″-Bildschirm ergänzt.
Nach dem 2006 angekündigten Wechsel zu Intel ist das MacBook Pro der erste Macintosh mit einer Intel-CPU, in dem Fall Core Duo-Prozessoren.
Der Einführungspreis des 15,4″-MacBook Pro mit 1,83 GHz-Prozessor lag bei 2.099 € (D)/2.999 CHF, der des 17″-MacBook Pro bei 2.599 € (D)/3.699 CHF. Kurz darauf wurde es ohne Mehrpreis mit einer schnelleren Prozessortaktung von 2,0 oder 2,16 GHz ausgeliefert.
Wesentliche Neuerungen erfuhren auch die Bildschirme. Sie sind im Breitbildformat und erreichen mit 300 cd/m² nahezu die Helligkeit der Apple Cinema Displays. Eine spiegelnde („glossy“) Ausführung des Bildschirms war bei beiden Größen erhältlich.
Eine weitere Neuerung ist der MagSafe-Ladeanschluss: Das Netzkabel wird nicht mehr mechanisch mit seinem Stecker im Notebook gehalten, sondern mit einem Magneten. Sollte man versehentlich am Stromkabel hängenbleiben, wird lediglich der Kontaktstecker abgezogen, ohne dass der Rechner mitgerissen oder der Stecker bzw. die Buchse beschädigt wird. Während das 15,4″-Modell zwei USB-Anschlüsse hat, verfügt das Notebook mit 17″-Bildschirm über drei USB-Anschlüsse und die beim kleineren Modell erst ab Oktober 2006 eingebaute FireWire-800-Schnittstelle. Für den Anschluss eines externen Bildschirms war ein DVI-auf-VGA-Adapter im Lieferumfang enthalten. Ein Mikrofon und zwei Lautsprecher sind eingebaut. Über die Anschlüsse können digitale Audiogeräte angeschlossen werden. In der Mitte des oberen Bildschirmrahmens befindet sich eine iSight-Kamera (mit 640 × 480 Pixeln Auflösung).
Der bislang übliche PC-Card- oder PCMCIA-Schacht wurde mit dem MBP auf den ExpressCard/34-Schacht umgestellt. Vorhanden sind darüber hinaus Bluetooth 2.1, Wi-Fi 4, eine Festplatte mit Sudden Motion Sensor (Bewegungssensor) und ein Infrarot-Sensor für die Fernbedienung Apple Remote. Der DVD-Brenner besaß im 15,4″-Modell keine Double-Layer-Fähigkeit (nur bei den 17-Zöllern) und nur vierfache Brenngeschwindigkeit.
Die Tastatur ist je nach Umgebungshelligkeit wahlweise hintergrundbeleuchtet. Der Bildschirm passt sich dank der in den seitlichen Lautsprechern verborgenen Lichtsensoren ebenfalls der Umgebungshelligkeit an.
Als einfaches optisches Unterscheidungsmerkmal der ersten Versionen kann die kleine grün-leuchtende Statusanzeige für die iSight-Kamera dienen: Sie ist seit Oktober 2006 hinter der Oberfläche des Bildschirmrahmens und ausgeschaltet nicht zu erkennen. Im Vorgängermodell sitzt die grüne Leuchtdiode gut sichtbar im Gehäuse.

### Ende 2006
Am 24. Oktober 2006 wurde die verbesserte Folgeversion des MacBook Pro vorgestellt. Statt des Core Duos wurden die neueren Core 2 Duo-Prozessoren verwendet. Außerdem erhielt jetzt auch das 15″-Modell eine FireWire-800-Schnittstelle. Der Arbeitsspeicher wurde verdoppelt und auch der Festplattenspeicher wurde vergrößert.
Die Preise fingen in Deutschland bei 1.949 € für das 15″-Modell und 2.729 € für das 17″-Modell an.

### Mitte 2007
Am 5. Juni 2007 aktualisierte Apple die Modelle des MacBook Pro. Die 15,4″-Varianten besitzen nun einen Bildschirm mit LED-Hintergrundbeleuchtung. Der 17-Zoll-Bildschirm mit einer Auflösung von 1920 × 1200 Bildpunkten verwendete weiterhin die zuvor übliche Kathodenröhre (engl. CCFL). Die Vorteile der LED-Beleuchtung sind ein geringerer Stromverbrauch, bessere Farbwiedergabe und verbesserte Umweltverträglichkeit. Die Notebooks hatten einen schnelleren Grafikchip (Nvidia Geforce 8600M GT) sowie einen schnelleren Intel-Chipsatz erhalten.
Die günstigste Ausstattung kostete in Deutschland 1.899 € für das 15″-Modell und 2.699 € für das 17″-Modell.

### Ende 2007
Ab 1. November 2007 konnten Prozessoren der neuen Santa-Rosa-Generation optional konfiguriert werden. Die optionalen Festplattenkonfigurationen wurden ebenfalls überarbeitet.

### Anfang 2008
Am 28. Februar 2008 wurden neue Modelle des MacBook Pro angekündigt. Diese überarbeiteten MacBook Pros waren mit den neuen Penryn-Intel-Chips in 45-nm-Bauweise ausgestattet. Diese brachten 6 MB Cache-Speicher, eine höhere Taktfrequenz und den neuen Befehlssatz SSE4 mit sich. Außerdem verbrauchen die neuen Prozessoren weniger Energie als ihre Vorgänger und sind so besser für den mobilen Einsatz geeignet. Der VRAM der Grafikchips wurde im Vergleich zu den Vorgängermodellen verdoppelt.
Bei diesen Modellen wurden die Festplatten vergrößert. Der Bildschirm des 17-Zoll-MacBook Pro konnte nun optional mit einer Auflösung von 1920 × 1200 Pixeln und LED-Hintergrundbeleuchtung bestellt werden, wodurch sich die angegebene Akkulaufzeit um eine halbe Stunde auf fünf Stunden verlängerte.
Neu war außerdem das Trackpad mit Multi-Touch-Funktionalität. Damit ist es möglich, das MacBook Pro – ähnlich wie beim iPhone – durch Gesten zu steuern.
Die Preise wurden im Vergleich zum Vorgänger gesenkt. Das 15″-Modell war in zwei Standardkonfigurationen für 1.799 € und 2.199 € erhältlich, das 17″-Modell in einer Standardkonfiguration für 2.499 €.

### Ende 2008
Mit der Einführung des Unibody-Designs am 14. Oktober 2008 wurde die 15,4″-Variante eingestellt. Das 17″-Modell, für das es noch keinen Nachfolger gab, wurde im alten Design mit besserer Ausstattung weiterverkauft. Der Grundpreis ist in Deutschland mit 2.499 € gleich geblieben. Die verbesserte Grundausstattung umfasst den höher auflösenden Bildschirm (1920 × 1200 statt 1680 × 1050 Pixel) mit LED-Hintergrundbeleuchtung, eine größere Festplatte (320 statt 250 GB) und doppelt so viel Arbeitsspeicher (4 statt 2 GB). Optional war erstmals eine SSD-Festplatte erhältlich.

### Technische Daten
|  | Produktion eingestellt |

- Ein Punkt zeigt, dass es sich um eine von mehreren Optionen handelt.

Daten, die kursiv und grau geschrieben sind, können nur auf der Internetseite konfiguriert werden. Geräte mit solchen Sonderausstattungen werden als built-to-order (BTO) bezeichnet, weil sie pro Bestellung extra angefertigt werden, wodurch die Lieferzeit in der Regel länger ist.
| Modell                              | Modell                        | Anfang 2006 | Ende 2006 | Mitte 2007 | Ende 2007 | Anfang 2008 | Ende 2008 |
| ----------------------------------- | ----------------------------- | --- | --- | --- | --- | --- | --- |
| Modell- bezeichnung                 | 15″                           | MacBookPro1,1 | MacBookPro2,2                                                                                                  | MacBookPro3,1                                                                                                  | MacBookPro3,1 | MacBookPro4,1 | |
| Modell- bezeichnung                 | 15″                           | A1150 | A1211 | A1226 | A1226 | A1260 | |
| Modell- bezeichnung                 | 17″                           | MacBookPro1,2 | MacBookPro2,1                                                                                                  | MacBookPro3,1                                                                                                  | MacBookPro3,1 | MacBookPro4,1 | MacBookPro4,1 (re-listed)                                                                                      |
| Modell- bezeichnung                 | 17″                           | A1151 | A1212 | A1229 | A1229 | A1261 | A1261 |
| Bildschirm (TN, matt oder glänzend) | 15″                           | 15,4″, 1440×900 | 15,4″, 1440×900                                                                                                | 15,4″, 1440×900 mit LED-Hintergrundbeleuchtung                                                                 | 15,4″, 1440×900 mit LED-Hintergrundbeleuchtung                                                                                           | 15,4″, 1440×900 mit LED-Hintergrundbeleuchtung                                                                                           | |
| Bildschirm (TN, matt oder glänzend) | 17″                           | 17″, 1680×1050 | 17″, 1680×1050                                                                                                 | 17″, 1680×1050 1920×1200                                                                                       | 17″, 1680×1050 1920×1200 | 17″, 1680×1050 mit LED-Hintergrundbeleuchtung und 1920×1200                                                                              | 17″, 1920×1200 mit LED-Hintergrundbeleuchtung                                                                  |
| Prozessor (Intel)                   | 15″                           | Yonah | Merom | Merom | Merom | Penryn | |
| Prozessor (Intel)                   | 15″                           | 2 Kerne - Core Duo T2400 mit 1,83 GHz und 2 MB L2 - Core Duo T2500 mit 2,0 GHz und 2 MB L2 - Core Duo T2600 mit 2,16 GHz und 2 MB L2 | 2 Kerne - Core 2 Duo T7400 mit 2,16 GHz und 4 MB L2 - Core 2 Duo T7600 mit 2,33 GHz und 4 MB L2                | 2 Kerne - Core 2 Duo T7500 mit 2,2 GHz und 4 MB L2 - Core 2 Duo T7700 mit 2,4 GHz und 4 MB L2                  | 2 Kerne - Core 2 Duo T7500 mit 2,2 GHz und 4 MB L2 - Core 2 Duo T7700 mit 2,4 GHz und 4 MB L2 - Core 2 Duo T7800 mit 2,6 GHz und 4 MB L2 | 2 Kerne - Core 2 Duo T8300 mit 2,4 GHz und 3 MB L2 - Core 2 Duo T9300 mit 2,5 GHz und 6 MB L2 - Core 2 Duo T9500 mit 2,6 GHz und 6 MB L2 | |
| Prozessor (Intel)                   | 17″                           | Yonah | Merom | Merom | Merom | Penryn | Penryn |
| Prozessor (Intel)                   | 17″                           | 2 Kerne - Core Duo T2600 mit 2,16 GHz und 2 MB L2                                                                                    | 2 Kerne - Core 2 Duo T7600 mit 2,33 GHz und 4 MB L2                                                            | 2 Kerne - Core 2 Duo T7700 mit 2,4 GHz und 4 MB L2                                                             | 2 Kerne - Core 2 Duo T7700 mit 2,4 GHz und 4 MB L2 - Core 2 Duo T7800 mit 2,6 GHz und 4 MB L2                                            | 2 Kerne - Core 2 Duo T9300 mit 2,5 GHz und 6 MB L2 - Core 2 Duo T9500 mit 2,6 GHz und 6 MB L2                                            | 2 Kerne - Core 2 Duo T9300 mit 2,5 GHz und 6 MB L2 - Core 2 Duo T9500 mit 2,6 GHz und 6 MB L2                  |
| Grafikkarte                         | Grafikkarte                   | ATI Mobility Radeon X1600 mit 128 MB oder 256 MB SDRAM                                                                               | ATI Mobility Radeon X1600 mit 128 MB oder 256 MB SDRAM                                                         | Nvidia Geforce 8600M GT mit 128 MB oder 256 MB SDRAM                                                           | Nvidia Geforce 8600M GT mit 128 MB oder 256 MB SDRAM                                                                                     | Nvidia Geforce 8600M GT mit 256 MB oder 512 MB SDRAM                                                                                     | Nvidia Geforce 8600M GT mit 512 MB SDRAM                                                                       |
| Festplatte austauschbar             | 15″                           | - 80 GB, 5400/min - 100 GB, 5400/min - 100 GB, 7200/min - 120 GB, 5400/min                                                           | - 120 GB, 5400/min - 160 GB, 5400/min - 200 GB, 4200/min                                                       | - 120 GB, 5400/min - 160 GB, 5400/min - 160 GB, 7200/min - 200 GB, 4200/min                                    | - 120 GB, 5400/min - 160 GB, 5400/min - 250 GB, 5400/min - 200 GB, 7200/min                                                              | - 200 GB, 5400/min - 250 GB, 5400/min - 200 GB, 7200/min                                                                                 | |
| Festplatte austauschbar             | 17″                           | - 80 GB, 5400/min - 100 GB, 5400/min - 100 GB, 7200/min - 120 GB, 5400/min                                                           | - 160 GB, 5400/min - 100 GB, 7200/min - 200 GB, 4200/min                                                       | - 160 GB, 5400/min - 160 GB, 7200/min - 250 GB, 4200/min                                                       | - 160 GB, 5400/min - 250 GB, 5400/min - 200 GB, 7200/min                                                                                 | - 250 GB, 5400/min - 200 GB, 7200/min - 300 GB, 4200/min                                                                                 | - 320 GB, 5400/min - 320 GB, 7200/min - 128 GB SSD                                                             |
| Festplatte austauschbar             | alle                          | SATA I (1,5 Gbit/s) | SATA I (1,5 Gbit/s)                                                                                            | SATA I (1,5 Gbit/s)                                                                                            | SATA I (1,5 Gbit/s) | SATA I (1,5 Gbit/s) | SATA I (1,5 Gbit/s)                                                                                            |
| Arbeitsspeicher austauschbar        | 15″                           | - 512 MB - 1 GB | - 1 GB - 2 GB                                                                                                  | 2 GB | 2 GB | 2 GB | |
| Arbeitsspeicher austauschbar        | 17″                           | 1 GB | 2 GB | 2 GB | 2 GB | 2 GB | 4 GB |
| Arbeitsspeicher austauschbar        | alle                          | bis zu 2 GB | bis zu 4 GB, nur 3 GB verwendbar                                                                               | bis zu 6 GB | bis zu 6 GB | bis zu 6 GB | bis zu 6 GB |
| Funkverbindungen                    | Funkverbindungen              | Wi-Fi 3 (802.11g) | Wi-Fi 4 (802.11n deaktiviert, nur Wi-Fi 3 802.11g nutzbar)                                                     | Wi-Fi 4 (802.11n, nutzbar)                                                                                     | Wi-Fi 4 (802.11n, nutzbar) | Wi-Fi 4 (802.11n, nutzbar) | Wi-Fi 4 (802.11n, nutzbar)                                                                                     |
| Funkverbindungen                    | Funkverbindungen              | Bluetooth 2.0 + EDR | Bluetooth 2.0 + EDR                                                                                            | Bluetooth 2.0 + EDR                                                                                            | Bluetooth 2.0 + EDR | Bluetooth 2.1 + EDR | Bluetooth 2.1 + EDR                                                                                            |
| Combo-Laufwerk                      | Combo-Laufwerk                | 8× DVD lesen, 24× CD-R und 10× CD-RW schreiben                                                                                       | nicht verfügbar                                                                                                | nicht verfügbar                                                                                                | nicht verfügbar | nicht verfügbar | nicht verfügbar                                                                                                |
| SuperDrive                          | 15″                           | (Optional) 4× DVD±R & RW und 24× CD-R und 10× CD-RW schreiben                                                                        | 2.4× DVD+R DL schreiben, 6× DVD±R lesen, 4× DVD±RW, 24× CD-R und 10× CD-RW schreiben                           | 4× DVD+R DL schreiben, 8× DVD±R lesen/schreiben, 4× DVD±RW, 24× CD-R, und 10× CD-RW schreiben                  | 4× DVD+R DL schreiben, 8× DVD±R lesen/schreiben, 4× DVD±RW, 24× CD-R, und 10× CD-RW schreiben                                            | 4× DVD+R DL schreiben, 8× DVD±R lesen/schreiben, 4× DVD±RW, 24× CD-R, und 10× CD-RW schreiben                                            | |
| SuperDrive                          | 17″                           | (Optional) 4× DVD±R & RW und 24× CD-R und 10× CD-RW schreiben                                                                        | 4× DVD+R DL schreiben, 8× DVD±R lesen/schreiben, 4× DVD±RW, 24× CD-R, und 10× CD-RW schreiben                  | 4× DVD+R DL schreiben, 8× DVD±R lesen/schreiben, 4× DVD±RW, 24× CD-R, und 10× CD-RW schreiben                  | 4× DVD+R DL schreiben, 8× DVD±R lesen/schreiben, 4× DVD±RW, 24× CD-R, und 10× CD-RW schreiben                                            | 4× DVD+R DL schreiben, 8× DVD±R lesen/schreiben, 8× DVD+RW, 6× DVD-RW, 24× CD-R, und 16× CD-RW schreiben                                 | 4× DVD+R DL schreiben, 8× DVD±R lesen/schreiben, 8× DVD+RW, 6× DVD-RW, 24× CD-R, und 16× CD-RW schreiben       |
| Kamera                              | Kamera                        | Apple iSight (480p) | Apple iSight (480p)                                                                                            | Apple iSight (480p)                                                                                            | Apple iSight (480p) | Apple iSight (480p) | Apple iSight (480p)                                                                                            |
| Lautsprecher                        | Lautsprecher                  | Stereo | Stereo | Stereo | Stereo | Stereo | Stereo |
| Anzahl der Mikrofone                | Anzahl der Mikrofone          | 1 | 1 | 1 | 1 | 1 | 1 |
| Anschlüsse                          | 15″                           | 1× MagSafe 2× USB 2 (480 Mbit/s) 1× Gigabit-Ethernet                                                                                 | 1× MagSafe 2× USB 2 (480 Mbit/s) 1× Gigabit-Ethernet                                                           | 1× MagSafe 2× USB 2 (480 Mbit/s) 1× Gigabit-Ethernet                                                           | 1× MagSafe 2× USB 2 (480 Mbit/s) 1× Gigabit-Ethernet                                                                                     | 1× MagSafe 2× USB 2 (480 Mbit/s) 1× Gigabit-Ethernet                                                                                     | |
| Anschlüsse                          | 15″                           | 1× FireWire 400 (400 Mbit/s) | | | | | |
| Anschlüsse                          | 15″                           | – | 1× FireWire 800 (800 Mbit/s)                                                                                   | 1× FireWire 800 (800 Mbit/s)                                                                                   | 1× FireWire 800 (800 Mbit/s) | 1× FireWire 800 (800 Mbit/s) | |
| Anschlüsse                          | 15″                           | 1× DVI 1× ExpressCard/34-Steckplatz 1× Kensington-Schloss 2× 3,5 mm Klinkenstecker (je ein separater Ein- und Ausgang)               | | | | | |
| Anschlüsse                          | 17″                           | 1× MagSafe 1× Gigabit-Ethernet 1× FireWire 400 (400 Mbit/s) 1× FireWire 800 (800 Mbit/s) 3× USB 2 (480 Mbit/s)                       | 1× MagSafe 1× Gigabit-Ethernet 1× FireWire 400 (400 Mbit/s) 1× FireWire 800 (800 Mbit/s) 3× USB 2 (480 Mbit/s) | 1× MagSafe 1× Gigabit-Ethernet 1× FireWire 400 (400 Mbit/s) 1× FireWire 800 (800 Mbit/s) 3× USB 2 (480 Mbit/s) | 1× MagSafe 1× Gigabit-Ethernet 1× FireWire 400 (400 Mbit/s) 1× FireWire 800 (800 Mbit/s) 3× USB 2 (480 Mbit/s)                           | 1× MagSafe 1× Gigabit-Ethernet 1× FireWire 400 (400 Mbit/s) 1× FireWire 800 (800 Mbit/s) 3× USB 2 (480 Mbit/s)                           | 1× MagSafe 1× Gigabit-Ethernet 1× FireWire 400 (400 Mbit/s) 1× FireWire 800 (800 Mbit/s) 3× USB 2 (480 Mbit/s) |
| Anschlüsse                          | 17″                           | 1× DVI | | | | | |
| Anschlüsse                          | 17″                           | – | – | – | – | 1 × VGA | 1 × VGA |
| Anschlüsse                          | 17″                           | 1 × ExpressCard/34-Steckplatz 1 × Kensington-Schloss 2 × 3,5 mm Klinkenstecker (je ein separater Ein- und Ausgang)                   | | | | | |
| Akku (Lithium-Polymer) austauschbar | 15″                           | 60 Wh | 60 Wh | 60 Wh | 60 Wh | 60 Wh | |
| Akku (Lithium-Polymer) austauschbar | 15″                           | – | bis zu 5 Stunden Laufzeit                                                                                      | bis zu 6 Stunden Laufzeit                                                                                      | bis zu 6 Stunden Laufzeit | bis zu 5 Stunden Laufzeit a | bis zu 5 Stunden Laufzeit a                                                                                    |
| Akku (Lithium-Polymer) austauschbar | 17″                           | 68 Wh | 68 Wh | 68 Wh | 68 Wh | 68 Wh | 68 Wh |
| Akku (Lithium-Polymer) austauschbar | 17″                           | bis zu 5,5 Stunden Laufzeit | bis zu 5,5 Stunden Laufzeit                                                                                    | bis zu 5,75 Stunden Laufzeit                                                                                   | bis zu 5,75 Stunden Laufzeit | bis zu 4,5 Stunden Laufzeit a | bis zu 4,5 Stunden Laufzeit a                                                                                  |
| Akku (Lithium-Polymer) austauschbar | alle                          | mit 85W-MagSafe-Netzteil | mit 85W-MagSafe-Netzteil                                                                                       | mit 85W-MagSafe-Netzteil                                                                                       | mit 85W-MagSafe-Netzteil | mit 85W-MagSafe-Netzteil | mit 85W-MagSafe-Netzteil                                                                                       |
| Ursprüngliches Betriebssystem       | Ursprüngliches Betriebssystem | Mac OS X 10.4 Tiger | Mac OS X 10.4 Tiger                                                                                            | Mac OS X 10.4 Tiger                                                                                            | Mac OS X 10.5 Leopard | Mac OS X 10.5 Leopard | Mac OS X 10.5 Leopard                                                                                          |
| Aktuelles Betriebssystem            | Aktuelles Betriebssystem      | Mac OS X 10.6 Snow Leopard | Mac OS X 10.7 Lion (mit 2 GB Arbeitsspeicher, ansonsten 10.6)                                                  | OS X 10.11 El Capitan                                                                                          | OS X 10.11 El Capitan | OS X 10.11 El Capitan | OS X 10.11 El Capitan                                                                                          |
| Einstiegspreis                      | 15″                           | 2.099 € | 1.949 € | 1.899 € | 1.899 € | 1.799 € | |
| Einstiegspreis                      | 15″                           | 1.999 $ | | | | | |
| Einstiegspreis                      | 17″                           | 2.599 € | 2.729 € | 2.699 € | 2.699 € | 2.499 € | 2.499 € |
| Einstiegspreis                      | 17″                           | 2.799 $ | | | | | |
| Gewicht                             | 15″                           | 2,54 kg | 2,54 kg | 2,49 kg | 2,49 kg | 2,49 kg | |
| Gewicht                             | 17″                           | 3,10 kg | 3,10 kg | 3,10 kg | 3,10 kg | 3,10 kg | 3,10 kg |
| Abmessungen (H×B×L)                 | 15″                           | 2,5 × 35,8 × 24,4 cm | 2,5 × 35,8 × 24,4 cm                                                                                           | 2,5 × 35,8 × 24,4 cm                                                                                           | 2,5 × 35,8 × 24,4 cm | 2,6 × 35,7 × 24,3 cm | |
| Abmessungen (H×B×L)                 | 17″                           | 2,5 × 39,1 × 26,4 cm | 2,5 × 39,1 × 26,4 cm                                                                                           | 2,5 × 39,1 × 26,4 cm                                                                                           | 2,5 × 39,1 × 26,4 cm | 2,5 × 39,1 × 26,4 cm | 2,5 × 39,1 × 26,4 cm                                                                                           |
| Besonderheiten                      | Besonderheiten                | – | – | – | – | Multi-Touch-Trackpad | Multi-Touch-Trackpad                                                                                           |

## Zweite Generation (Unibody)

### Ende 2008: 13″, 15″

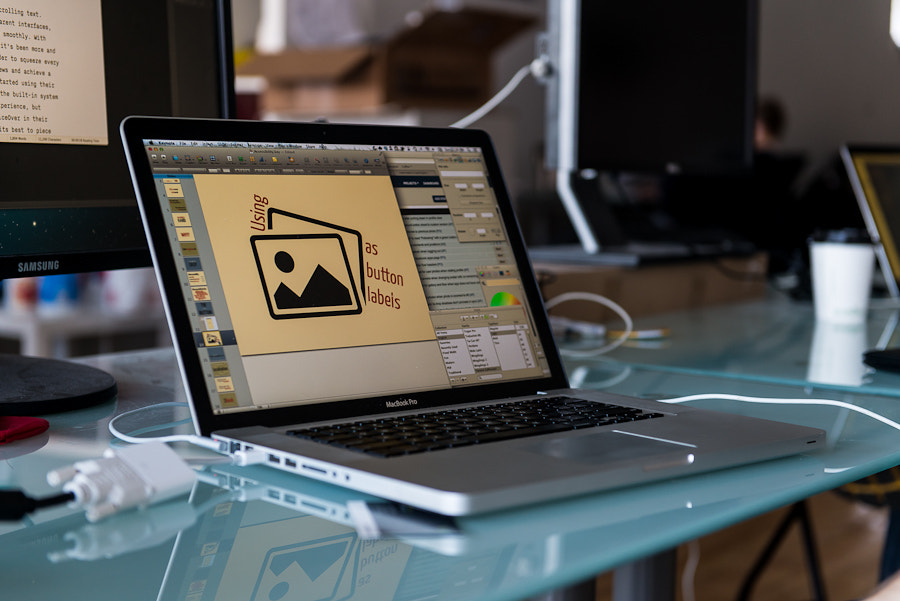
MacBook Pro 15 Zoll

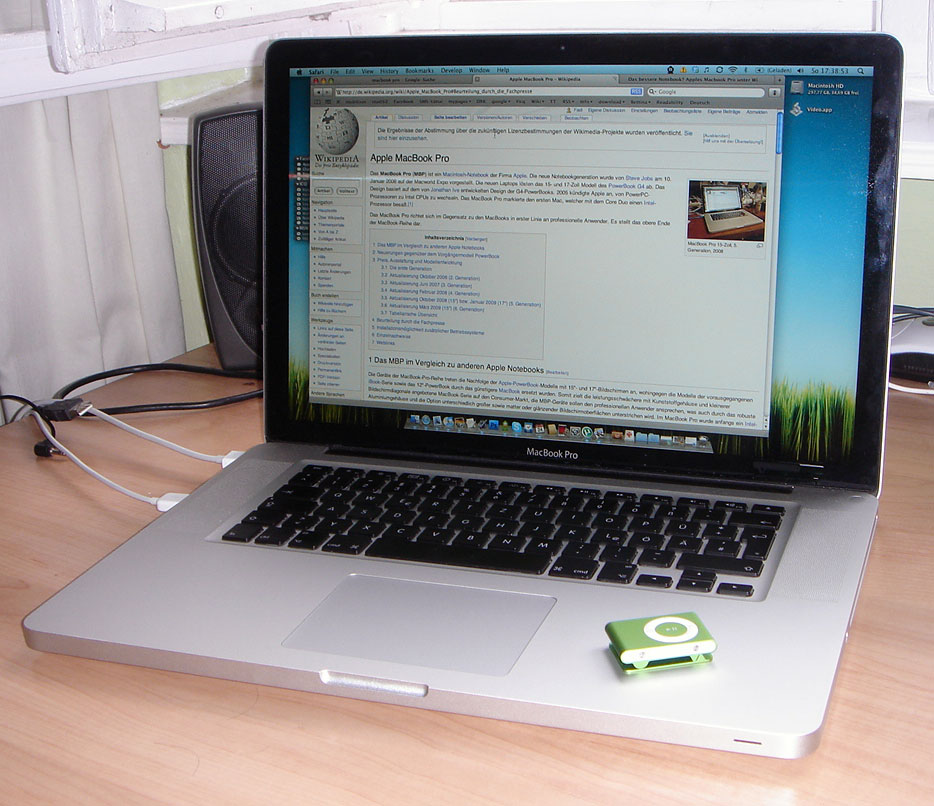
MacBook Pro 15 Zoll

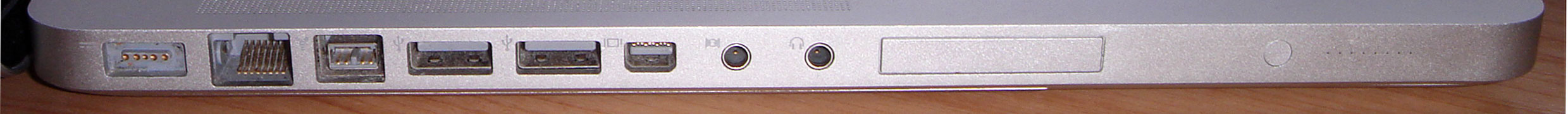
Schnittstellen im 15″-Unibody-MacBook Pro, von links nach rechts: MagSafe, Gigabit-Ethernet, FireWire-800, 2× USB 2.0, Mini-DisplayPort, Line in (3,5-mm-Klinkenstecker), Line out / Kopfhörer (3,5-mm-Klinkenstecker) mit zusätzlichem Kontakt für die Fernbedienung in Apple-Kopfhörern und gleichzeitig optischer Digitalausgang, ExpressCard-34-Schacht, rechts Knopf und LEDs für den Akkuladezustand.

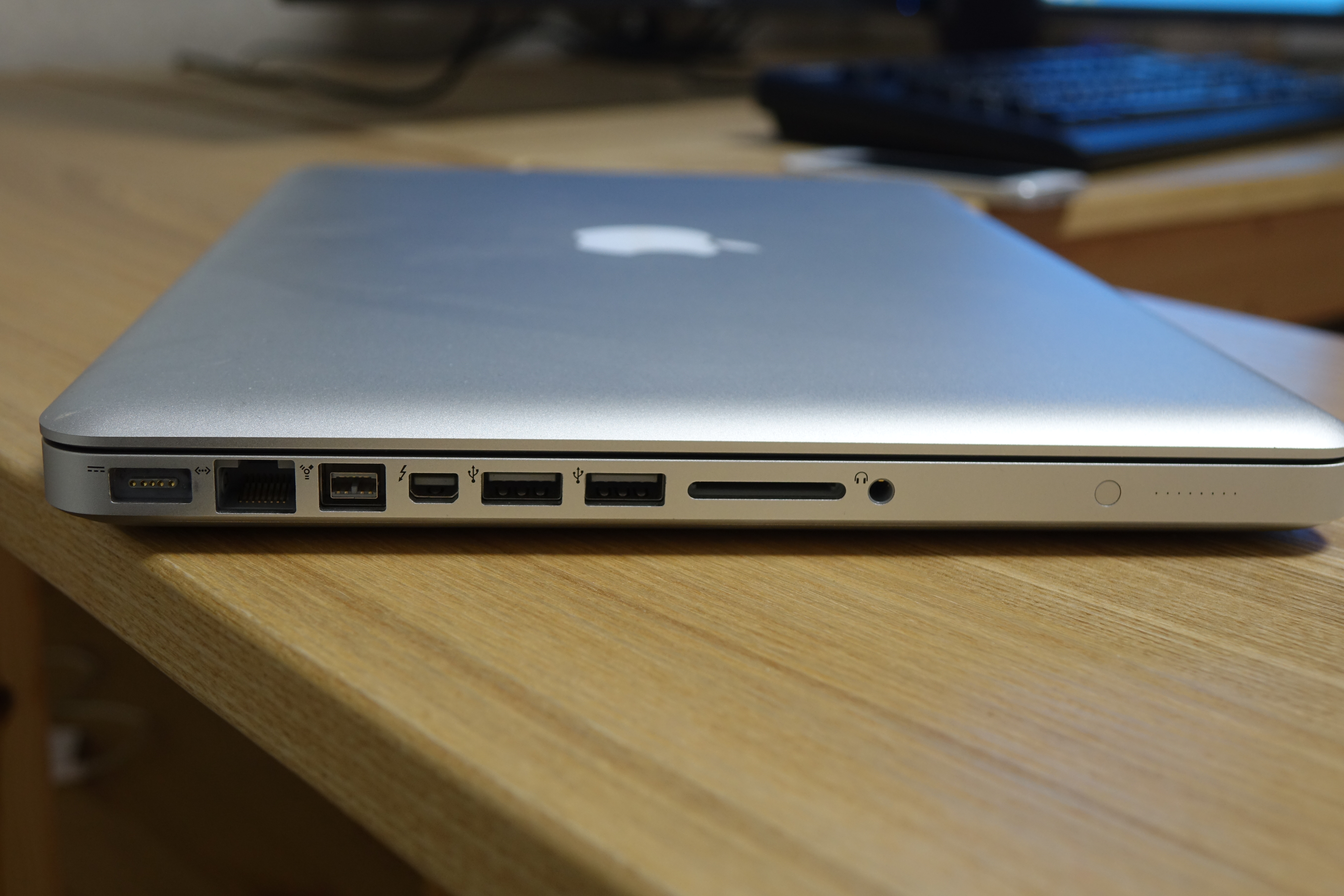
Mit neueren Modelljahren wurden die Anschlüsse aktualisiert.

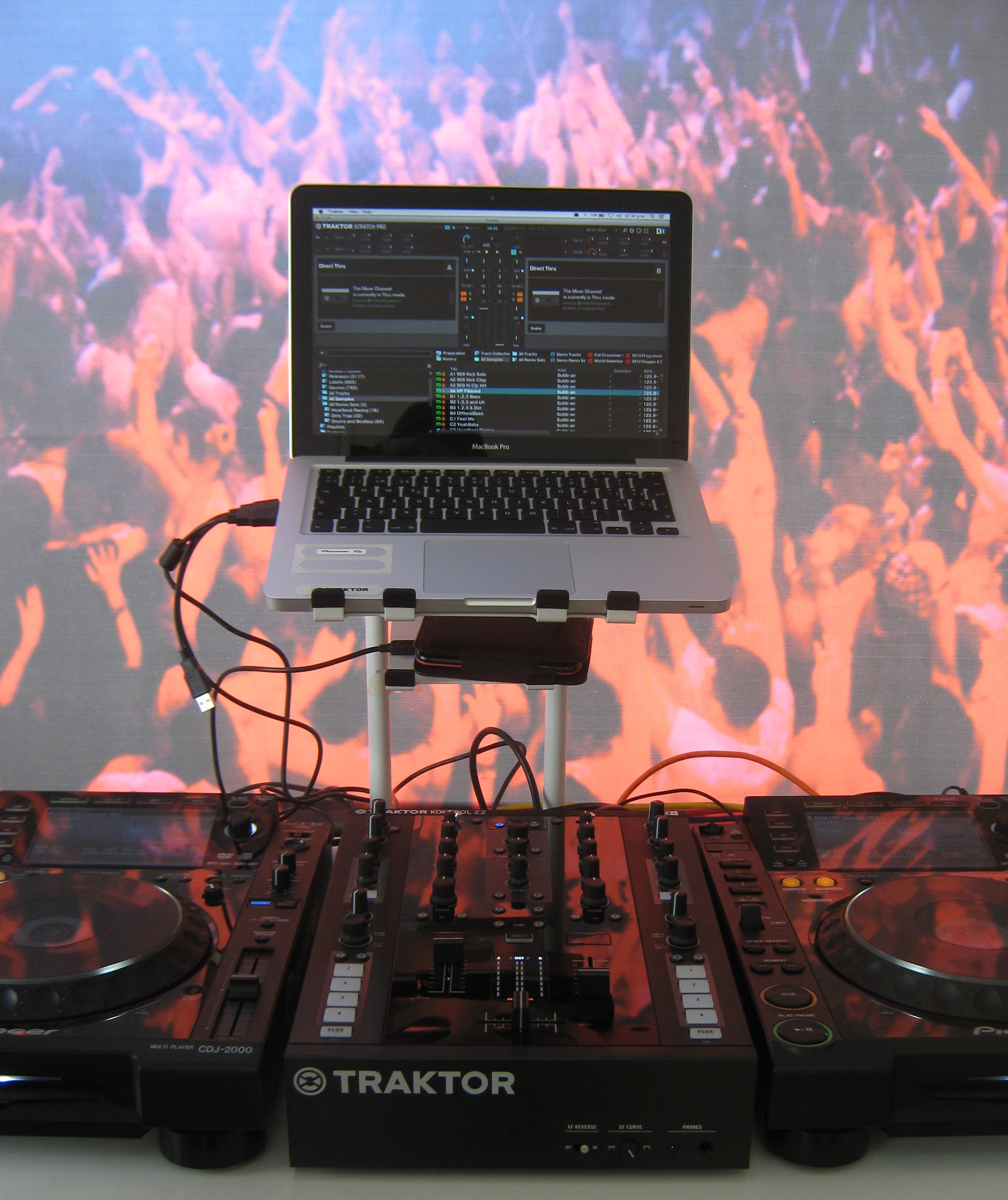
Einbindung des MacBook Pro 13″ in ein DJ-Pult

Mit der zweiten Generation, die am 14. Oktober 2008 vorgestellt wurde, wurde das Design überarbeitet.
Das Gehäuse ist aus einem Stück Aluminium gearbeitet (gefräst, gebohrt und gelasert). Apple bezeichnet diese Konstruktion als Unibody. Ein neues Großformat-Trackpad aus Glas kommt ohne separate Taste aus, denn das ganze Trackpad ist die Taste (ähnlich wie beim Click Wheel des iPods). Es unterstützt Multi-Touch-Gesten mit bis zu vier Fingern. Zum Aufklappen verwendet es keine Taste mehr. Stattdessen wird der Bildschirm an einer Einkerbung im Gehäuse angehoben, wie beim MacBook Air. So wird es auch bei allen nachfolgenden Generationen getan.
Um den Hochglanz-LCD-Bildschirm mit LED-Hintergrundbeleuchtung befindet sich ein schwarzer Rahmen. Eine Glasscheibe bedeckt die komplette Vorderseite.
In diesen Modellen wird eine neue Grafikkarten-Generation eingeführt. Erstmals werden gegen Aufpreis SSDs eingebaut, welche weitaus schneller als herkömmliche Festplattenlaufwerke sind. Dadurch werden Aufgaben wie das Hochfahren des Computers oder das Öffnen von Programmen schneller und mit weniger Verzögerungen absolviert. Die Schreibgeschwindigkeit ist ebenfalls höher, wodurch auch aufwendige Aufgaben wie der Export von Videos weitaus schneller abgeschlossen werden.
Es ist das erste Modell, welches mit dem Update auf Mac OS X Lion AirDrop mit anderen Macs unterstützt.
Es war in zwei Standardkonfigurationen erhältlich:
- 1799 € in Deutschland: 2,4-GHz-Prozessor, 2 GB RAM, 250 GB Festplatte und NVIDIA 9400M + 9600M GT mit 256 MB Grafikspeicher
- 2249 € in Deutschland: 2,53-GHz-Prozessor, 4 GB RAM, 320 GB Festplatte und NVIDIA 9400M + 9600M GT mit 512 MB Grafikspeicher

Diese ließen sich gegen Aufpreis anpassen (built-to-order, kurz BTO).
Zeitgleich wurde eine kleinere 13″-Variante eingeführt, welche viele Eigenschaften des größeren Modells übernimmt, jedoch nur „MacBook“ hieß. Dieses war in Standardkonfigurationen in Deutschland für 1199 € und 1499 € verfügbar. Das Vorgängermodell aus Plastik wurde dort für fortan 949 € weiterverkauft. Die aktualisierte Auflage zur WWDC 2009 hieß „MacBook Pro“.
Die günstigste Variante des 15″-Modells wurde noch bis Mitte 2009 verkauft. Die beiden höherpreisigen Modelle wurden Anfang 2009 durch welche mit schnelleren Prozessoren ersetzt.

### Anfang 2009: 15″, 17″
Am 6. Januar 2009 wurde ein 17″-Modell eingeführt, das erstmals einen eingebauten Akku aufweist. Dieser kann nicht mehr über eine Lasche entfernt werden. Stattdessen ist das Aufschrauben der Unterseite („Bottom Case“) nötig. Es konnte auf Wunsch mit entspiegeltem Bildschirm geordert werden. Dieser Bildschirm besitzt, wie die Vorgängermodelle und das MacBook Air, einen Aluminiumrahmen. Die Standardkonfiguration war in Deutschland für 2.499 € erhältlich.
Am 3. März 2009 haben die teureren Varianten des MacBook Pro 15″ leistungsstärkere Prozessoren bekommen. Die neue Modellnummer ist MC026LL/A. Der Core 2 Duo mit 2,53 GHz wurde durch einen mit 2,66 GHz ersetzt, das Modell mit 2,8 GHz durch eines mit 2,93 GHz. Außerdem war es neben einer SSD mit 128 GB erstmals mit einer SSD mit 256 GB konfigurierbar. Die Aktualisierung erfolgte ohne eigene Presseankündigung. Am gleichen Tag stellte Apple neue Modelle des Mac mini, iMac und Mac Pro vor.

### Mitte 2009

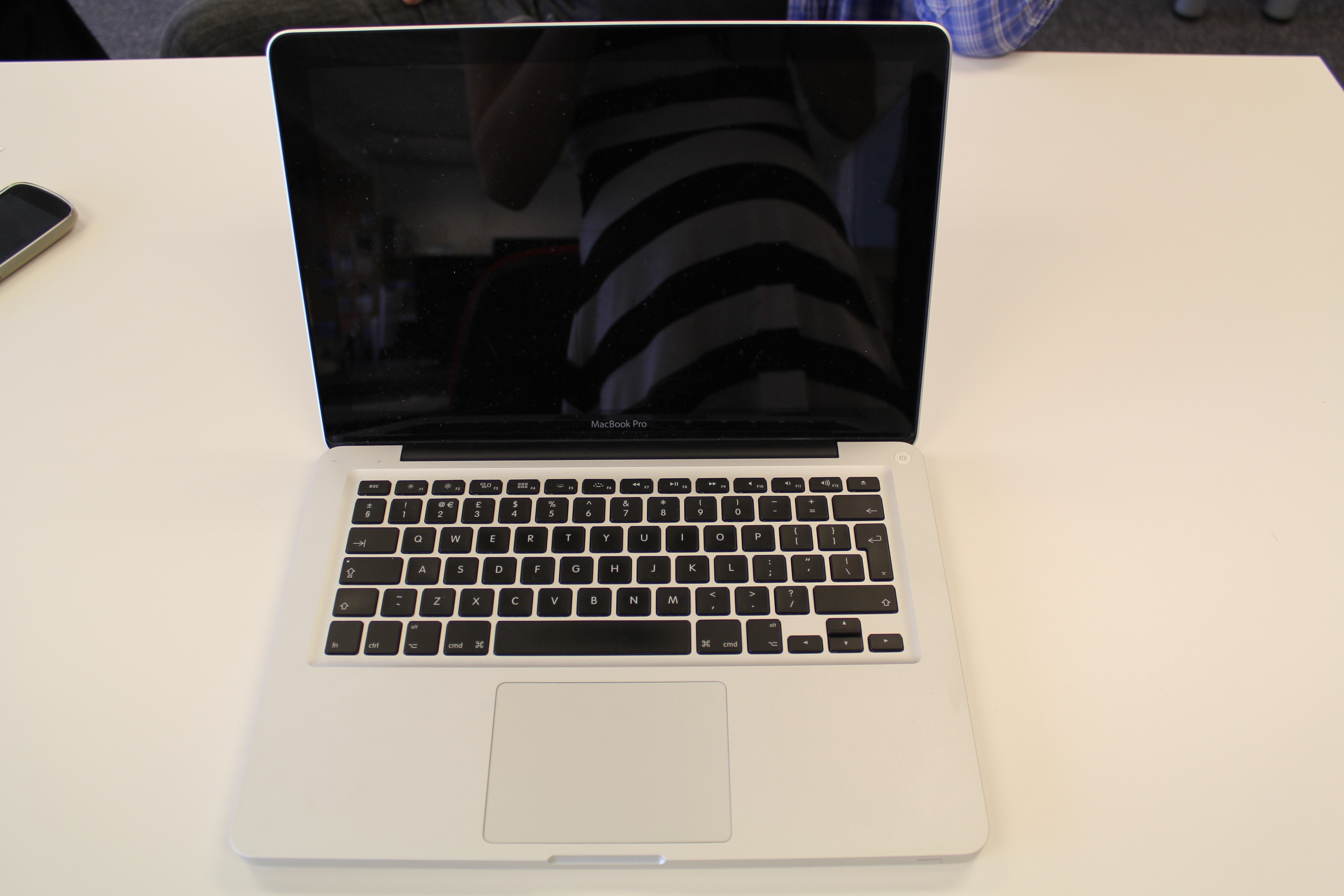
MacBook Pro 13 Zoll

Zur WWDC stellte Apple am 9. Juni 2009 eine aktualisierte Version vor. Der Akku wird nun in allen Modellen intern verschraubt. Die Lebensdauer wird mit etwa 1000 Zyklen angegeben. Der Farbraum des Bildschirms ist laut Apple 60 Prozent größer als zuvor. Gegen Aufpreis war nun auch das 15″-Gerät mit entspiegeltem Bildschirm lieferbar.
Das 13″-MacBook aus Aluminium wurde durch das MacBook Pro 13″ ersetzt, welches nun ebenfalls einen FireWire-800-Anschluss besitzt. Anstelle des ExpressCard-Schachts haben die beiden kleineren Modellen einen SD-Kartenleser. Nur das 17″-Modell behält den Express-Card-Schacht.
Die Prozessoren sind etwas schneller, aber weiterhin von der gleichen Generation. Im Gegenzug sind die Preise niedriger.
Das MacBook Pro mit 13″ war in zwei Standardkonfigurationen erhältlich (Preise in Deutschland):
- 1149 €: 2,26-GHz-Prozessor, 2 GB RAM und 160 GB Festplatte (zuvor 1199 € mit 2,0-GHz-Prozessor)
- 1399 €: 2,53-GHz-Prozessor, 4 GB RAM und 250 GB Festplatte (zuvor 1499 € mit 2,4-GHz-Prozessor und 2 GB RAM)

Das MacBook Pro mit 15″ war in drei Standardkonfigurationen erhältlich:
- 1599 €: 2,53-GHz-Prozessor, 4 GB RAM und 250 GB Festplatte, nur NVIDIA 9400M
- 1799 €: 2,66-GHz-Prozessor, 4 GB RAM und 320 GB Festplatte, NVIDIA 9400M + 9600M GT mit 256 MB Grafikspeicher (zuvor 2,4-GHz-Prozessor, 2 GB RAM und 250 GB Festplatte)
- 2099 €: 2,8-GHz-Prozessor, 4 GB RAM und 500 GB Festplatte, NVIDIA 9400M + 9600M GT mit 512 MB Grafikspeicher (zuvor 2249 € mit 2,53-GHz-Prozessor und 320 GB Festplatte)

Das MacBook Pro mit 17″ war weiterhin in einer Standardkonfiguration erhältlich:
- 2299 €: 2,8-GHz-Prozessor, 4 GB RAM und 500 GB Festplatte, NVIDIA 9400M + 9600M GT mit 512 MB Grafikspeicher (zuvor 2499 € mit 2,66-GHz-Prozessor und 320 GB Festplatte)

### Mitte 2010

MacBook Pro 13 Zoll – Modell 2010 Intel Core 2

Am 13. April 2010 wurden neue Modelle des MacBook Pro angekündigt. In den 15″- und 17″-Modellen werden Prozessoren der neuen Intel-Core-i-Serie eingebaut. Das 13″-MacBook-Pro erhält leicht schnellere Prozessoren, die jedoch wie beim Vorgänger der älteren Core 2 Duo-Generation angehören. Die Grafikchips wurden aktualisiert. Die Akkulaufzeit erhöhte sich um drei Stunden beim 13″-Gerät, ein bis zwei Stunden beim 15″-Gerät, und bis zu eine Stunde beim 17″-Gerät. Das MagSafe-Ladekabel ist nun nach hinten abgewinkelt.
Die Grafikprozessoren wurden durch neue Nvidia-Chips (320M oder GT 330M) und die integrierten Grafikeinheiten der Intel-Prozessoren ersetzt. Optional war eine höhere Bildschirmauflösung von 1680 × 1050 Pixeln (spiegelnd oder matt) beim 15″-Modell erhältlich. Das Multi-Touch-Trackpad unterstützt unter Mac OS X Snow Leopard systemweit „Scrollen mit Nachlauf“, auch bekannt als Kinetischer Bildlauf, wodurch der Scrollvorgang nicht abrupt endet, sondern wie zuvor schon beim iPhone oder der Magic Mouse bis zum Stillstand zunehmend langsamer wird. Zu Beginn war diese Funktion exklusiv für das MacBook Pro von Mitte 2010. Am 27. Juli 2010 erschien ein separates Update, mit dem dieser Effekt auch auf anderen Geräten verfügbar wurde. Mit späteren Versionen von Mac OS X war die Funktion auch auf anderen Geräten mit Multi-Touch-Trackpad verfügbar und ins Betriebssystem integriert, das heißt es war kein separates Update mehr nötig.
Der Mini-DisplayPort führt nun auch das Audio-Signal. Mit einem Adapter auf HDMI können Bild und Ton über ein einziges Kabel an Fernseher oder Projektoren übertragen werden.
Das MacBook Pro mit 13″ war in zwei Standardkonfigurationen mit einer neuen Grafikprozessor-Generation erhältlich (Preise in Deutschland):
- 1149 €: 2,4-GHz-Prozessor, 4 GB RAM und 250 GB Festplatte (zuvor 2,26-GHz-Prozessor, 2 GB RAM und 160 GB Festplatte)
- 1449 €: 2,66-GHz-Prozessor, 4 GB RAM und 320 GB Festplatte (zuvor 1399 € mit 2,53-GHz-Prozessor und 250 GB Festplatte)

Das MacBook Pro mit 15″ war in drei Standardkonfigurationen für 1749 €, 1949 € und 2149 € in Deutschland erhältlich, wobei die Variante ohne dedizierte Grafik entfällt.
Das MacBook Pro mit 17″ war in einer Standardkonfiguration für 2249 € in Deutschland erhältlich.

### Anfang 2011
Am 24. Februar 2011 wurde das MacBook Pro aktualisiert. In dieser Version wurden Intel Core i5- bzw. i7-Prozessoren der Sandy-Bridge-Mikroarchitektur in allen drei Größen verwendet. Bei den 15″- und 17″-Modellen wurde dabei die Anzahl der Kerne auf 4 verdoppelt. In allen Modellen kam die integrierte Intel HD Graphics 3000 zum Einsatz; in den 15″/17″-Modellen arbeitet zusätzlich eine dedizierte Grafikkarte von AMD.
Die Akkulaufzeiten wurden aufgrund realistischerer Mess-Methoden mit sieben Stunden angegeben, es sollten aber die gleichen Laufzeiten wie bei den älteren Modelle erreicht werden. Die neue FaceTime-HD-Kamera unterstützte nun die HD-Auflösung von 720p (1280 × 720 Pixel).
Der Mini-DisplayPort wurde durch einen funktionaleren Thunderbolt-Anschluss ersetzt, welcher äußerlich die gleiche Form besitzt und auch mit älteren Kabeln und Adaptern funktioniert. Es konnten 2 × 8 GB Arbeitsspeicher statt maximal 8 GB RAM eingesetzt werden. Die Taktrate dessen wurde von 1066 MHz auf 1333 MHz erhöht.
Folgende Standardkonfigurationen waren erhältlich (Preise in Deutschland):
- 1149 €: 13-Zoll-Bildschirm, 320 GB Festplatte
- 1449 €: 13-Zoll-Bildschirm, 500 GB Festplatte
- 1749 €: 15-Zoll-Bildschirm, 500 GB Festplatte, zusätzliche AMD Radeon HD 6490M Grafik mit 256 MB
- 2149 €: 15-Zoll-Bildschirm, 750 GB Festplatte, zusätzliche AMD Radeon HD 6750M Grafik mit 1 GB
- 2499 €: 17-Zoll-Bildschirm, 750 GB Festplatte, zusätzliche AMD Radeon HD 6750M Grafik mit 1 GB

### Ende 2011
Die Prozessoren sind leicht höher getaktet. Die Ausstattung der Grafikkarten wurde verbessert. Beim 13″-Modell wurden auch die Festplattenoptionen verbessert. Alle Komponenten basieren weiterhin auf der bisherigen Technik.
Diese Modelle unterstützen erstmals AirPlay.
Ab diesem Modell unterstützen die MacBooks offiziell nur noch Mac OS 10.7 (Lion) und höher. Entgegen den Herstellerangaben kann Mac OS X 10.6 (Snow Leopard) auf diesem Modell aufgrund der großen Ähnlichkeiten zur Hardware von Anfang 2011 ab Version 10.6.7 jedoch weiterhin genutzt werden.
Folgende Standardkonfigurationen waren erhältlich (Preise in Deutschland):
- 1149 €: 13-Zoll-Bildschirm, 500 GB Festplatte (zuvor 320 GB)
- 1449 €: 13-Zoll-Bildschirm, 750 GB Festplatte (zuvor 500 GB)
- 1749 €: 15-Zoll-Bildschirm, 500 GB Festplatte, zusätzliche AMD Radeon HD 6750M Grafik mit 512 MB (zuvor 6490M Grafik mit 256 MB)
- 2149 €: 15-Zoll-Bildschirm, 750 GB Festplatte, zusätzliche AMD Radeon HD 6770M Grafik mit 1 GB (zuvor 6750M)
- 2499 €: 17-Zoll-Bildschirm, 750 GB Festplatte, zusätzliche AMD Radeon HD 6770M Grafik mit 1 GB (zuvor 6750M)

### Mitte 2012: 13″, 15″

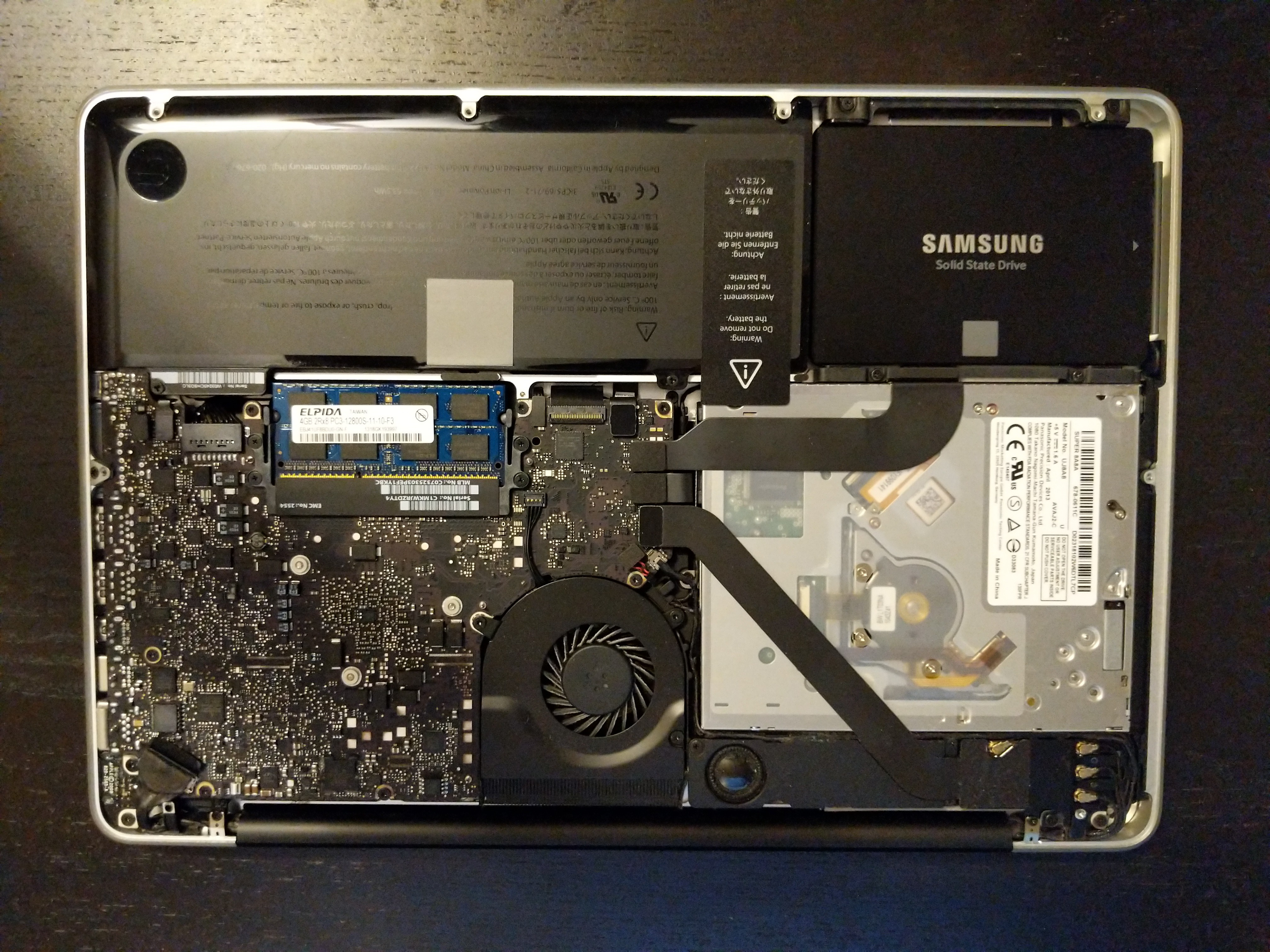
Innenleben des 13″-Modells

Diese verbesserten Modelle wurden zeitgleich mit der dritten Generation zur WWDC am 11. Juni 2012 vorgestellt. Sie waren eine kostengünstigere Alternative und boten weiterhin ältere Anschlüsse. Ihre Prozessoren wurden ebenfalls auf die Ivy-Bridge-Architektur aktualisiert. Die USB-Schnittstellen beherrschen jetzt USB 3.0. Alle MacBook Pro von 2012 verfügen über eine Intel-HD-Graphics-4000-Grafikeinheit. Die 15″-Geräte besitzen zusätzlich eine NVIDIA GeForce GT 650M Grafikkarte. Das leistungsschwächste MacBook Pro mit 13″ verfügt über einen Intel-Core-i5-Prozessor. Alle übrigen Modelle sind mit einem Intel-Core-i7-Prozessor ausgestattet.
Es ist das erste Modell, welches mit dem Update auf OS X Yosemite AirDrop mit iOS- bzw. iPadOS-Geräten, welche iOS 8 oder höher verwenden, unterstützt.
Die 17″-Variante entfällt.
Im Vergleich zum Vorgänger wurden die Preise angepasst (Preise in Deutschland):
- 13″ mit 500 GB Festplatte: 1249 € (vorher 1149 €)
- 13″ mit 750 GB Festplatte: 1549 € (vorher 1449 €) und 8 GB RAM (vorher 4 GB)
- 15″ mit 500 GB Festplatte: 1879 € (vorher 1749 €)
- 15″ mit 750 GB Festplatte: 2279 € (vorher 2149 €) und 8 GB RAM (vorher 4 GB)

Mit der Einführung neuer Retina-Modelle Anfang 2013 wurden die Preise der weiterhin erhältlichen Modelle ohne Retina-Bildschirm gesenkt:
- 13″ mit 500 GB Festplatte: 1199 €
- 13″ mit 750 GB Festplatte: 1499 €
- 15″ mit 500 GB Festplatte: 1799 €
- 15″ mit 750 GB Festplatte entfällt

Mit der Einführung weiterer neuer Retina-Modelle Ende 2013 wurden die 13″-Variante mit 750 GB und die letzte 15″-Variante eingestellt. Zur Einführung der Retina-Modelle von Mitte 2014 wurde der Preis der verbleibenden 13″-Variante ohne Retina in Deutschland auf 1099 € gesenkt (zuvor 1199 €). Nach der Einführung der 13″-Retina-Modelle von Anfang 2015 wurde der Preis in Deutschland wieder auf 1199 € erhöht. Zur Einführung der vierten Generation im Oktober 2016 wurde das MacBook Pro der zweiten Generation eingestellt.

### Probleme
Bei den 15″- und 17″-Modellen, die zwischen Februar 2011 und Dezember 2013 verkauft wurden, können Probleme bei der Videowiedergabe auftreten. Für dieses Problem bot Apple ein Reparaturprogramm an. Es war bis vier Jahre nach Kaufdatum gültig.

### Technische Daten
|  | Produktion eingestellt |

- Ein Punkt zeigt, dass es sich um eine von mehreren Optionen handelt.

Daten, die kursiv und grau geschrieben sind, können nur auf der Internetseite konfiguriert werden. Geräte mit solchen Sonderausstattungen werden als built-to-order (BTO) bezeichnet, weil sie pro Bestellung extra angefertigt werden, wodurch die Lieferzeit in der Regel länger ist.
| Modell                            | Modell                        | Ende 2008 b | Anfang 2009 | Mitte 2009 | Mitte 2010 | Anfang 2011 | Ende 2011 | Mitte 2012 |                    |
| --------------------------------- | ----------------------------- | --- | --- | --- | --- | --- | --- | --- | ------------------ |
| Modell- bezeichnung               | 13″                           | MacBook5,1 | | MacBookPro5,5 | MacBookPro7,1 | MacBookPro8,1 | MacBookPro8,1 | MacBookPro9,2 |                    |
| Modell- bezeichnung               | 13″                           | A1278 | A1278 | A1278 | A1278 | A1278 | A1278 | |                    |
| Modell- bezeichnung               | 15″                           | MacBookPro5,1 | MacBookPro5,1 | MacBookPro5,1 MacBookPro5,3 MacBookPro5,4 | MacBookPro6,2 | MacBookPro8,2 | MacBookPro8,2 | MacBookPro9,1 |                    |
| Modell- bezeichnung               | 15″                           | A1286 | | | | | | |                    |
| Modell- bezeichnung               | 17″                           | | MacBookPro5,2 | MacBookPro5,2 | MacBookPro6,1 | MacBookPro8,3 | MacBookPro8,3 | |                    |
| Modell- bezeichnung               | 17″                           | A1297 | | | | | | |                    |
| Bildschirm (TN) mit LED-Backlight | 13″                           | 13,3″, 1280×800 glänzend | | 13,3″, 1280×800 glänzend | 13,3″, 1280×800 glänzend | 13,3″, 1280×800 glänzend | 13,3″, 1280×800 glänzend | 13,3″, 1280×800 glänzend |                    |
| Bildschirm (TN) mit LED-Backlight | 15″                           | 15,4″, 1440×900 glänzend | 15,4″, 1440×900 glänzend | 15,4″, 1440×900 - glänzend - Seit August 2009 optional matt | 15,4″ - 1440×900, glänzend - 1680×1050, glänzend - 1680×1050, matt | 15,4″ - 1440×900, glänzend - 1680×1050, glänzend - 1680×1050, matt                                                                             | 15,4″ - 1440×900, glänzend - 1680×1050, glänzend - 1680×1050, matt                                                                             | 15,4″ - 1440×900, glänzend - 1680×1050, glänzend - 1680×1050, matt                                                                             |                    |
| Bildschirm (TN) mit LED-Backlight | 17″                           | | 17″, 1920×1200 - glänzend - matt | 17″, 1920×1200 - glänzend - matt | 17″, 1920×1200 - glänzend - matt | 17″, 1920×1200 - glänzend - matt | 17″, 1920×1200 - glänzend - matt | |                    |
| Prozessor (Intel)                 | 13″                           | Penryn | | Penryn | Penryn | Sandy Bridge | Sandy Bridge | Ivy Bridge |                    |
| Prozessor (Intel)                 | 13″                           | 2 Kerne - Core 2 Duo P7350 mit 2,0 GHz und 3 MB L2 - Core 2 Duo P8600 mit 2,4 GHz und 3 MB L2                                             | 2 Kerne - Core 2 Duo P8400 mit 2,26 GHz und 3 MB L2 - Core 2 Duo P8700 mit 2,53 GHz und 3 MB L2                                            | 2 Kerne - Core 2 Duo P8600 mit 2,4 GHz und 3 MB L2 - Core 2 Duo P8800 mit 2,66 GHz und 3 MB L2                                                                                         | 2 Kerne - Core i5-2410M mit 2,3–2,9 GHz und 3 MB L3 - Core i7-2620M mit 2,7–3,4 GHz und 4 MB L3                                                                                           | 2 Kerne - Core i5-2435M mit 2,4–3,0 GHz und 3 MB L3 - Core i7-2640M mit 2,8–3,5 GHz und 4 MB L3                                                | 2 Kerne - Core i5-3210M mit 2,5–3,1 GHz und 3 MB L3 - Core i7-3520M mit 2,9–3,6 GHz und 4 MB L3                                                | |                    |
| Prozessor (Intel)                 | 15″                           | Penryn | Penryn | Penryn | Arrandale | Sandy Bridge | Sandy Bridge | Ivy Bridge |                    |
| Prozessor (Intel)                 | 15″                           | 2 Kerne - Core 2 Duo P8600 mit 2,4 GHz und 3 MB L2 - Core 2 Duo T9400 mit 2,53 GHz und 6 MB L2 - Core 2 Duo T9600 mit 2,8 GHz und 6 MB L2 | 2 Kerne - Core 2 Duo P8600 mit 2,4 GHz und 3 MB L2 - Core 2 Duo T9550 mit 2,66 GHz und 6 MB L2 - Core 2 Duo T9800 mit 2,93 GHz und 6 MB L2 | 2 Kerne - Core 2 Duo P8700 mit 2,53 GHz und 3 MB L2 - Core 2 Duo P8800 mit 2,66 GHz und 3 MB L2 - Core 2 Duo T9600 mit 2,8 GHz und 6 MB L2 - Core 2 Duo T9900 mit 3,06 GHz und 6 MB L2 | 2 Kerne - Core i5-520M mit 2,4–2,93 GHz und 3 MB L3 - Core i5-540M mit 2,53–3,06 GHz und 3 MB L3 - Core i7-620M mit 2,66–3,33 GHz und 4 MB L3 - Core i7-640M mit 2,8–3,46 GHz und 4 MB L3 | 4 Kerne - Core i7-2635QM mit 2,0–2,9 GHz und 6 MB L3 - Core i7-2720QM mit 2,2–3,3 GHz und 6 MB L3 - Core i7-2820QM mit 2,3–3,4 GHz und 8 MB L3 | 4 Kerne - Core i7-2675QM mit 2,2–3,2 GHz und 6 MB L3 - Core i7-2760QM mit 2,4–3,5 GHz und 6 MB L3 - Core i7-2860QM mit 2,5–3,6 GHz und 8 MB L3 | 4 Kerne - Core i7-3615QM mit 2,3–3,3 GHz und 6 MB L3 - Core i7-3720QM mit 2,6–3,6 GHz und 6 MB L3 - Core i7-3820QM mit 2,7–3,7 GHz und 8 MB L3 |                    |
| Prozessor (Intel)                 | 17″                           | | Penryn | Penryn | Arrandale | Sandy Bridge | Sandy Bridge | |                    |
| Prozessor (Intel)                 | 17″                           | 2 Kerne - Core 2 Duo T9550 mit 2,66 GHz und 6 MB L2 - Core 2 Duo T9800 mit 2,93 GHz und 6 MB L2                                           | 2 Kerne - Core 2 Duo T9600 mit 2,8 GHz und 6 MB L2 - Core 2 Duo T9900 mit 3,06 GHz und 6 MB L2                                             | 2 Kerne - Core i5-540M mit 2,53–3,06 GHz und 3 MB L3 - Core i7-620M mit 2,66–3,33 GHz und 4 MB L3 - Core i7-640M mit 2,8–3,46 GHz und 4 MB L3                                          | 4 Kerne - Core i7-2720QM mit 2,2–3,3 GHz und 6 MB L3 - Core i7-2820QM mit 2,3–3,4 GHz und 8 MB L3                                                                                         | 4 Kerne - Core i7-2760QM mit 2,4–3,5 GHz und 6 MB L3 - Core i7-2860QM mit 2,5–3,6 GHz und 8 MB L3                                              | | |                    |
| Grafikkarte                       | 13″                           | Nvidia Geforce 9400M mit 256 MB DDR3-SDRAM                                                                                                | | Nvidia Geforce 9400M mit 256 MB DDR3-SDRAM | Nvidia Geforce 320M mit 256 MB DDR3-SDRAM (Shared Memory) | Intel HD Graphics 3000 mit 384 MB DDR3-SDRAM (Shared Memory)                                                                                   | Intel HD Graphics 3000 mit 384 MB DDR3-SDRAM (Shared Memory)                                                                                   | Intel HD Graphics 4000 mit Shared Memory |                    |
| Grafikkarte                       | 15″                           | Nvidia Geforce 9600M GT mit 256 MB oder 512 MB GDDR3 und Geforce 9400M mit 256 MB DDR3-SDRAM                                              | Nvidia Geforce 9600M GT mit 256 MB oder 512 MB GDDR3 und Geforce 9400M mit 256 MB DDR3-SDRAM                                               | Nvidia Geforce 9600M GT mit 256 MB oder 512 MB GDDR3 und Geforce 9400M mit 256 MB DDR3-SDRAM                                                                                           | Intel HD Graphics mit 256 MB DDR3-SDRAM | Intel HD Graphics 3000 mit 384 MB/512 MB DDR3-SDRAM (Shared Memory)                                                                            | Intel HD Graphics 3000 mit 384 MB DDR3-SDRAM (Shared Memory)                                                                                   | Intel HD Graphics 4000 mit Shared Memory |                    |
| Grafikkarte                       | 15″                           | Nvidia Geforce 9600M GT mit 256 MB oder 512 MB GDDR3 und Geforce 9400M mit 256 MB DDR3-SDRAM                                              | Nvidia Geforce 9600M GT mit 256 MB oder 512 MB GDDR3 und Geforce 9400M mit 256 MB DDR3-SDRAM                                               | Nvidia Geforce 9600M GT mit 256 MB oder 512 MB GDDR3 und Geforce 9400M mit 256 MB DDR3-SDRAM                                                                                           | zusätzlich Nvidia Geforce GT 330M mit 256 bis 512 MB GDDR3 | zusätzlich - AMD Radeon HD 6490 M mit 256 MB GDDR5 SDRAM - AMD Radeon HD 6750 M mit 1 GB GDDR5 SDRAM                                           | zusätzlich - AMD Radeon HD 6750 M mit 512 MB GDDR5 SDRAM - AMD Radeon HD 6770 M mit 1 GB GDDR5 SDRAM                                           | zusätzlich Nvidia GeForce GT 650M mit 512 MB oder 1 GB GDDR5 SDRAM                                                                             |                    |
| Grafikkarte                       | 17″                           | | Nvidia Geforce 9600M GT mit 512 MB GDDR3 und Geforce 9400M mit 256 MB DDR3-SDRAM                                                           | Nvidia Geforce 9600M GT mit 512 MB GDDR3 und Geforce 9400M mit 256 MB DDR3-SDRAM | Intel HD Graphics mit 256 MB DDR3-SDRAM | Intel HD Graphics 3000 mit 384 MB/512 MB DDR3-SDRAM (Shared Memory)                                                                            | Intel HD Graphics 3000 mit 384 MB DDR3-SDRAM (Shared Memory)                                                                                   | |                    |
| Grafikkarte                       | 17″                           | zusätzlich Nvidia Geforce GT 330M mit 512 MB GDDR3                                                                                        | Nvidia Geforce 9600M GT mit 512 MB GDDR3 und Geforce 9400M mit 256 MB DDR3-SDRAM                                                           | Nvidia Geforce 9600M GT mit 512 MB GDDR3 und Geforce 9400M mit 256 MB DDR3-SDRAM | zusätzlich AMD Radeon HD 6750 M mit 1 GB GDDR5 SDRAM | zusätzlich AMD Radeon HD 6770 M mit 1 GB GDDR5 SDRAM                                                                                           | | |                    |
| Festplatte austauschbar           | 13″                           | - 160 GB, 5400/min - 250 GB, 5400/min - 320 GB, 5400/min - 128 GB SSD - 256 GB SSD                                                        | | - 160 GB, 5400/min - 250 GB, 5400/min - 320 GB, 5400/min - 500 GB, 5400/min - 128 GB SSD - 256 GB SSD                                                                                  | - 250 GB, 5400/min - 320 GB, 5400/min - 500 GB, 5400/min - 128 GB SSD - 256 GB SSD - 512 GB SSD                                                                                           | - 320 GB, 5400/min - 500 GB, 5400/min - 128 GB SSD - 256 GB SSD - 512 GB SSD                                                                   | - 500 GB, 5400/min - 750 GB, 5400/min - 128 GB SSD - 256 GB SSD - 512 GB SSD                                                                   | - 500 GB, 5400/min - 750 GB, 5400/min - 750 GB, 5400/min - 1 TB, 5400/min - 128 GB SSD - 256 GB SSD - 512 GB SSD                               |                    |
| Festplatte austauschbar           | 15″                           | - 250 GB, 5400/min - 320 GB, 5400/min - 250 GB, 7200/min - 320 GB, 7200/min - 128 GB SSD                                                  | - 250 GB, 5400/min - 320 GB, 5400/min - 250 GB, 7200/min - 320 GB, 7200/min - 128 GB SSD - 256 GB SSD                                      | - 250 GB, 5400/min - 320 GB, 5400/min - 250 GB, 7200/min - 320 GB, 7200/min - 128 GB SSD - 256 GB SSD                                                                                  | - 320 GB, 5400/min - 500 GB, 5400/min - 500 GB, 7200/min - 128 GB SSD - 256 GB SSD - 512 GB SSD                                                                                           | - 500 GB, 5400/min - 750 GB, 5400/min - 500 GB, 7200/min - 128 GB SSD - 256 GB SSD - 512 GB SSD                                                | - 500 GB, 5400/min - 750 GB, 5400/min - 500 GB, 7200/min - 128 GB SSD - 256 GB SSD - 512 GB SSD                                                | - 500 GB, 5400/min - 750 GB, 5400/min - 750 GB, 7200/min - 1 TB, 5400/min - 128 GB SSD - 256 GB SSD - 512 GB SSD                               |                    |
| Festplatte austauschbar           | 17″                           | | - 320 GB, 5400/min - 320 GB, 7200/min - 128 GB SSD - 256 GB SSD                                                                            | - 500 GB, 5400/min - 500 GB, 7200/min - 128 GB SSD - 256 GB SSD | - 500 GB, 5400/min - 500 GB, 7200/min - 128 GB SSD - 256 GB SSD - 512 GB SSD | - 750 GB, 5400/min - 500 GB, 7200/min - 128 GB SSD - 256 GB SSD - 512 GB SSD                                                                   | - 750 GB, 5400/min - 500 GB, 7200/min - 128 GB SSD - 256 GB SSD - 512 GB SSD                                                                   | |                    |
| Festplatte austauschbar           | alle                          | SATA II (3 Gbit/s) | SATA II (3 Gbit/s) | SATA II (3 Gbit/s) | SATA II (3 Gbit/s) | SATA III (6 Gbit/s) | SATA III (6 Gbit/s) | SATA III (6 Gbit/s) |                    |
| Arbeitsspeicher austauschbar      | Arbeitsspeicher austauschbar  | - 2 GB - 4 GB | 4 GB | - 2 GB - 4 GB | 4 GB | 4 GB | 4 GB | - 4 GB - 8 GB |                    |
| Arbeitsspeicher austauschbar      | Arbeitsspeicher austauschbar  | 1066 MHz | 1066 MHz | 1066 MHz | 1066 MHz | 1333 MHz DDR3 | 1333 MHz DDR3 | 1600 MHz DDR3 |                    |
| Arbeitsspeicher austauschbar      | Arbeitsspeicher austauschbar  | bis zu 4 GB, inoffiziell bis zu 8 GB | bis zu 8 GB | bis zu 8 GB | bis zu 8 GB, 13″ inoffiziell bis zu 16 GB | bis zu 16 GB | bis zu 16 GB | bis zu 16 GB |                    |
| Funkverbindungen                  | Funkverbindungen              | Wi-Fi 4 (802.11n) | Wi-Fi 4 (802.11n) | Wi-Fi 4 (802.11n) | Wi-Fi 4 (802.11n) | Wi-Fi 4 (802.11n) | Wi-Fi 4 (802.11n) | Wi-Fi 4 (802.11n) |                    |
| Funkverbindungen                  | Funkverbindungen              | Bluetooth 2.1 + EDR | Bluetooth 2.1 + EDR | Bluetooth 2.1 + EDR | Bluetooth 2.1 + EDR | Bluetooth 2.1 + EDR | Bluetooth 2.1 + EDR | Bluetooth 4.0 |                    |
| SuperDrive                        | SuperDrive                    | 4× DVD±R DL schreiben, 8× DVD±R lesen schreiben, 8× DVD+RW schreiben, 6× DVD-RW schreiben, 24× CD-R, und 16× CD-RW schreiben              | 4× DVD±R DL schreiben, 8× DVD±R lesen schreiben, 8× DVD+RW schreiben, 6× DVD-RW schreiben, 24× CD-R, und 16× CD-RW schreiben               | 4× DVD±R DL schreiben, 8× DVD±R lesen schreiben, 8× DVD+RW schreiben, 6× DVD-RW schreiben, 24× CD-R, und 16× CD-RW schreiben                                                           | 4× DVD±R DL schreiben, 8× DVD±R lesen schreiben, 8× DVD+RW schreiben, 6× DVD-RW schreiben, 24× CD-R, und 16× CD-RW schreiben                                                              | 4× DVD±R DL schreiben, 8× DVD±R lesen schreiben, 8× DVD+RW schreiben, 6× DVD-RW schreiben, 24× CD-R, und 16× CD-RW schreiben                   | 4× DVD±R DL schreiben, 8× DVD±R lesen schreiben, 8× DVD+RW schreiben, 6× DVD-RW schreiben, 24× CD-R, und 16× CD-RW schreiben                   | 4× DVD±R DL schreiben, 8× DVD±R lesen schreiben, 8× DVD+RW schreiben, 6× DVD-RW schreiben, 24× CD-R, und 16× CD-RW schreiben                   |                    |
| Kamera                            | Kamera                        | Apple iSight (480p) | Apple iSight (480p) | Apple iSight (480p) | Apple iSight (480p) | FaceTime-HD-Kamera (720p) | FaceTime-HD-Kamera (720p) | FaceTime-HD-Kamera (720p) |                    |
| Lautsprecher                      | Lautsprecher                  | Stereo | Stereo | Stereo | Stereo | Stereo | Stereo | Stereo |                    |
| Anzahl der Mikrofone              | Anzahl der Mikrofone          | 1 | 1 | 1 | 1 | 1 | 1 | 1 |                    |
| Anschlüsse                        | 13″                           | 1 × MagSafe | | 1 × MagSafe | 1 × MagSafe | 1 × MagSafe | 1 × MagSafe | 1 × MagSafe |                    |
| Anschlüsse                        | 13″                           | 1 × Gigabit-Ethernet | 1 × Gigabit-Ethernet | 1 × Gigabit-Ethernet | 1 × Gigabit-Ethernet | 1 × Gigabit-Ethernet | 1 × Gigabit-Ethernet | |                    |
| Anschlüsse                        | 13″                           | – | – | 1 × FireWire 800 (800 Mbit/s) | 1 × FireWire 800 (800 Mbit/s) | 1 × FireWire 800 (800 Mbit/s) | 1 × FireWire 800 (800 Mbit/s) | |                    |
| Anschlüsse                        | 13″                           | 2 × USB 2 (480 Mbit/s) | 2 × USB 2 (480 Mbit/s) | 2 × USB 2 (480 Mbit/s) | 2 × USB 2 (480 Mbit/s) | 2 × USB 2 (480 Mbit/s) | 2 × USB 3 (5 Gbit/s) | |                    |
| Anschlüsse                        | 13″                           | 1 × Mini DisplayPort | 1 × Mini DisplayPort | 1 × Mini DisplayPort | 1 × Thunderbolt (10 Gbit/s) | 1 × Thunderbolt (10 Gbit/s) | 1 × Thunderbolt (10 Gbit/s) | |                    |
| Anschlüsse                        | 13″                           | – | 1 × SDXC-Karteneinschub | 1 × SDXC-Karteneinschub | 1 × SDXC-Karteneinschub | 1 × SDXC-Karteneinschub | 1 × SDXC-Karteneinschub | |                    |
| Anschlüsse                        | 13″                           | 1 × Kensington-Schloss | 1 × Kensington-Schloss | 1 × Kensington-Schloss | 1 × Kensington-Schloss | 1 × Kensington-Schloss | 1 × Kensington-Schloss | |                    |
| Anschlüsse                        | 13″                           | 2 × 3,5 mm Klinkenstecker (je ein separater Ein- und Ausgang)                                                                             | 2 × 3,5 mm Klinkenstecker (je ein separater Ein- und Ausgang)                                                                              | 1 × 3,5 mm Klinkenstecker (Eingang) | 1 × 3,5 mm Klinkenstecker (kombiniert Ein- und Ausgang) | 1 × 3,5 mm Klinkenstecker (kombiniert Ein- und Ausgang)                                                                                        | 1 × 3,5 mm Klinkenstecker (kombiniert Ein- und Ausgang)                                                                                        | |                    |
| Anschlüsse                        | 15″                           | 1 × MagSafe 1 × Gigabit-Ethernet 1 × FireWire 800 (800 Mbit/s)                                                                            | 1 × MagSafe 1 × Gigabit-Ethernet 1 × FireWire 800 (800 Mbit/s)                                                                             | 1 × MagSafe 1 × Gigabit-Ethernet 1 × FireWire 800 (800 Mbit/s) | 1 × MagSafe 1 × Gigabit-Ethernet 1 × FireWire 800 (800 Mbit/s) | 1 × MagSafe 1 × Gigabit-Ethernet 1 × FireWire 800 (800 Mbit/s)                                                                                 | 1 × MagSafe 1 × Gigabit-Ethernet 1 × FireWire 800 (800 Mbit/s)                                                                                 | 1 × MagSafe 1 × Gigabit-Ethernet 1 × FireWire 800 (800 Mbit/s)                                                                                 |                    |
| Anschlüsse                        | 15″                           | 2 × USB 2 (480 Mbit/s) | 2 × USB 2 (480 Mbit/s) | 2 × USB 2 (480 Mbit/s) | 2 × USB 2 (480 Mbit/s) | 2 × USB 2 (480 Mbit/s) | 2 × USB 2 (480 Mbit/s) | 2 × USB 3 (5 Gbit/s) |                    |
| Anschlüsse                        | 15″                           | 1 × Mini DisplayPort | 1 × Mini DisplayPort | 1 × Mini DisplayPort | 1 × Mini DisplayPort | 1 × Thunderbolt (10 Gbit/s) | 1 × Thunderbolt (10 Gbit/s) | 1 × Thunderbolt (10 Gbit/s) |                    |
| Anschlüsse                        | 15″                           | 1 × ExpressCard/34-Steckplatz | 1 × ExpressCard/34-Steckplatz | 1 × SDXC-Karteneinschub | 1 × SDXC-Karteneinschub | 1 × SDXC-Karteneinschub | 1 × SDXC-Karteneinschub | 1 × SDXC-Karteneinschub |                    |
| Anschlüsse                        | 15″                           | 1 × Kensington-Schloss 2 × 3,5 mm Klinkenstecker (je ein separater Ein- und Ausgang)                                                      | | | | | | |                    |
| Anschlüsse                        | 17″                           | | 1 × MagSafe 1 × Gigabit-Ethernet 1 × FireWire 800 (800 Mbit/s)                                                                             | 1 × MagSafe 1 × Gigabit-Ethernet 1 × FireWire 800 (800 Mbit/s) | 1 × MagSafe 1 × Gigabit-Ethernet 1 × FireWire 800 (800 Mbit/s) | 1 × MagSafe 1 × Gigabit-Ethernet 1 × FireWire 800 (800 Mbit/s)                                                                                 | 1 × MagSafe 1 × Gigabit-Ethernet 1 × FireWire 800 (800 Mbit/s)                                                                                 | |                    |
| Anschlüsse                        | 17″                           | 2 × USB 2 (480 Mbit/s) | 3 × USB 2 (480 Mbit/s) | 3 × USB 2 (480 Mbit/s) | 3 × USB 2 (480 Mbit/s) | 3 × USB 2 (480 Mbit/s) | | |                    |
| Anschlüsse                        | 17″                           | 1 × Mini DisplayPort | 1 × Mini DisplayPort | 1 × Mini DisplayPort | 1 × Thunderbolt (10 Gbit/s) | 1 × Thunderbolt (10 Gbit/s) | | |                    |
| Anschlüsse                        | 17″                           | 1 × ExpressCard/34-Steckplatz 1 × Kensington-Schloss 2 × 3,5 mm Klinkenstecker (je ein separater Ein- und Ausgang)                        | | | | | | |                    |
| Akku (Lithium-Polymer)            | 13″                           | 45 Wh | | 60 Wh | 63,5 Wh | 63,5 Wh | 63,5 Wh | 63,5 Wh |                    |
| Akku (Lithium-Polymer)            | 13″                           | bis zu 5 Stunden Laufzeit | bis zu 7 Stunden Laufzeit | bis zu 10 Stunden Laufzeit | bis zu 7 Stunden Laufzeit | bis zu 7 Stunden Laufzeit | bis zu 7 Stunden Laufzeit | |                    |
| Akku (Lithium-Polymer)            | 13″                           | austauschbar | verschraubt | verschraubt | verschraubt | verschraubt | verschraubt | |                    |
| Akku (Lithium-Polymer)            | 13″                           | mit 60W-MagSafe-Netzteil | mit 60W-MagSafe-Netzteil | mit 60W-MagSafe-Netzteil | mit 60W-MagSafe-Netzteil | mit 60W-MagSafe-Netzteil | mit 60W-MagSafe-Netzteil | |                    |
| Akku (Lithium-Polymer)            | 15″                           | 50 Wh | 50 Wh | 73 Wh | 77,5 Wh | 77,5 Wh | 77,5 Wh | 77,5 Wh |                    |
| Akku (Lithium-Polymer)            | 15″                           | bis zu 5 Stunden Laufzeit | bis zu 5 Stunden Laufzeit | bis zu 7 Stunden Laufzeit | bis zu 8–9 Stunden Laufzeit | bis zu 7 Stunden Laufzeit | bis zu 7 Stunden Laufzeit | bis zu 7 Stunden Laufzeit |                    |
| Akku (Lithium-Polymer)            | 15″                           | austauschbar | austauschbar | verschraubt | verschraubt | verschraubt | verschraubt | verschraubt |                    |
| Akku (Lithium-Polymer)            | 15″                           | mit 85W-MagSafe-Netzteil | mit 85W-MagSafe-Netzteil | mit 60W oder 85W-MagSafe-Netzteil | mit 85W-MagSafe-Netzteil | mit 85W-MagSafe-Netzteil | mit 85W-MagSafe-Netzteil | mit 85W-MagSafe-Netzteil |                    |
| Akku (Lithium-Polymer)            | 17″                           | | 95 Wh | 95 Wh | 95 Wh | 95 Wh | 95 Wh | |                    |
| Akku (Lithium-Polymer)            | 17″                           | bis zu 8 Stunden Laufzeit | bis zu 8 Stunden Laufzeit | bis zu 8–9 Stunden Laufzeit | bis zu 7 Stunden Laufzeit | bis zu 7 Stunden Laufzeit | | |                    |
| Akku (Lithium-Polymer)            | 17″                           | verschraubt | | | | | | |                    |
| Akku (Lithium-Polymer)            | 17″                           | mit 85W-MagSafe-Netzteil | | | | | | |                    |
| Ursprüngliches Betriebssystem     | Ursprüngliches Betriebssystem | Mac OS X 10.5 Leopard | Mac OS X 10.5 Leopard | Mac OS X 10.5 Leopard | Mac OS X 10.6 Snow Leopard | Mac OS X 10.6 Snow Leopard | Mac OS X 10.7 Lion | Mac OS X 10.7 Lion | Mac OS X 10.7 Lion |
| Aktuelles Betriebssystem          | Aktuelles Betriebssystem      | OS X 10.11 El Capitan | OS X 10.11 El Capitan | OS X 10.11 El Capitan | macOS 10.13 High Sierra | macOS 10.13 High Sierra | macOS 10.13 High Sierra | macOS 10.15 Catalina |                    |
| Einstiegspreis                    | 13″                           | 1.199 € | | 1.149 € | 1.149 € | 1.149 € | 1.149 € | 1.249 € |                    |
| Einstiegspreis                    | 13″                           | 1.299 $ | 1.199 $ | 1.199 $ | 1.199 $ | 1.199 $ | 1.199 $ | |                    |
| Einstiegspreis                    | 15″                           | 1.799 € | 1.799 €? | 1.599 € | 1.749 € | 1.749 € | 1.749 € | 1.879 € |                    |
| Einstiegspreis                    | 15″                           | 1.999 $ | 1.999 $ | 1.699 $ | 1.799 $ | 1.799 $ | 1.799 $ | 1.799 $ |                    |
| Einstiegspreis                    | 17″                           | | 2.499 € | 2.299 € | 2.249 € | 2.499 € | 2.499 € | |                    |
| Einstiegspreis                    | 17″                           | 2.499 $ | 2.299 $ | 2.499 $ | 2.499 $ | 2.499 $ | | |                    |
| Gewicht                           | 13″                           | 2,04 kg | | 2,04 kg | 2,04 kg | 2,04 kg | 2,04 kg | 2,06 kg |                    |
| Gewicht                           | 15″                           | 2,49 kg | 2,49 kg | 2,49 kg | 2,54 kg | 2,54 kg | 2,54 kg | 2,56 kg |                    |
| Gewicht                           | 17″                           | | 2,99 kg | 2,99 kg | 2,99 kg | 2,99 kg | 2,99 kg | |                    |
| Abmessungen (H×B×L)               | 13″                           | 2,41 × 32,5 × 22,7 cm | | 2,41 × 32,5 × 22,7 cm | 2,41 × 32,5 × 22,7 cm | 2,41 × 32,5 × 22,7 cm | 2,41 × 32,5 × 22,7 cm | 2,41 × 32,5 × 22,7 cm |                    |
| Abmessungen (H×B×L)               | 15″                           | 2,41 × 36,4 × 24,9 cm | 2,41 × 36,4 × 24,9 cm | 2,41 × 36,4 × 24,9 cm | 2,41 × 36,4 × 24,9 cm | 2,41 × 36,4 × 24,9 cm | 2,41 × 36,4 × 24,9 cm | 2,41 × 36,4 × 24,9 cm |                    |
| Abmessungen (H×B×L)               | 17″                           | | 2,50 × 39,3 × 26,7 cm | 2,50 × 39,3 × 26,7 cm | 2,50 × 39,3 × 26,7 cm | 2,50 × 39,3 × 26,7 cm | 2,50 × 39,3 × 26,7 cm | |                    |
| Besonderheiten                    | Besonderheiten                | Multi-Touch-Trackpad, Unibody-Design | Multi-Touch-Trackpad, Unibody-Design | Multi-Touch-Trackpad, Unibody-Design | Multi-Touch-Trackpad, Unibody-Design | Multi-Touch-Trackpad, Unibody-Design | Multi-Touch-Trackpad, Unibody-Design | Multi-Touch-Trackpad, Unibody-Design |                    |

## Dritte Generation (Retina)

### Mitte 2012: 15″, Ende 2012: 13″

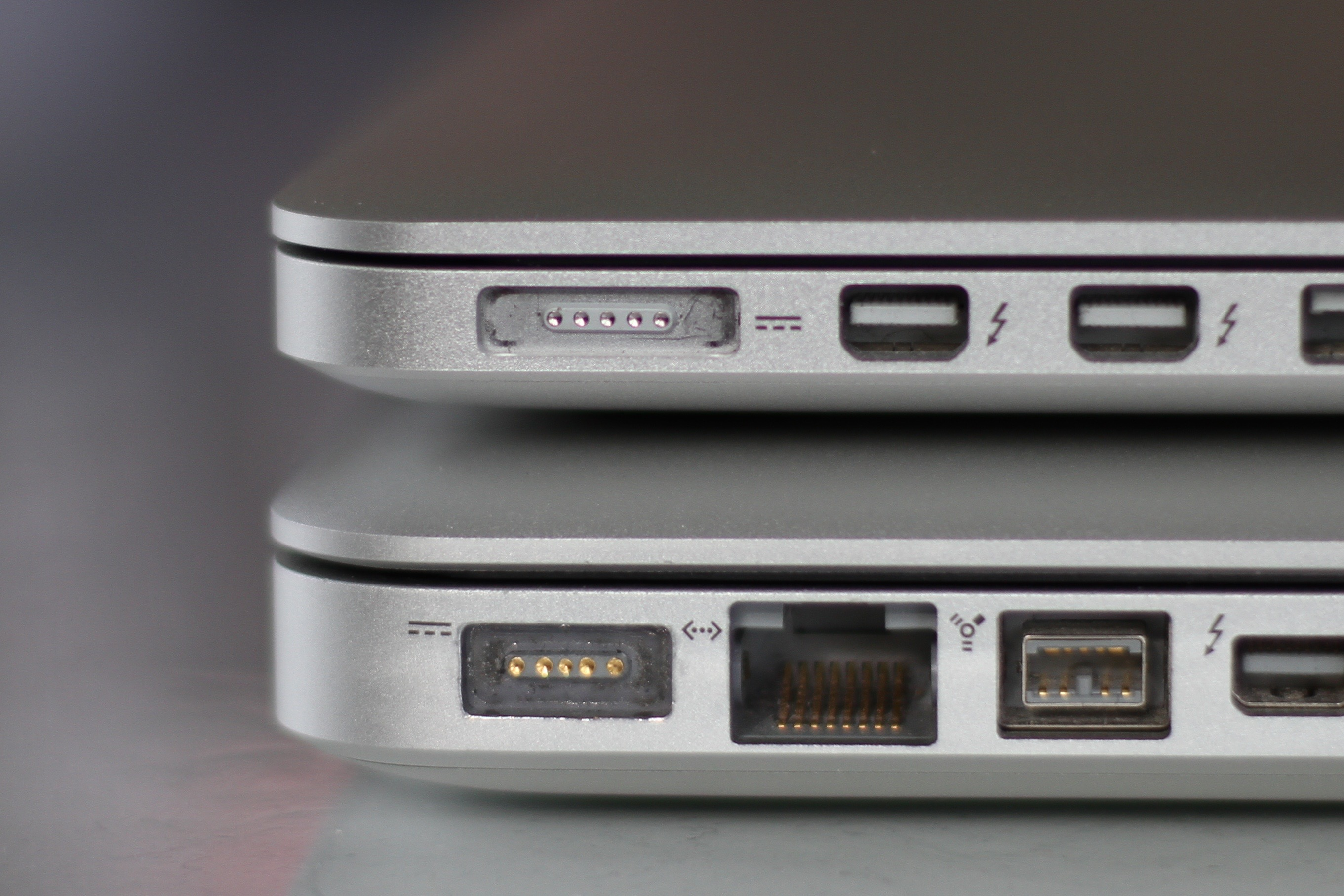
MacBook Pro: Vergleich zwischen MagSafe 1 (unten) und 2

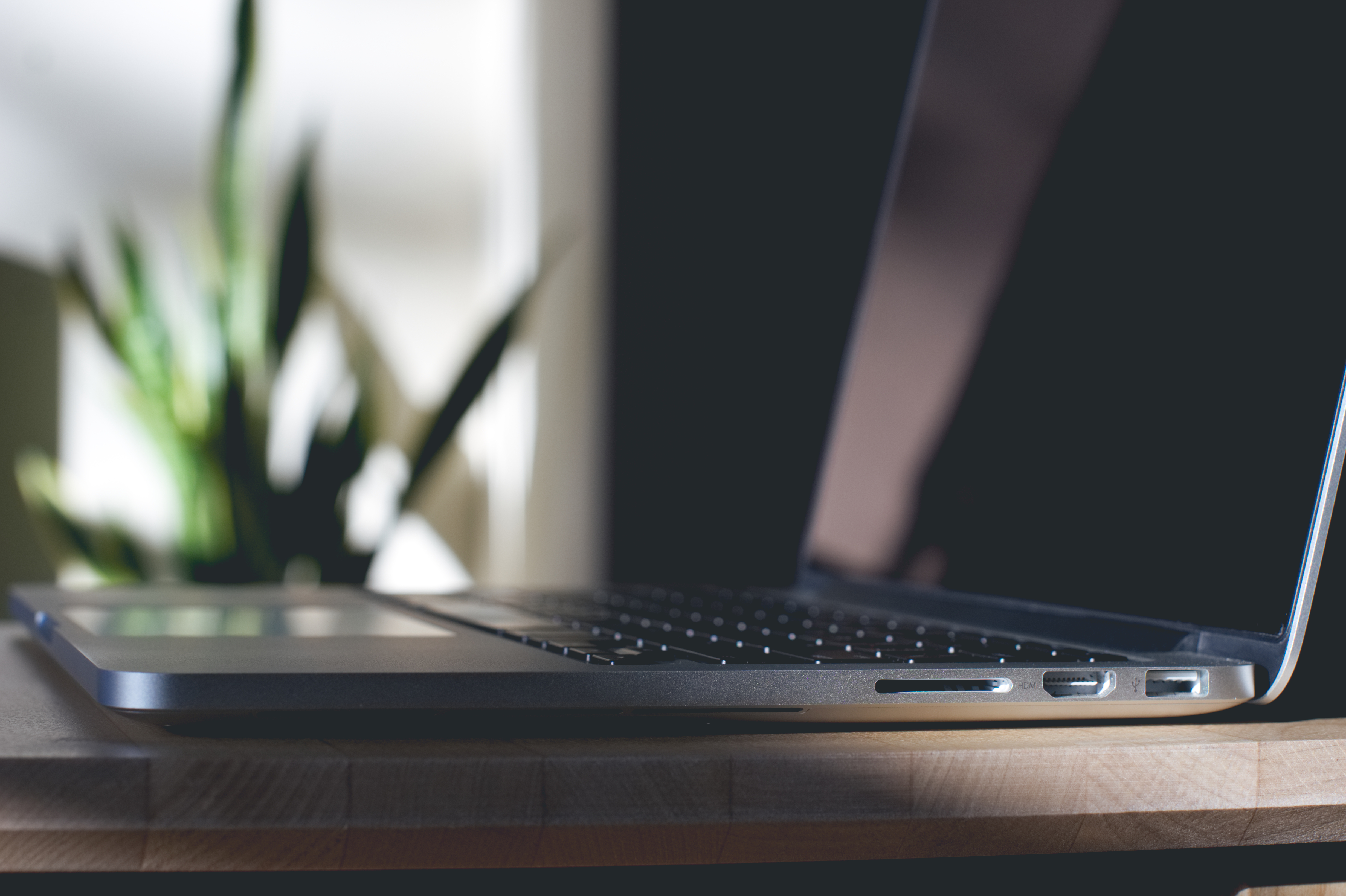
Seitenansicht

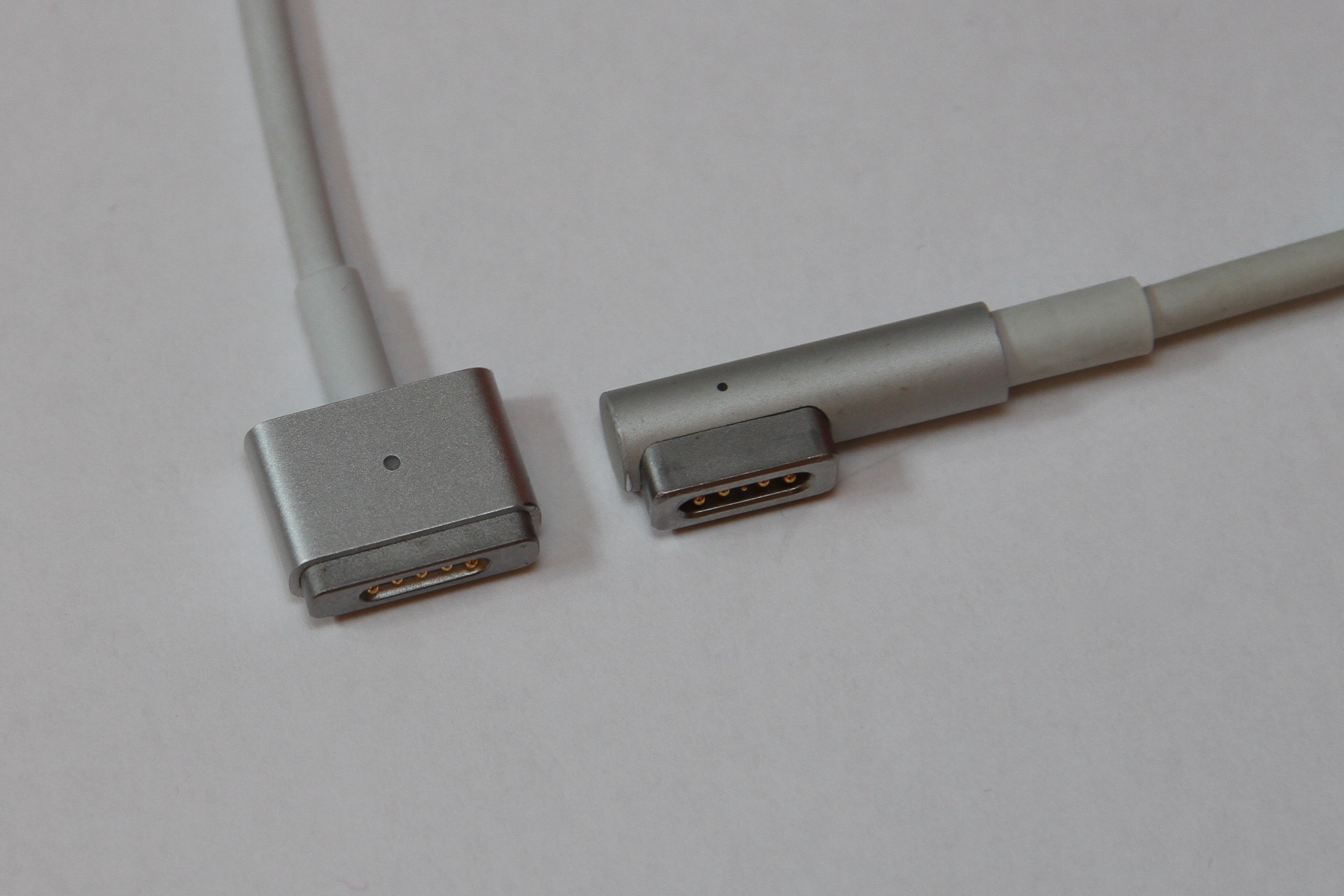
Links: MagSafe 2; rechts: MagSafe

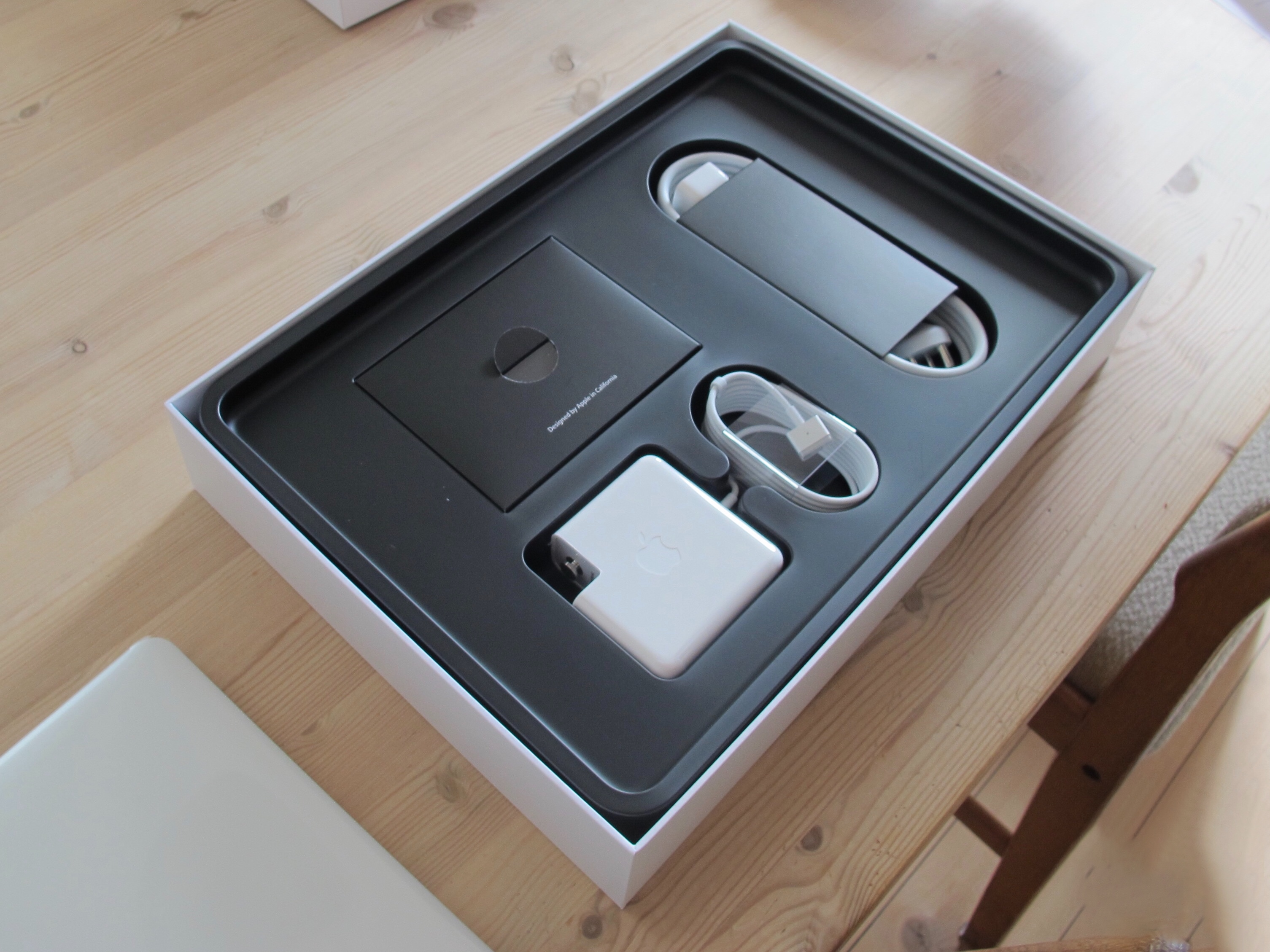
Lieferumfang

Die dritte Generation wurde in Form des 15-Zoll-MacBook Pro mit Retina-Bildschirm am 11. Juni 2012 auf der WWDC von Phil Schiller vorgestellt. Gleichzeitig wurden die Modelle ohne Retina-Bildschirm mit verbesserter Technik weiterverkauft. Das Modell mit 13 Zoll folgte am 23. Oktober.
Während die Vorgänger noch TN-Panels verwendeten, arbeiten die Retina-Bildschirme mit IPS-Technik und bieten eine vierfache Auflösung, wobei gleichzeitig Kontraste und Farbwiedergabe verbessert und Reflexionen durch den Entfall der Glasscheibe reduziert wurden. Durch Anwendung einer Anti-Reflex-Beschichtung wurden die Reflexionen weiter reduziert, laut Apple um 70 Prozent. Diese Beschichtung ist bei dieser Generation jedoch anfällig für Abnutzungen, wie im Abschnitt Probleme erläutert.
Alle MacBook Pro von 2012 verfügen über Intel-Prozessoren der Ivy-Bridge-Generation und über eine Intel-HD-Graphics-4000-Grafikeinheit. Die 15″-Geräte besitzen zusätzlich eine NVIDIA GeForce GT 650M Grafikkarte, welche über 1 GB Videospeicher (GDDR5) verfügt und mit 900Mhz Kerntakt ähnliche Leistungen wie eine GTX 660M erbringen kann. Das leistungsschwächste MacBook Pro mit 13″ verfügt über einen Intel-Core-i5-Prozessor. Alle übrigen Modelle sind mit einem Intel-Core-i7-Prozessor ausgestattet. Die USB-Schnittstellen beherrschen jetzt USB 3.0.
Das 15″-Retina-MacBook-Pro ist 25 Prozent flacher und leichter.
Die Geräte werden ausschließlich mit Flash-Speicher angeboten, welche zu Beginn auf den SATA-Standard basierten und wahlweise 256, 512 oder 768 GB Speicherplatz verfügten. Der Arbeitsspeicher basiert auf der sparsameren DDR3L-Technik anstelle von DDR3 und bietet in der Einstiegskonfiguration nun 8 GB. Er ist fest verlötet und nicht erweiterbar, im Gegensatz zum nur eingesteckten Flash-SSD-Speicher, für den es im freien Markt Ersatzmodule gibt.
Anschlüsse für Ethernet-Netzwerkkabel und FireWire entfallen, optische Laufwerke werden nicht mehr eingebaut (Thunderbolt-Adapter für Gigabit-Ethernet und FireWire sowie ein externes optisches Laufwerk werden angeboten), dafür werden nun ein HDMI- sowie ein zweiter Thunderbolt-Anschluss eingebaut. Als Stromanschluss wird MagSafe 2 verwendet, welcher flacher und länger ist. Ältere MagSafe-Netzteile können über einen separat erhältlichen Adapter verwendet werden.
Die Geräte verfügen über einen Umgebungslichtsensor, der eine automatische Regelung der Bildschirmhelligkeit sowie Tastaturbeleuchtung ermöglicht. Darüber hinaus wurden die Lautsprecher, Mikrofone und das Kühlsystem verbessert.

### Anfang 2013
Am 13. Februar 2013 wurde das MacBook Pro aktualisiert. Alle Prozessoren takten 0,1 GHz schneller. Bedeutender ist, dass die Preise flächendeckend gesenkt wurden:
- 13″ Retina mit 128 GB Festplatte: 1499 € (vorher 1749 €)
- 13″ Retina mit 256 GB Festplatte: 1699 € (vorher 2049 €)
- 15″ Retina mit 256 GB Festplatte: 2199 € (vorher 2279 €)
- 15″ Retina mit 512 GB Festplatte: 2799 € (vorher 2899 €) und 16 GB Arbeitsspeicher (vorher 8 GB)

Auch die built-to-order Optionen für größere Festplatten sind günstiger.

### Ende 2013
Am 22. Oktober 2013 wurden neue MacBook Pros veröffentlicht. Im Gegensatz zu den Modellen von Anfang 2013 gab es Ende 2013 tiefergehende technische Änderungen. Dazu zählt die Verwendung der neuen Haswell-Prozessoren von Intel. Das 13″-Modell ist jetzt 1 mm dünner (vorher 19 mm, jetzt 18 mm) und rund 50 g leichter (vorher 1,62 kg, jetzt 1,57 kg). Ansonsten ist das Design unverändert. Bei den 13″-Modellen wird der integrierte Intel Iris Grafikchip und bei den 15″-Modellen der integrierte Iris Pro Grafikchip verwendet. Optional kann beim 15″-Modell eine zusätzliche NVIDIA GeForce GT 750M mit nun 2 GB VRAM bestellt werden. Die Akkulaufzeit wurde um zwei (13") bzw. eine Stunde (15") verlängert.
In Deutschland waren die Einstiegspreise 200 € niedriger als zuvor, wobei diese günstigsten Modelle weniger Ausstattung als beim Vorgänger bieten:
- 13″ Retina mit 128 GB Festplatte: 1299 € (vorher 1499 €) und 4 GB RAM (vorher 8 GB)
- 13″ Retina mit 256 GB Festplatte: 1499 € (vorher 1699 €)
- 13″ Retina mit 512 GB Festplatte: 1799 €
- 15″ Retina mit 256 GB Festplatte: 1999 € (vorher 2199 €) und ohne dedizierte Grafik (vorher GT 650M)
- 15″ Retina mit 512 GB Festplatte: 2599 €

### Mitte 2014
Ab 29. Juli 2014 waren neue Modelle des MacBook Pro bestellbar. Alle 13″-Modelle haben nun 8 GB DDR3L-RAM und können optional mit 16 GB konfiguriert werden. Die 15″-Modelle sind jetzt durchgängig mit 16 GB DDR3L-RAM ausgestattet. Die Taktrate der Prozessoren wurde jeweils um 0,2 GHz angehoben (Haswell-Refresh).
Preisanpassungen:
- Die 15″-Variante mit 512 GB Festplattenspeicher kostet nun 2499 € (zuvor 2599 €).
- In der Schweiz wurden die Preise flächendeckend gesenkt:
  - 13″ mit Retina: 1399 bis 1949 CHF (zuvor 1449 bis 1999 CHF)
  - 15″ mit Retina: 2149 bis 2699 CHF (zuvor 2249 bis 2899 CHF).

### Anfang 2015: 13″, Mitte 2015: 15″
Am 9. März 2015 wurde ein neues MacBook Pro mit 13″ auf einer Veranstaltung zusammen mit neuen Modellen des MacBook Air und dem MacBook mit Retina Display vorgestellt. Das 15″-Modell folgte am 19. Mai 2015. Das sogenannte „Force Touch Trackpad“ wurde vom neuen MacBook übernommen. Außerdem wurden beim 13″-Modell Intel-Prozessoren der Broadwell-Generation verwendet. In den 15″-Modellen wurden aufgrund von Lieferproblemen seitens Intel weiterhin ältere Haswell-Prozessoren eingebaut. Beim 13″-Modell wurde die Taktrate des Arbeitsspeichers von 1600 MHz auf 1866 MHz erhöht, und es wird sparsamerer LPDDR3 anstelle von DDR3L Speicher verwendet. Die dedizierte Grafikkarte des 15″-Modells (Radeon R9 M370X) wird nicht mehr von Nvidia, sondern von AMD geliefert und bietet erneut 2 GB GDDR5 Videospeicher. Mit dieser können nun erstmals auch 5K-Bildschirme mit 60 Hz angesteuert werden. Der eingebaute Flash-basierte SSD-Speicher ist beim 13″-Modell doppelt und beim 15″-Modell viermal so schnell. Die Akkulaufzeit wurde um jeweils eine weitere Stunde erhöht. Aufgrund der größeren Akkus sind die Geräte minimal schwerer.
Die Preise wurden (vermutlich aufgrund des Wechselkurses zwischen US-Dollar und Euro) in Deutschland und Österreich angehoben:
- 13″ Retina mit 128 GB Festplatte: 1449 € (vorher 1299 €)
- 13″ Retina mit 256 GB Festplatte: 1649 € (vorher 1499 €)
- 13″ Retina mit 512 GB Festplatte: 1999 € (vorher 1799 €)
- 15″ Retina mit 256 GB Festplatte: 2249 € (vorher 1999 €)
- 15″ Retina mit 512 GB Festplatte: 2799 € (vorher 2499 €)

Die 15″-Variante in der Einstiegskonfiguration (mit iGPU) wurde noch bis zum 12. Juli 2018 verkauft und zusammen mit der Einführung neuer Touch Bar-Modelle eingestellt.

### Probleme

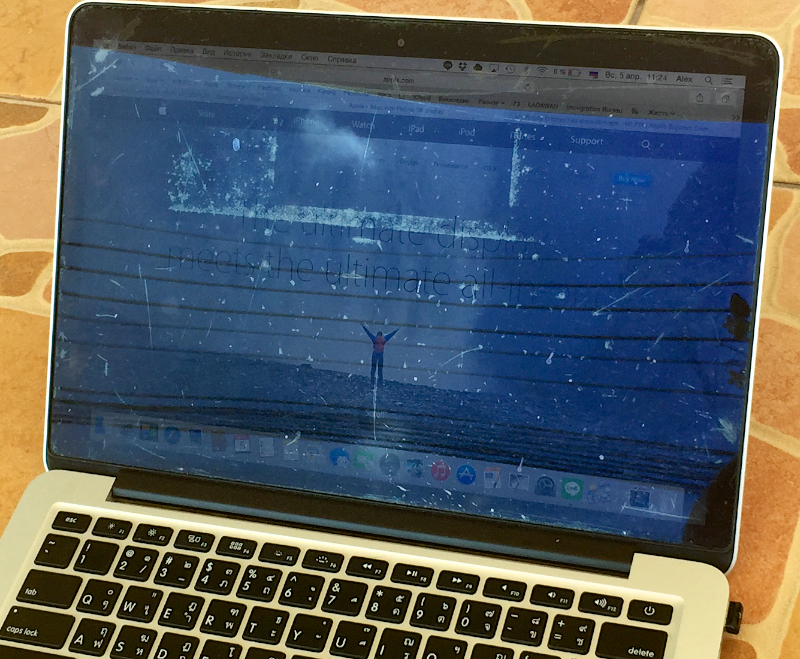
Das Ablösen der Antireflexbeschichtung wurde als „Staingate“ bekannt.

Bei allen MacBook Pro der dritten (aber auch der nachfolgenden vierten) Generation kann sich bei der Nutzung die Antireflexbeschichtung lösen. Im September 2016 begann Apple ein Reparaturprogramm, das für Geräte bis 3 Jahre nach dem Kaufdatum gilt. Im November 2017 wurde das Programm auf 4 Jahre verlängert.
Bei den 15″-Modellen, die bis Dezember 2013 verkauft wurden, können Probleme bei der Videowiedergabe auftreten. Für dieses Problem bot Apple ein Reparaturprogramm an. Es war bis 4 Jahre nach Kaufdatum gültig.
Im Juni 2019 wurde eine Rückrufaktion für das 15″-Modell von Mitte 2015 gestartet, da der Akku überhitzen und folglich in Brand geraten kann. Betroffen sind hauptsächlich Geräte, die von September 2015 bis Februar 2017 verkauft wurden.

### Reparaturfreundlichkeit
Seit dieser Generation wird der Arbeitsspeicher fest auf dem Mainboard verlötet, während er vorher austausch- und erweiterbar war. Die Festplatte ist weiterhin austauschbar, jedoch verwendet man proprietäre Steckverbindungen, weshalb für den Betrieb von SSDs anderer Hersteller, welche seit High Sierra 10.13 unterstützt werden, ein Adapter nötig ist. Bei den Modellen von Mitte/Ende 2012 und Anfang 2013 sind die SSDs im mSATA-Format, bei den nachfolgenden dieser Generation im M.2-Format 2280. Der Akku wird nun mit Klebstoff anstelle von Schrauben befestigt, was den Austausch erschwert. Der Kühlkörper ist nun beim Öffnen der Unterseite sichtbar, weshalb das Mainboard nicht mehr ausgebaut werden muss, um den Kühlkörper zu entfernen und beispielsweise die Wärmeleitpaste zu erneuern.

### Technische Daten
|  | Produktion eingestellt |

- Ein Punkt zeigt, dass es sich um eine von mehreren Optionen handelt.

Daten, die kursiv und grau geschrieben sind, können nur auf der Internetseite konfiguriert werden. Geräte mit solchen Sonderausstattungen werden als built-to-order (BTO) bezeichnet, weil sie pro Bestellung extra angefertigt werden, wodurch die Lieferzeit in der Regel länger ist.
| Modell                                       | Modell                        | Mitte / Ende 2012 | Anfang 2013 | Ende 2013 | Mitte 2014 | Anfang / Mitte 2015 |                     |
| -------------------------------------------- | ----------------------------- | --- | --- | --- | --- | --- | ------------------- |
| Modell- bezeichnung                          | 13″                           | MacBookPro10,2 | MacBookPro10,2 | MacBookPro11,1 | MacBookPro11,1 | MacBookPro12,1 |                     |
| Modell- bezeichnung                          | 13″                           | A1425 | A1425 | A1502 | A1502 | A1502 |                     |
| Modell- bezeichnung                          | 15″                           | MacBookPro10,1 | MacBookPro10,1 | MacBookPro11,2 MacBookPro11,3 | MacBookPro11,2 MacBookPro11,3 | MacBookPro11,4 MacBookPro11,5 |                     |
| Modell- bezeichnung                          | 15″                           | A1398 | | | | |                     |
| Bildschirm (IPS, glänzend) mit LED-Backlight | 13″                           | 13,3″, 2560×1600 | 13,3″, 2560×1600 | 13,3″, 2560×1600 | 13,3″, 2560×1600 | 13,3″, 2560×1600 |                     |
| Bildschirm (IPS, glänzend) mit LED-Backlight | 15″                           | 15,4″, 2880×1800 | 15,4″, 2880×1800 | 15,4″, 2880×1800 | 15,4″, 2880×1800 | 15,4″, 2880×1800 |                     |
| Prozessor (Intel)                            | 13″                           | Ivy Bridge | Ivy Bridge | Haswell | Haswell | Broadwell |                     |
| Prozessor (Intel)                            | 13″                           | 2 Kerne - Core i5-3210M mit 2,5–3,1 GHz und 3 MB L3 - Core i7-3520M mit 2,9–3,6 GHz und 4 MB L3                                                | 2 Kerne - Core i5-3230M mit 2,6–3,2 GHz und 3 MB L3 - Core i7-3540M mit 3,0–3,7 GHz und 4 MB L3                                                | 2 Kerne - Core i5-4258U mit 2,4–2,9 GHz und 3 MB L3 - Core i5-4288U mit 2,6–3,1 GHz und 3 MB L3 - Core i7-4558U mit 2,8–3,3 GHz und 4 MB L3    | 2 Kerne - Core i5-4278U mit 2,6–3,1 GHz und 3 MB L3 - Core i5-4308U mit 2,8–3,3 GHz und 3 MB L3 - Core i7-4578U mit 3,0–3,5 GHz und 4 MB L3    | 2 Kerne - Core i5-5257U mit 2,7–3,1 GHz und 3 MB L3 - Core i5-5287U mit 2,9–3,3 GHz und 3 MB L3 - Core i7-5557U mit 3,1–3,4 GHz und 4 MB L3    |                     |
| Prozessor (Intel)                            | 15″                           | Ivy Bridge | Ivy Bridge | Haswell | Haswell | Haswell |                     |
| Prozessor (Intel)                            | 15″                           | 4 Kerne - Core i7-3615QM mit 2,3–3,3 GHz und 6 MB L3 - Core i7-3720QM mit 2,6–3,6 GHz und 6 MB L3 - Core i7-3820QM mit 2,7–3,7 GHz und 8 MB L3 | 4 Kerne - Core i7-3630QM mit 2,4–3,4 GHz und 6 MB L3 - Core i7-3740QM mit 2,7–3,7 GHz und 6 MB L3 - Core i7-3840QM mit 2,8–3,8 GHz und 8 MB L3 | 4 Kerne - Core i7-4750HQ mit 2,0–3,2 GHz und 6 MB L3 - Core i7-4850HQ mit 2,3–3,5 GHz und 6 MB L3 - Core i7-4960HQ mit 2,6–3,8 GHz und 6 MB L3 | 4 Kerne - Core i7-4770HQ mit 2,2–3,4 GHz und 6 MB L3 - Core i7-4870HQ mit 2,5–3,6 GHz und 6 MB L3 - Core i7-4980HQ mit 2,8–4,0 GHz und 6 MB L3 | 4 Kerne - Core i7-4770HQ mit 2,2–3,4 GHz und 6 MB L3 - Core i7-4870HQ mit 2,5–3,6 GHz und 6 MB L3 - Core i7-4980HQ mit 2,8–4,0 GHz und 6 MB L3 |                     |
| Grafikkarte                                  | 13″                           | Intel HD Graphics 4000 mit Shared Memory | Intel HD Graphics 4000 mit Shared Memory | Intel Iris 5100 Graphics mit Shared Memory | Intel Iris 5100 Graphics mit Shared Memory | Intel Iris 6100 Graphics mit Shared Memory |                     |
| Grafikkarte                                  | 15″                           | Intel HD Graphics 4000 mit Shared Memory | Intel HD Graphics 4000 mit Shared Memory | Intel Iris Pro 5200 Graphics mit Shared Memory                                                                                                 | Intel Iris Pro 5200 Graphics mit Shared Memory                                                                                                 | Intel Iris Pro 5200 Graphics mit Shared Memory                                                                                                 |                     |
| Grafikkarte                                  | 15″                           | zusätzlich Nvidia GeForce GT 650M mit 1 GB GDDR5 SDRAM                                                                                         | zusätzlich Nvidia GeForce GT 650M mit 1 GB GDDR5 SDRAM                                                                                         | - keine zusätzliche Grafik - zusätzlich Nvidia GeForce GT 750M mit 2 GB GDDR5                                                                  | - keine zusätzliche Grafik - zusätzlich Nvidia GeForce GT 750M mit 2 GB GDDR5                                                                  | - keine zusätzliche Grafik - zusätzlich AMD Radeon R9 M370X mit 2 GB GDDR5                                                                     |                     |
| Festplatte (Flash) austauschbar              | 13″                           | - 128 GB - 256 GB - 512 GB - 768 GB | - 128 GB - 256 GB - 512 GB - 768 GB | - 128 GB - 256 GB - 512 GB - 1 TB | - 128 GB - 256 GB - 512 GB - 1 TB | - 128 GB - 256 GB - 512 GB - 1 TB bis Oktober 2016                                                                                             |                     |
| Festplatte (Flash) austauschbar              | 13″                           | mSATA III (6 Gbit/s) | mSATA III (6 Gbit/s) | PCIe 2.0 ×2 5,0 GT/s (8 Gbit/s) | PCIe 2.0 ×2 5,0 GT/s (8 Gbit/s) | PCIe 2.0 ×4 5,0 GT/s (16 Gbit/s) |                     |
| Festplatte (Flash) austauschbar              | 15″                           | - 256 GB - 512 GB - 512 GB - 768 GB | - 256 GB - 512 GB - 512 GB - 1 TB | - 256 GB - 512 GB - 512 GB - 1 TB | - 256 GB - 512 GB - 512 GB - 1 TB | - 256 GB - 512 GB - 1 TB |                     |
| Festplatte (Flash) austauschbar              | 15″                           | mSATA III (6 Gbit/s) | mSATA III (6 Gbit/s) | PCIe 2.0 ×2 5,0 GT/s (8 Gbit/s) | PCIe 2.0 ×2 5,0 GT/s (8 Gbit/s) | PCIe 3.0 ×4 8,0 GT/s (31,5 Gbit/s) |                     |
| Arbeitsspeicher verlötet                     | 13″                           | 8 GB | 8 GB | - 4 GB - 8 GB - Bis zu 16 GB | - 8 GB - 16 GB | - 8 GB - 16 GB |                     |
| Arbeitsspeicher verlötet                     | 13″                           | 1600 MHz DDR3L | 1600 MHz DDR3L | 1600 MHz DDR3L | 1600 MHz DDR3L | 1866 MHz LPDDR3 |                     |
| Arbeitsspeicher verlötet                     | 15″                           | - 8 GB - 16 GB | - 8 GB - 16 GB - 16 GB | - 8 GB - 16 GB - 16 GB | 16 GB | 16 GB |                     |
| Arbeitsspeicher verlötet                     | 15″                           | 1600 MHz DDR3L | | | | |                     |
| Funkverbindungen                             | Funkverbindungen              | Wi-Fi 4 (802.11n) | Wi-Fi 4 (802.11n) | Wi-Fi 5 (802.11ac) | Wi-Fi 5 (802.11ac) | Wi-Fi 5 (802.11ac) |                     |
| Funkverbindungen                             | Funkverbindungen              | Bluetooth 4.0 | Bluetooth 4.0 | Bluetooth 4.0 | Bluetooth 4.0 | Bluetooth 4.2 |                     |
| Kamera                                       | Kamera                        | FaceTime-HD-Kamera (720p) | FaceTime-HD-Kamera (720p) | FaceTime-HD-Kamera (720p) | FaceTime-HD-Kamera (720p) | FaceTime-HD-Kamera (720p) |                     |
| Lautsprecher                                 | Lautsprecher                  | Stereo | Stereo | Stereo | Stereo | Stereo |                     |
| Anzahl der Mikrofone                         | Anzahl der Mikrofone          | 2 | 2 | 2 | 2 | 2 |                     |
| Anschlüsse                                   | Anschlüsse                    | 1 × MagSafe 2 2 × USB 3 (5 Gbit/s) | 1 × MagSafe 2 2 × USB 3 (5 Gbit/s) | 1 × MagSafe 2 2 × USB 3 (5 Gbit/s) | 1 × MagSafe 2 2 × USB 3 (5 Gbit/s) | 1 × MagSafe 2 2 × USB 3 (5 Gbit/s) |                     |
| Anschlüsse                                   | Anschlüsse                    | 2 × Thunderbolt (10 Gbit/s) | 2 × Thunderbolt (10 Gbit/s) | 2 × Thunderbolt 2 (20 Gbit/s) | 2 × Thunderbolt 2 (20 Gbit/s) | 2 × Thunderbolt 2 (20 Gbit/s) |                     |
| Anschlüsse                                   | Anschlüsse                    | 1 × HDMI 1 × SDXC-Karteneinschub 1 × 3,5 mm Klinkenstecker                                                                                     | | | | |                     |
| Akku (Lithium-Polymer) verklebt              | 13″                           | 74 Wh | 74 Wh | 71,8 Wh | 71,8 Wh | 74,9 Wh |                     |
| Akku (Lithium-Polymer) verklebt              | 13″                           | bis zu 7 Stunden Laufzeit | bis zu 7 Stunden Laufzeit | bis zu 9 Stunden Laufzeit | bis zu 9 Stunden Laufzeit | bis zu 10 Stunden Laufzeit |                     |
| Akku (Lithium-Polymer) verklebt              | 13″                           | mit 60W-MagSafe-2-Netzteil | | | | |                     |
| Akku (Lithium-Polymer) verklebt              | 15″                           | 95 Wh | 95 Wh | 95 Wh | 95 Wh | 99,5 Wh |                     |
| Akku (Lithium-Polymer) verklebt              | 15″                           | bis zu 7 Stunden Laufzeit | bis zu 7 Stunden Laufzeit | bis zu 8 Stunden Laufzeit | bis zu 8 Stunden Laufzeit | bis zu 9 Stunden Laufzeit |                     |
| Akku (Lithium-Polymer) verklebt              | 15″                           | mit 85W-MagSafe-2-Netzteil | | | | |                     |
| Ursprüngliches Betriebssystem                | Ursprüngliches Betriebssystem | Mac OS X 10.7 Lion (15″) OS X 10.8 Mountain Lion (13″)                                                                                         | OS X 10.8 Mountain Lion | OS X 10.9 Mavericks | OS X 10.9 Mavericks | OS X 10.10 Yosemite | OS X 10.10 Yosemite |
| Aktuelles Betriebssystem                     | Aktuelles Betriebssystem      | macOS 10.15 Catalina | macOS 10.15 Catalina | macOS 11 Big Sur | macOS 11 Big Sur | macOS 12 Monterey |                     |
| Einstiegspreis                               | 13″                           | 1.749 € | 1.499 € | 1.299 € | 1.449 € | |                     |
| Einstiegspreis                               | 13″                           | 1.699 $ | 1.699 $ | 1.299 $ | 1.299 $ | 1.299 $ |                     |
| Einstiegspreis                               | 15″                           | 2.279 € | 2.199 € | 1.999 € | 1.999 € | 2.249 € |                     |
| Einstiegspreis                               | 15″                           | 2.199 $ | 2.199 $ | 1.999 $ | 1.999 $ | 1.999 $ |                     |
| Gewicht                                      | 13″                           | 1,62 kg | 1,62 kg | 1,57 kg | 1,57 kg | 1,58 kg |                     |
| Gewicht                                      | 15″                           | 2,02 kg | 2,02 kg | 2,02 kg | 2,02 kg | 2,04 kg |                     |
| Abmessungen (H×B×L)                          | 13″                           | 1,9 × 31,4 × 21,9 cm | 1,9 × 31,4 × 21,9 cm | 1,8 × 31,4 × 21,9 cm | 1,8 × 31,4 × 21,9 cm | 1,8 × 31,4 × 21,9 cm |                     |
| Abmessungen (H×B×L)                          | 15″                           | 1,8 × 35,89 × 24,71 cm | 1,8 × 35,89 × 24,71 cm | 1,8 × 35,89 × 24,71 cm | 1,8 × 35,89 × 24,71 cm | 1,8 × 35,89 × 24,71 cm |                     |
| Besonderheiten                               | Besonderheiten                | Multi-Touch-Trackpad, Unibody-Design, Retina-Bildschirm                                                                                        | Multi-Touch-Trackpad, Unibody-Design, Retina-Bildschirm                                                                                        | Multi-Touch-Trackpad, Unibody-Design, Retina-Bildschirm                                                                                        | Multi-Touch-Trackpad, Unibody-Design, Retina-Bildschirm                                                                                        | Force-Touch-Trackpad, Unibody-Design, Retina-Bildschirm                                                                                        |                     |

## Vierte Generation (Touch Bar und USB-C)

### Butterfly Keyboard

#### 2016

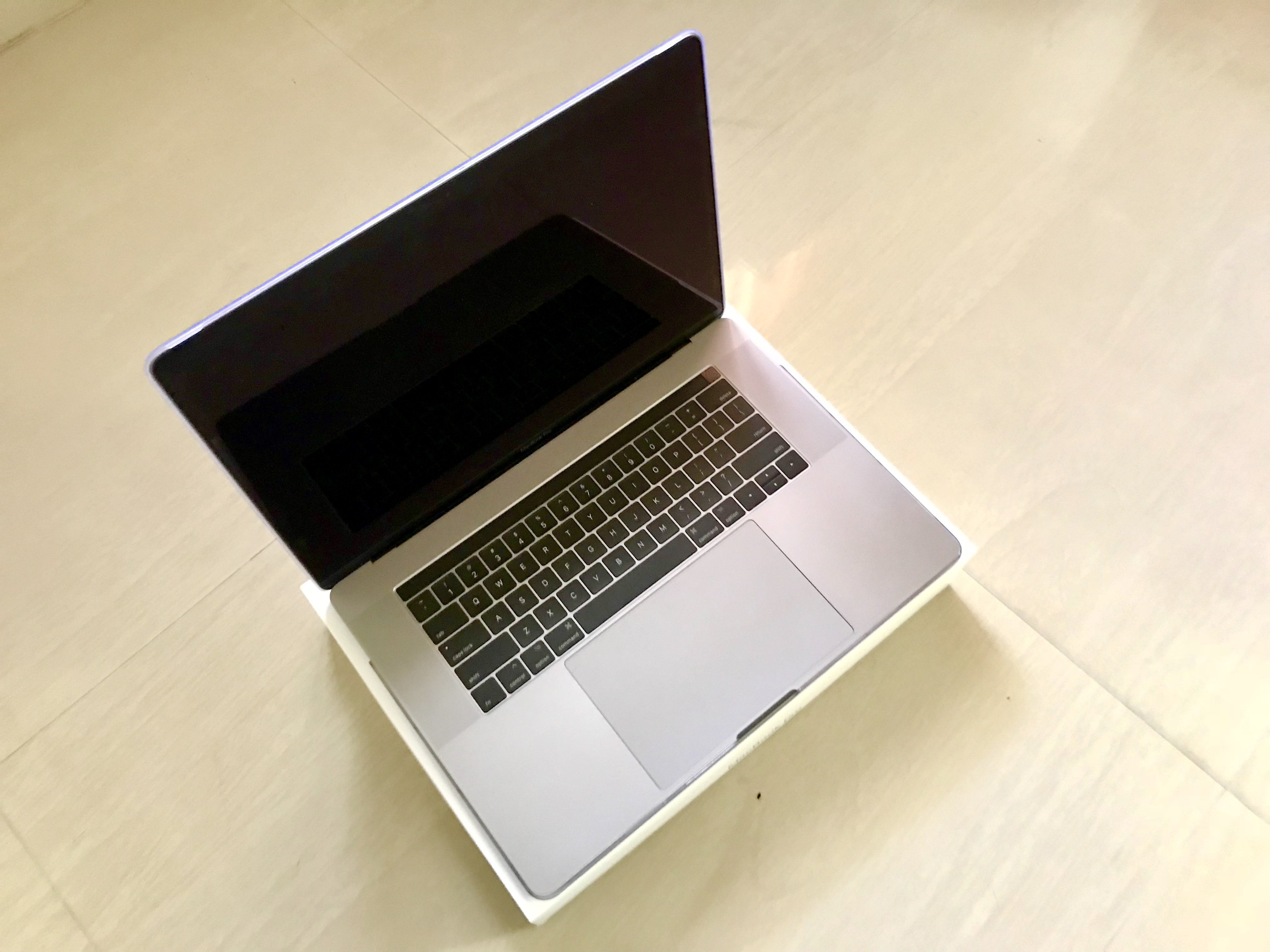
MacBook Pro 15 Zoll mit Touch Bar

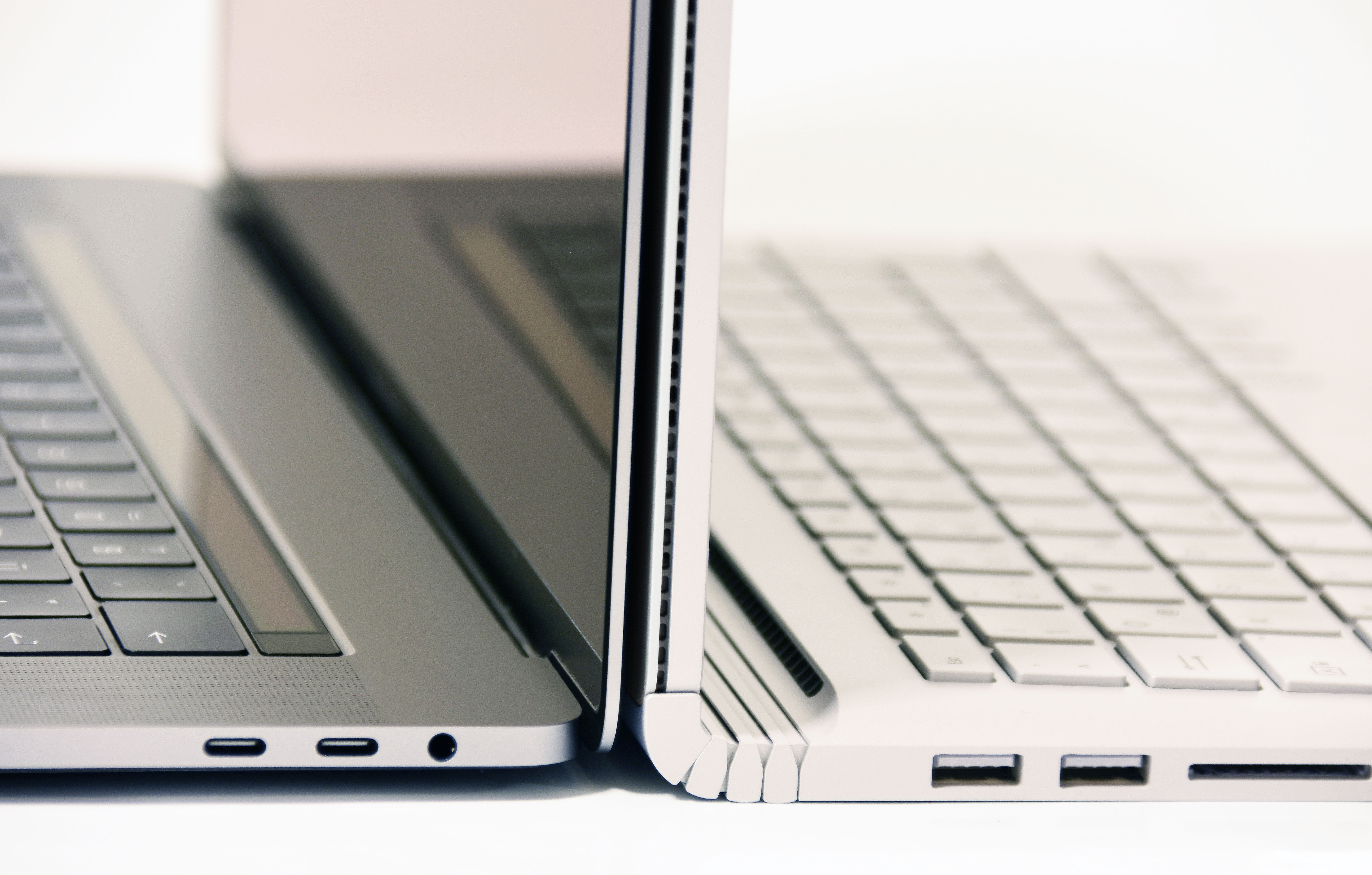
MacBook Pro 15 Zoll (links) neben einem Surface Book (rechts)

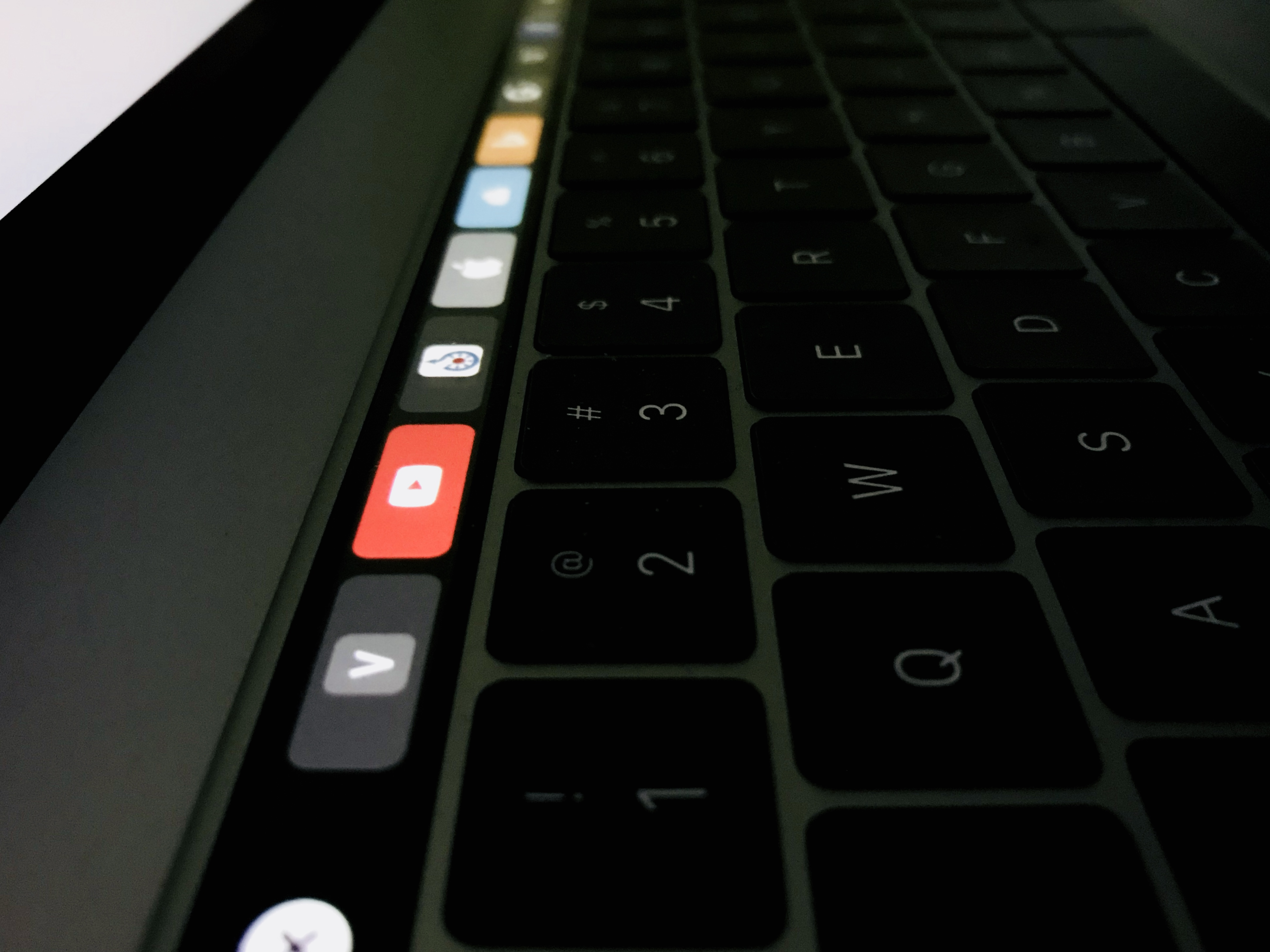
Nahaufnahme der „Touch Bar“

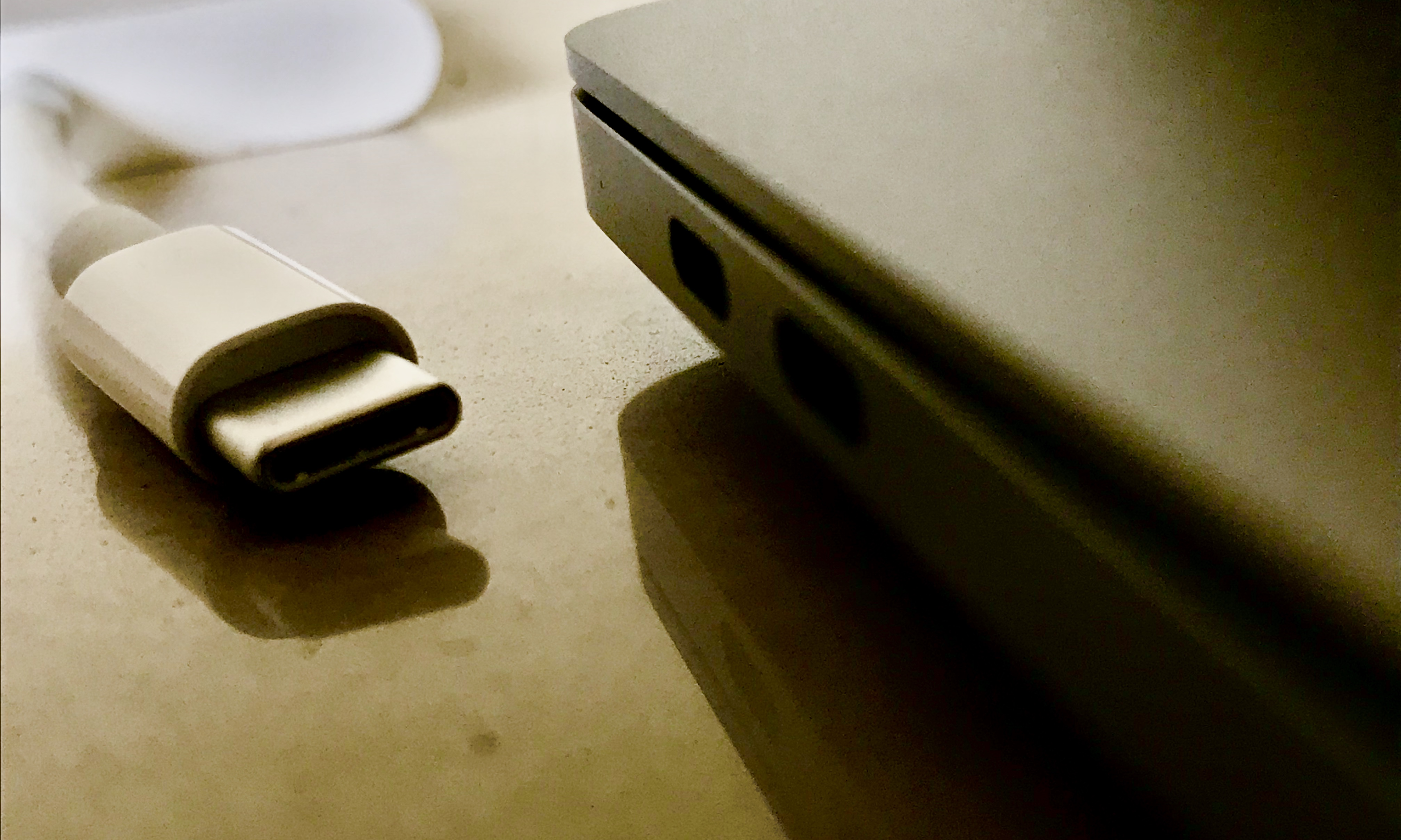
Thunderbolt-3-Anschluss mit entsprechendem Stecker

Mit der Keynote am 27. Oktober 2016 wurden drei neue Modelle des MacBook Pro vorgestellt. Die auffälligste Neuerung der beiden besser ausgestatteten Modelle ist die individualisierbare OLED-Leiste „Touch Bar“ mit Touch ID. Einheitlich hingegen ist die Einführung der „Butterfly“-Tastatur, wie im MacBook, hier aber in der zweiten Generation. Alle Modellen verwenden Intel-Skylake-Prozessoren. Im Vergleich zum Vorgänger ist das Force-Touch-Trackpad beim 13″-Modell 46 Prozent größer und beim 15″-Modell doppelt so groß. Der Bildschirm ist 25 Prozent heller (500 cd/m²) als zuvor. Mit dem P3-Farbraum kann es mehr Farben darstellen, und auch der Kontrast wurde erhöht. Der Speicher besitzt nun eine Lesegeschwindigkeit von 3,2 GB pro Sekunde und eine Schreibgeschwindigkeit von 2,2 GB pro Sekunde. Auch die Lautsprecher wurden verbessert. Beide Modelle wurden leichter, dünner und etwas kleiner. Neben dem bisherigen Silber ist es nun auch in Spacegrau erhältlich. Mit der neuen Generation wurden viele der bisherigen Anschlüsse entfernt, darunter ältere Versionen wie Thunderbolt 2 und USB A, aber auch HDMI, der magnetische Ladeanschluss MagSafe 2 und der SD-Karten-Steckplatz. Das Logo auf der Rückseite ist nicht mehr beleuchtet, sondern besteht aus Metall. Der Akku kann über einen der Thunderbolt-Anschlüsse geladen werden. Auch der Lieferumfang wurde reduziert: Verlängerungskabel und Mikrofasertuch sind nicht mehr enthalten. Die Möglichkeit, das Kabel am Netzteil aufzuwickeln, entfällt. Ladekabel und Netzteil können nun unabhängig voneinander verwendet werden. Durch die Nutzung des USB-C-Standards kann das MacBook Pro nun auch beispielsweise über eine Powerbank geladen werden.

##### 13″-Modell mit zwei Anschlüssen
- Keine Touch Bar
- Intel Core i5- und i7-Prozessoren mit zwei Kernen und Iris Graphics 540
- zwei Thunderbolt-3-Anschlüsse
- wahlweise 256, 512 oder 1000 GB PCIe-Flash Speicher

##### 13″-Modelle mit vier Anschlüssen
- Individualisierbare OLED-Leiste mit Touch ID statt der Funktionstasten
- Intel Core i5- und i7-Prozessoren mit zwei Kernen und Iris Graphics 550
- vier Thunderbolt-3-Anschlüsse
- wahlweise 256, 512 oder 1000 GB PCIe-Flash Speicher

##### 15″-Modelle mit vier Anschlüssen
- Individualisierbare OLED-Leiste und Touch ID
- Intel Core i7-Prozessoren mit vier Kernen und HD Graphics 530 (IGP)
- dGPU Radeon-Pro
- vier Thunderbolt-3-Anschlüsse
- wahlweise 256, 512, 1000 oder 2000 GB PCIe-Flash Speicher

| Modell               | Prozessor | Prozessor | Prozessor | Grafik                           | Grafik | RAM   | SSD    | Preise | Preise | Preise | Preise | Preise |
| Modell               | Name      | Kerne     | Basistakt | Name                             | VRAM   | RAM   | SSD    | US     | DE     | AT     | CH     | LU     |
| -------------------- | --------- | --------- | --------- | -------------------------------- | ------ | ----- | ------ | ------ | ------ | ------ | ------ | ------ |
| 13″ (2× Thunderbolt) | i5-6360U  | 2         | 2,0 GHz   | Iris Graphics 540                | –      | 8 GB  | 256 GB | $ 1499 |        |        |        |        |
| 13″ (4× Thunderbolt) | i5-6267U  | 2         | 2,9 GHz   | Iris Graphics 550                | –      | 8 GB  | 256 GB | $ 1799 |        |        |        |        |
| 13″ (4× Thunderbolt) | i5-6267U  | 2         | 2,9 GHz   | Iris Graphics 550                | –      | 8 GB  | 512 GB | $ 1999 |        |        |        |        |
| 15″                  | i7-6700HQ | 4         | 2,6 GHz   | HD Graphics 530 + Radeon Pro 450 | 2 GB   | 16 GB | 256 GB | $ 2399 |        |        |        |        |
| 15″                  | i7-6820HQ | 4         | 2,7 GHz   | HD Graphics 530 + Radeon Pro 455 | 2 GB   | 16 GB | 512 GB | $ 2799 |        |        |        |        |

#### 2017
Eine verbesserte Version wurde am 5. Juni 2017 auf der WWDC vorgestellt. Die größte Änderung sind die Core-i-Prozessoren der siebten Generation. Inoffiziell sollen auch kleinere Probleme behoben worden sein; zum Beispiel soll eine verbesserte Tastatur verhindern, dass einzelne Tasten wie bei der vorherigen Generation klemmen.
Die 15″-Modelle erhielten neue, besser ausgestattete Grafikkarten (die erste Ziffer benennt die Generation, die anderen beiden die Ausstattung):
- Radeon Pro 555 (zuvor 450) beim Basismodell
- Radeon Pro 560 (zuvor 455) beim 512-GB-Modell

Das 13″-Modell mit 2 Anschlüssen ist nun mit 128 GB Flash-Speicher für 1499 € erhältlich. Der Preis mancher Varianten wurde erhöht (Euro-Preise jeweils für Deutschland):
- Die 256-GB-Version des 13″-Modells mit 2 Anschlüssen kostet nun 1749 € (zuvor 1699 €).
  - Schweiz: 1729 CHF (zuvor 1699 CHF).

- Die 512-GB-Version des 13″-Modells mit 4 Anschlüssen kostet nun 2249 € (zuvor 2199 €).
  - Schweiz: 2249 CHF (zuvor 2199 CHF).
- Die 256-GB-Version des 15″-Modells kostet nun 2799 € (zuvor 2699 €).
  - Schweiz: weiterhin 2699 CHF.
- Die 512-GB-Version des 15″-Modells kostet nun 3299 € (zuvor 3199 €).
  - Schweiz: 3199 CHF (zuvor 3149 CHF).

| Modell               | Prozessor | Prozessor | Prozessor | Grafik                           | Grafik | RAM   | SSD    | Preise | Preise | Preise | Preise | Preise |
| Modell               | Name      | Kerne     | Basistakt | Name                             | VRAM   | RAM   | SSD    | US     | DE     | AT     | CH     | LU     |
| -------------------- | --------- | --------- | --------- | -------------------------------- | ------ | ----- | ------ | ------ | ------ | ------ | ------ | ------ |
| 13″ (2× Thunderbolt) | i5-7360U  | 2         | 2,3 GHz   | Iris Plus Graphics 640           | –      | 8 GB  | 128 GB | $ 1299 |        |        |        |        |
| 13″ (2× Thunderbolt) | i5-7360U  | 2         | 2,3 GHz   | Iris Plus Graphics 640           | –      | 8 GB  | 256 GB | $ 1499 |        |        |        |        |
| 13″ (4× Thunderbolt) | i5-7267U  | 2         | 3,1 GHz   | Iris Plus Graphics 650           | –      | 8 GB  | 256 GB | $ 1799 |        |        |        |        |
| 13″ (4× Thunderbolt) | i5-7267U  | 2         | 3,1 GHz   | Iris Plus Graphics 650           | –      | 8 GB  | 512 GB | $ 1999 |        |        |        |        |
| 15″                  | i7-7700HQ | 4         | 2,8 GHz   | HD Graphics 530 + Radeon Pro 555 | 2 GB   | 16 GB | 256 GB | $ 2399 |        |        |        |        |
| 15″                  | i7-7820HQ | 4         | 2,9 GHz   | HD Graphics 630 + Radeon Pro 560 | 4 GB   | 16 GB | 512 GB | $ 2799 |        |        |        |        |

#### 2018: 13″ mit 4 Anschlüssen, 15″
Am 12. Juli 2018 wurde ohne gesonderte Pressekonferenz eine überarbeitete Ausgabe veröffentlicht. Die 13″-Modelle ohne Touch Bar blieben unverändert. Zu diesem Anlass wurde der Verkauf des 15″-MacBook Pro von 2015 eingestellt.
Zu den wichtigsten Neuerungen zählt die Einführung von Intel-Core-Prozessoren der 8. Generation, genannt Coffee-Lake, und eine erneut überarbeitete Tastatur mit dem „Butterfly“-Mechanismus der dritten Generation. Die neuen Prozessoren beinhalten zwei Kerne mehr als die der Vorgänger. Laut Apple sei die neue Tastatur leiser, wurde offiziell aber nicht mit dem Ziel entwickelt, die Zuverlässigkeit zu erhöhen. Beim Zerlegen des Gerätes fand iFixit heraus, dass die Zuverlässigkeit durch den Einsatz einer Silikon-Dichtung verbessert werden kann.
Weiter erhielten alle neuen MacBooks die vom iPad Pro bekannte True-Tone-Technik, bei der sich die Farben des Bildschirms an das Umgebungslicht anpassen. Der Akku beider Geräte wurde vergrößert. Die Lautsprecher wurden überarbeitet. Beide Versionen sind geringfügig dünner als ihre Vorgänger. Wie bereits beim iMac Pro der 1. Generation werden die neuen MacBook Pro mit einem Apple-T2-Koprozessor ausgestattet. Dieser steuert den Startvorgang und fügt weitere Sicherheitsmerkmale hinzu, er kümmert sich um die Anbindung der Kamera, regelt den Zugriff auf die SSD und gegebenenfalls deren Verschlüsselung, steuert den System-Management-Controller (SMC), regelt die Anbindung an den Audio-Controller und ist für die sichere Speicherung der Daten des Fingerabdrucksensor zuständig. Außerdem ermöglicht der T2-Koprozessor das Aktivieren von Siri mit den Worten „Hey Siri“ ohne eine Taste zu betätigen. Des Weiteren unterstützen die neuen MacBook Pro Bluetooth 5.0. Die 15″-Variante nutzt statt LPDDR3 nun den DDR4-Arbeitsspeicher, wodurch dieser optional auf 32 GB erweitert werden kann. Diese Technik verbraucht allerdings mehr Strom. Beide Modelle können mit höchstens doppelt so viel Flash-Speicher als bisher bestellt werden. Das 15″-Modell erhält neue, dedizierte AMD-Grafikkarten, welche etwas höher getaktet sind und in der Grundausstattung mehr Speicher besitzen.
Mit dieser Revision wurde eine Variante des 13″-Modells mit 256 GB Speicher für 1.999 € eingeführt.
Ab Ende November 2018 konnte das 15″-Modell mit 512 GB Flash-Speicher gegen Aufpreis mit Radeon-Pro Vega-Grafikkarten bestellt werden.
Am 20. März 2019 wurden die Preise für einige Sonderausstattungen gesenkt.

#### 2019

##### Mai
Am 21. Mai 2019 stellte Apple neue Modelle mit vier Anschlüssen vor.
Diese setzen eine neue Version der Butterfly-Tastatur ohne eigene Generationsnummer ein – nach der ersten, zweiten, aktualisierten zweiten und dritten Generation die fünfte Auflage. Das neue Material ist ein weiterer Versuch, die anhaltenden Zuverlässigkeitsprobleme zu beheben.
Die 13″-Modelle erhalten leicht verbesserte Prozessoren mit einem um 0,1 GHz erhöhten Basistakt. Die maximalen Taktraten im Turboboost sind teilweise mehr als 0,1 GHz gestiegen, doch grundsätzlich besitzen die Prozessoren die gleichen Coffee-Lake-Architektur wie die 8. Generation.
In den 15″-Modellen werden nun Intel-Core-i-Prozessoren der neunten Generation verwendet. Die Variante für 2799 € enthält einen Core i9, während man beim Vorgänger für diesen Preis einen Core i7 bekam. Es ist auch das erste MacBook mit einem 8-Kern-Prozessor.

##### Juli
Am 9. Juli 2019 wurde das 13″-Modell mit zwei Anschlüssen aktualisiert. Zu den Neuerungen gehören die Touch Bar mit Touch ID, welche zuvor den höherpreisigen Modellen vorbehalten war. Damit einhergehend erhält es den T2-Koprozessor anstelle eines T1. Außerdem werden nun Intel-Core-i-Prozessoren der achten Generation mit vier statt zwei Kernen und besserem Grafikprozessor eingebaut. Die Bildschirme unterstützen True Tone. Der Akku wurde im Vergleich zum Vorgänger ein wenig verkleinert. Damit beschränken sich die Unterschiede zum Modell mit vier Anschlüssen neben den unterschiedlichen Prozessor-Optionen nur noch auf die wenigeren Anschlüsse und die leicht höhere Akkukapazität beim günstigeren Modell.
Am gleichen Tag wurden die Preise für SSD-Upgrades bei den restlichen Macs reduziert.
Weiterhin wurden die Preise des MacBook Pro 15″ in Deutschland und Österreich um jeweils 100 € gesenkt – die 256-GB-Version auf 2699 € die 512-GB-Version auf 3199 €.

#### Probleme
Die neue Butterfly-Tastatur konnte zu Problemen führen – bis hin zur Blockierung der Tasten durch Schmutz- und Staubteilchen. Manchmal ließ sich dieses Problem mit Druckluftspray beheben. Seit der Einführung im MacBook 2015 wurde die Tastatur mit jeder Revision verbessert, so dass nun vier verschiedene Versionen existieren. Nach mehreren Petitionen und Sammelklagen stellte Apple ein Austauschprogramm für alle MacBooks mit einer Butterfly-Tastatur aus den Modelljahren 2015 bis 2017 bereit. Mit der Veröffentlichung des MacBook Pro 2019 wurden sowohl die Modelle von 2018 als auch 2019 in dieses Programm aufgenommen. Das Modell von 2019 mit zwei Thunderbolt-Anschlüssen ist seit Veröffentlichung ebenfalls im Programm eingetragen.
Nutzer der ersten Modelle mit Touch Bar beschwerten sich über ein Knacken unbekannter Herkunft. Betroffene Modelle wurden von Apple innerhalb der Garantiezeit repariert oder ausgetauscht. Im Januar 2019 wurde bekannt, dass das im MacBook Pro mit Touch Bar ab 2016 verwendete Flachbandkabel zur Verbindung des Retina-Bildschirms mit dem Display-Controller zu kurz und zu dünn ist, was im normalen Alltagsbetrieb zu Kabelbrüchen und Bildschirmschäden führen kann. Um dieses Problem zu beheben, muss die gesamte Bildschirmeinheit ausgetauscht werden. Am 21. Mai 2019 wurde dazu ein kostenloses Reparaturprogramm von Apple zur Verfügung gestellt.
Das MacBook Pro von 2018, insbesondere die Core-i9-Variante, erhitzte sich laut ersten Erfahrungsberichten unter Last sehr stark und arbeitete dadurch teilweise langsamer als der Vorgänger. Symptomatisch waren große Schwankungen des Prozessortakts, was laut Apple auf ein softwareseitiges Problem zurückzuführen ist und mit einem ergänzenden Update für macOS 10.13.6 speziell für dieses Modell behoben wurde.
Im Modell von 2018 verwendet Apple den Apple T2-Koprozessor, der dem ARM-basierten Apple A10 Fusion ähnelt und bestimmte leichtere Aufgaben erledigt und für mehr Sicherheit sorgen soll. Er war 2017 bereits im iMac Pro und Mac mini und 2018 auch im MacBook Air verwendet worden. Der T2-Chip führte jedoch auch zu wiederholten Neustarts (Problem ist auf Kernel panic zurückzuführen) und Audioproblemen; auch verhinderte er Reparaturen durch Drittanbieter. Durch Updates wird versucht, diese Schwierigkeiten zu reduzieren, besonders durch das ergänzende Update für macOS 10.14.5.

#### Reparaturfreundlichkeit
Bei den Modellen ohne Touch Bar ist die Festplatte austauschbar, jedoch wird weiterhin ein Adapter benötigt. Zudem ist an der Stelle weniger Platz als zuvor, weshalb die weit verbreitete 2280-Größe des M.2-Formats nicht passt. Bei den Modellen mit Touch Bar ist die SSD fest auf dem Mainboard verlötet. Der Kühlkörper ist nach dem Entfernen der unteren Abdeckung zwar weiterhin sichtbar, jedoch von der Rückseite verschraubt, weshalb im Gegensatz zum Vorgänger das gesamte Mainboard ausgebaut werden muss, um den Kühlkörper zu entfernen und beispielsweise die Wärmeleitpaste zu erneuern.

#### Technische Daten
|  | Produktion eingestellt |  | Aktuell |

- Ein Punkt zeigt, dass es sich um eine von mehreren Optionen handelt.

Daten, die kursiv und grau geschrieben sind, können nur auf der Internetseite konfiguriert werden. Geräte mit solchen Sonderausstattungen werden als built-to-order (BTO) bezeichnet, weil sie pro Bestellung extra angefertigt werden, wodurch die Lieferzeit in der Regel länger ist.
13″ 2×TB = mit 13-Zoll-Bildschirm und 2 Thunderbolt-Anschlüssen
13″ 4×TB = mit 13-Zoll-Bildschirm und 4 Thunderbolt-Anschlüssen
15″ = mit 15-Zoll-Bildschirm und 4 Thunderbolt-Anschlüssen
| Modell                                                       | Modell                        | 2016 | 2017 | 2018 | 2019 |
| ------------------------------------------------------------ | ----------------------------- | --- | --- | --- | --- |
| Modell- bezeichnung                                          | 13″ 2×TB                      | MacBookPro13,1 | MacBookPro14,1 | | MacBookPro15,4 |
| Modell- bezeichnung                                          | 13″ 2×TB                      | A1708 | A1708 | A2159 | |
| Modell- bezeichnung                                          | 13″ 4×TB                      | MacBookPro13,2 | MacBookPro14,2 | MacBookPro15,2 | MacBookPro15,2 |
| Modell- bezeichnung                                          | 13″ 4×TB                      | A1706 | A1706 | A1989 | A1989 |
| Modell- bezeichnung                                          | 15″                           | MacBookPro13,3 | MacBookPro14,3 | MacBookPro15,1 | MacBookPro15,1 |
| Modell- bezeichnung                                          | 15″                           | A1707 | A1707 | A1990 | A1990 |
| Bildschirm (IPS, glänzend) mit LED-Backlight und P3-Farbraum | 13″ 2×TB                      | 13,3″, 2560×1600 | 13,3″, 2560×1600 | | 13,3″, 2560×1600, True Tone |
| Bildschirm (IPS, glänzend) mit LED-Backlight und P3-Farbraum | 13″ 4×TB                      | 13,3″, 2560×1600 | 13,3″, 2560×1600 | 13,3″, 2560×1600, True Tone | 13,3″, 2560×1600, True Tone |
| Bildschirm (IPS, glänzend) mit LED-Backlight und P3-Farbraum | 15″                           | 15,4″, 2880×1800 | 15,4″, 2880×1800 | 15,4″, 2880×1800, True Tone | 15,4″, 2880×1800, True Tone |
| Prozessor (Intel)                                            | 13″ 2×TB                      | Skylake | Kaby Lake | | Coffee Lake |
| Prozessor (Intel)                                            | 13″ 2×TB                      | 2 Kerne - Core i5-6360U mit 2,0–3,1 GHz und 4 MB L3 - Core i7-6660U mit 2,4–3,4 GHz und 4 MB L3                                                | 2 Kerne - Core i5-7360U mit 2,3–3,6 GHz und 64 MB eDRAM - Core i7-7660U mit 2,5–4,0 GHz und 64 MB eDRAM                                                 | 4 Kerne - Core i5-8257U mit 1,4–3,9 GHz - Core i7-8557U mit 1,7–4,5 GHz | |
| Prozessor (Intel)                                            | 13″ 4×TB                      | Skylake | Kaby Lake | Coffee Lake | Coffee Lake |
| Prozessor (Intel)                                            | 13″ 4×TB                      | 2 Kerne - Core i5-6267U mit 2,9–3,3 GHz und 4 MB L3 - Core i5-6287U mit 3,1–3,5 GHz und 4 MB L3 - Core i7-6567U mit 3,3–3,6 GHz und 4 MB L3    | 2 Kerne - Core i5-7267U mit 3,1–3,5 GHz und 64 MB eDRAM - Core i5-7287U mit 3,3–3,7 GHz und 64 MB eDRAM - Core i7-7567U mit 3,5–4,0 GHz und 64 MB eDRAM | 4 Kerne - Core i5-8259U mit 2,3–3,8 GHz und 128 MB eDRAM - Core i7-8559U mit 2,7–4,5 GHz und 128 MB eDRAM                                                                                  | 4 Kerne - Core i5-8279U mit 2,4–4,1 GHz und 128 MB eDRAM - Core i7-8569U mit 2,8–4,7 GHz und 128 MB eDRAM                                                                                  |
| Prozessor (Intel)                                            | 15″                           | Skylake | Kaby Lake | Coffee Lake | Coffee Lake Refresh |
| Prozessor (Intel)                                            | 15″                           | 4 Kerne - Core i7-6700HQ mit 2,6–3,5 GHz und 6 MB L3 - Core i7-6820HQ mit 2,7–3,6 GHz und 8 MB L3 - Core i7-6920HQ mit 2,9–3,8 GHz und 8 MB L3 | 4 Kerne - Core i7-7700HQ mit 2,8–3,8 GHz und 6 MB L3 - Core i7-7820HQ mit 2,9–3,9 GHz und 8 MB L3 - Core i7-7920HQ mit 3,1–4,1 GHz und 8 MB L3          | 6 Kerne - Core i7-8750H mit 2,2–4,1 GHz und 9 MB L3 - Core i7-8850H mit 2,6–4,3 GHz und 9 MB L3 - Core i9-8950HK mit 2,9–4,8 GHz und 12 MB L3                                              | 6 Kerne - Core i7-9750H mit 2,6–4,5 GHz und 12 MB L3 8 Kerne - Core i9-9880H mit 2,3–4,8 GHz und 16 MB L3 - Core i9-9980HK mit 2,4–5,0 GHz und 16 MB L3                                    |
| Koprozessor                                                  | 2×TB                          | – | – | | T2 |
| Koprozessor                                                  | 4×TB                          | T1 | T1 | T2 | T2 |
| Grafikkarte                                                  | 13″ 2×TB                      | Intel Iris Graphics 540 | Intel Iris Plus Graphics 640 | | Intel Iris Plus Graphics 645 |
| Grafikkarte                                                  | 13″ 4×TB                      | Intel Iris Graphics 550 | Intel Iris Plus Graphics 650 | Intel Iris Plus Graphics 655 | Intel Iris Plus Graphics 655 |
| Grafikkarte                                                  | 15″                           | Intel HD Graphics 530 | Intel HD Graphics 630 | Intel UHD Graphics 630 | Intel UHD Graphics 630 |
| Grafikkarte                                                  | 15″                           | zusätzlich - AMD Radeon Pro 450 mit 2 GB GDDR5 Speicher - Radeon Pro 455 mit 2 GB GDDR5 Speicher - Radeon Pro 460 mit 4 GB GDDR5 Speicher      | zusätzlich - AMD Radeon Pro 555 mit 2 GB GDDR5 Speicher - Radeon Pro 560 mit 4 GB GDDR5 Speicher                                                        | zusätzlich - AMD Radeon Pro 555X mit 4 GB GDDR5 Speicher - Radeon Pro 560X mit 4 GB GDDR5 Speicher - Radeon Pro Vega 16 mit 4 GB HBM2 Speicher - Radeon Pro Vega 20 mit 4 GB HBM2 Speicher | zusätzlich - AMD Radeon Pro 555X mit 4 GB GDDR5 Speicher - Radeon Pro 560X mit 4 GB GDDR5 Speicher - Radeon Pro Vega 16 mit 4 GB HBM2 Speicher - Radeon Pro Vega 20 mit 4 GB HBM2 Speicher |
| Festplatte (Flash) NVMe/PCIe 3.0 ×4 8,0 GT/s (31,5 Gbit/s)   | 13″ 2×TB                      | - 256 GB - 512 GB - 1 TB | - 128 GB - 256 GB - 512 GB - 1 TB | | - 128 GB - 256 GB - 512 GB - 1 TB - 2 TB |
| Festplatte (Flash) NVMe/PCIe 3.0 ×4 8,0 GT/s (31,5 Gbit/s)   | 13″ 2×TB                      | austauschbar | austauschbar | fest verlötet | |
| Festplatte (Flash) NVMe/PCIe 3.0 ×4 8,0 GT/s (31,5 Gbit/s)   | 13″ 4×TB                      | - 256 GB - 512 GB - 1 TB | - 256 GB - 512 GB - 1 TB | - 256 GB - 512 GB - 1 TB - 2 TB | - 256 GB - 512 GB - 1 TB - 2 TB |
| Festplatte (Flash) NVMe/PCIe 3.0 ×4 8,0 GT/s (31,5 Gbit/s)   | 13″ 4×TB                      | fest verlötet | | | |
| Festplatte (Flash) NVMe/PCIe 3.0 ×4 8,0 GT/s (31,5 Gbit/s)   | 15″                           | - 256 GB - 512 GB - 1 TB - 2 TB | - 256 GB - 512 GB - 1 TB - 2 TB | - 256 GB - 512 GB - 1 TB - 2 TB - 4 TB | - 256 GB - 512 GB - 1 TB - 2 TB - 4 TB |
| Festplatte (Flash) NVMe/PCIe 3.0 ×4 8,0 GT/s (31,5 Gbit/s)   | 15″                           | fest verlötet | | | |
| Arbeitsspeicher verlötet                                     | 13″ 2×TB                      | - 8 GB - 16 GB | - 8 GB - 16 GB | | - 8 GB - 16 GB |
| Arbeitsspeicher verlötet                                     | 13″ 2×TB                      | 1866 MHz LPDDR3 | 2133 MHz LPDDR3 | 2133 MHz LPDDR3 | |
| Arbeitsspeicher verlötet                                     | 13″ 4×TB                      | - 8 GB - 16 GB | - 8 GB - 16 GB | - 8 GB - 16 GB | - 8 GB - 16 GB |
| Arbeitsspeicher verlötet                                     | 13″ 4×TB                      | 2133 MHz LPDDR3 | | | |
| Arbeitsspeicher verlötet                                     | 15″                           | 16 GB | 16 GB | - 16 GB - 32 GB | - 16 GB - 32 GB |
| Arbeitsspeicher verlötet                                     | 15″                           | 2133 MHz LPDDR3 | 2133 MHz LPDDR3 | 2400 MHz DDR4 | 2400 MHz DDR4 |
| Funkverbindungen                                             | Funkverbindungen              | Wi-Fi 5 (802.11ac) | Wi-Fi 5 (802.11ac) | Wi-Fi 5 (802.11ac) | Wi-Fi 5 (802.11ac) |
| Funkverbindungen                                             | Funkverbindungen              | Bluetooth 4.2 | Bluetooth 4.2 | Bluetooth 5.0 | Bluetooth 5.0 |
| Kamera                                                       | Kamera                        | FaceTime-HD-Kamera (720p) | FaceTime-HD-Kamera (720p) | FaceTime-HD-Kamera (720p) | FaceTime-HD-Kamera (720p) |
| Lautsprecher                                                 | Lautsprecher                  | Stereo, mit großem Dynamikumfang | Stereo, mit großem Dynamikumfang | Stereo, mit großem Dynamikumfang | Stereo, mit großem Dynamikumfang |
| Anzahl der Mikrofone                                         | 2×TB                          | 2 | 2 | | 3 |
| Anzahl der Mikrofone                                         | 4×TB                          | 3 | 3 | 3 | 3 |
| Anschlüsse                                                   | 2×TB                          | 2 × USB-C 3.1, 2. Generation (10 Gbit/s), Unterstützung für Thunderbolt 3 (40 Gbit/s) 1 × 3,5 mm Klinkenstecker                                | 2 × USB-C 3.1, 2. Generation (10 Gbit/s), Unterstützung für Thunderbolt 3 (40 Gbit/s) 1 × 3,5 mm Klinkenstecker                                         | | 2 × USB-C 3.1, 2. Generation (10 Gbit/s), Unterstützung für Thunderbolt 3 (40 Gbit/s) 1 × 3,5 mm Klinkenstecker                                                                            |
| Anschlüsse                                                   | 4×TB                          | 4 × USB-C 3.1, 2. Generation (10 Gbit/s), Unterstützung für Thunderbolt 3 (40 Gbit/s) 1 × 3,5 mm Klinkenstecker                                | 4 × USB-C 3.1, 2. Generation (10 Gbit/s), Unterstützung für Thunderbolt 3 (40 Gbit/s) 1 × 3,5 mm Klinkenstecker                                         | 4 × USB-C 3.1, 2. Generation (10 Gbit/s), Unterstützung für Thunderbolt 3 (40 Gbit/s) 1 × 3,5 mm Klinkenstecker                                                                            | 4 × USB-C 3.1, 2. Generation (10 Gbit/s), Unterstützung für Thunderbolt 3 (40 Gbit/s) 1 × 3,5 mm Klinkenstecker                                                                            |
| Akku (Lithium-Polymer) verklebt                              | 13″ 2×TB                      | 54,5 Wh | 54,5 Wh | | 58,2 Wh |
| Akku (Lithium-Polymer) verklebt                              | 13″ 2×TB                      | bis zu 10 Stunden Laufzeit | bis zu 10 Stunden Laufzeit | bis zu 10 Stunden Laufzeit | |
| Akku (Lithium-Polymer) verklebt                              | 13″ 2×TB                      | mit 61W-USB-C-Netzteil | mit 61W-USB-C-Netzteil | mit 61W-USB-C-Netzteil | |
| Akku (Lithium-Polymer) verklebt                              | 13″ 4×TB                      | 49,2 Wh | 49,2 Wh | 58 Wh | 58 Wh |
| Akku (Lithium-Polymer) verklebt                              | 13″ 4×TB                      | bis zu 10 Stunden Laufzeit | | | |
| Akku (Lithium-Polymer) verklebt                              | 13″ 4×TB                      | mit 61W-USB-C-Netzteil | | | |
| Akku (Lithium-Polymer) verklebt                              | 15″                           | 76 Wh | 76 Wh | 83,6 Wh | 83,6 Wh |
| Akku (Lithium-Polymer) verklebt                              | 15″                           | bis zu 10 Stunden Laufzeit | | | |
| Akku (Lithium-Polymer) verklebt                              | 15″                           | mit 87W-USB-C-Netzteil | | | |
| Ursprüngliches Betriebssystem                                | Ursprüngliches Betriebssystem | macOS 10.12 Sierra | macOS 10.12 Sierra | macOS 10.13 High Sierra | macOS 10.14 Mojave |
| Aktuelles Betriebssystem                                     | Aktuelles Betriebssystem      | macOS 12 Monterey | macOS 13 Ventura | macOS 15 Sequoia | macOS 15 Sequoia |
| Einstiegspreis                                               | 13″ 2×TB                      | 1.699 € | 1.499 € | | 1.499 € |
| Einstiegspreis                                               | 13″ 2×TB                      | 1.499 $ | 1.299 $ | 1.299 $ | |
| Einstiegspreis                                               | 13″ 4×TB                      | 2.199 € | 2.249 € | 1.999 € | 1.999 € |
| Einstiegspreis                                               | 13″ 4×TB                      | 1.799 $ | | | |
| Einstiegspreis                                               | 15″                           | 2.699 € | 2.799 € | 2.799 € | 2.799 € (ab 9. Juli 2019 2.699 €) |
| Einstiegspreis                                               | 15″                           | 2.399 $ | | | |
| Gewicht                                                      | 13″                           | 1,37 kg | 1,37 kg | 1,37 kg | 1,37 kg |
| Gewicht                                                      | 15″                           | 1,83 kg | 1,83 kg | 1,83 kg | 1,83 kg |
| Abmessungen (H×B×L)                                          | 13″                           | 1,49 × 30,41 × 21,24 cm | 1,49 × 30,41 × 21,24 cm | 1,49 × 30,41 × 21,24 cm | 1,49 × 30,41 × 21,24 cm |
| Abmessungen (H×B×L)                                          | 15″                           | 1,55 × 34,93 × 24,07 cm | 1,55 × 34,93 × 24,07 cm | 1,55 × 34,93 × 24,07 cm | 1,55 × 34,93 × 24,07 cm |
| Besonderheiten                                               | 2×TB                          | Force-Touch-Trackpad, Unibody-Design, Retina-Display, „Butterfly“-Tastatur der 2. Generation                                                   | Force-Touch-Trackpad, Unibody-Design, Retina-Display, „Butterfly“-Tastatur der 2. Generation                                                            | | Force-Touch-Trackpad, Unibody-Design, Retina-Display, überarbeitete „Butterfly“-Tastatur, Touch Bar, Touch ID                                                                              |
| Besonderheiten                                               | 4×TB                          | Force-Touch-Trackpad, Unibody-Design, Retina-Display, „Butterfly“-Tastatur der 2. Generation, Touch Bar, Touch ID                              | Force-Touch-Trackpad, Unibody-Design, Retina-Display, „Butterfly“-Tastatur der 2. Generation, Touch Bar, Touch ID                                       | Force-Touch-Trackpad, Unibody-Design, Retina-Display, „Butterfly“-Tastatur der 3. Generation, Touch Bar, Touch ID                                                                          | Force-Touch-Trackpad, Unibody-Design, Retina-Display, überarbeitete „Butterfly“-Tastatur, Touch Bar, Touch ID                                                                              |

### Magic Keyboard

#### 2019: 16"

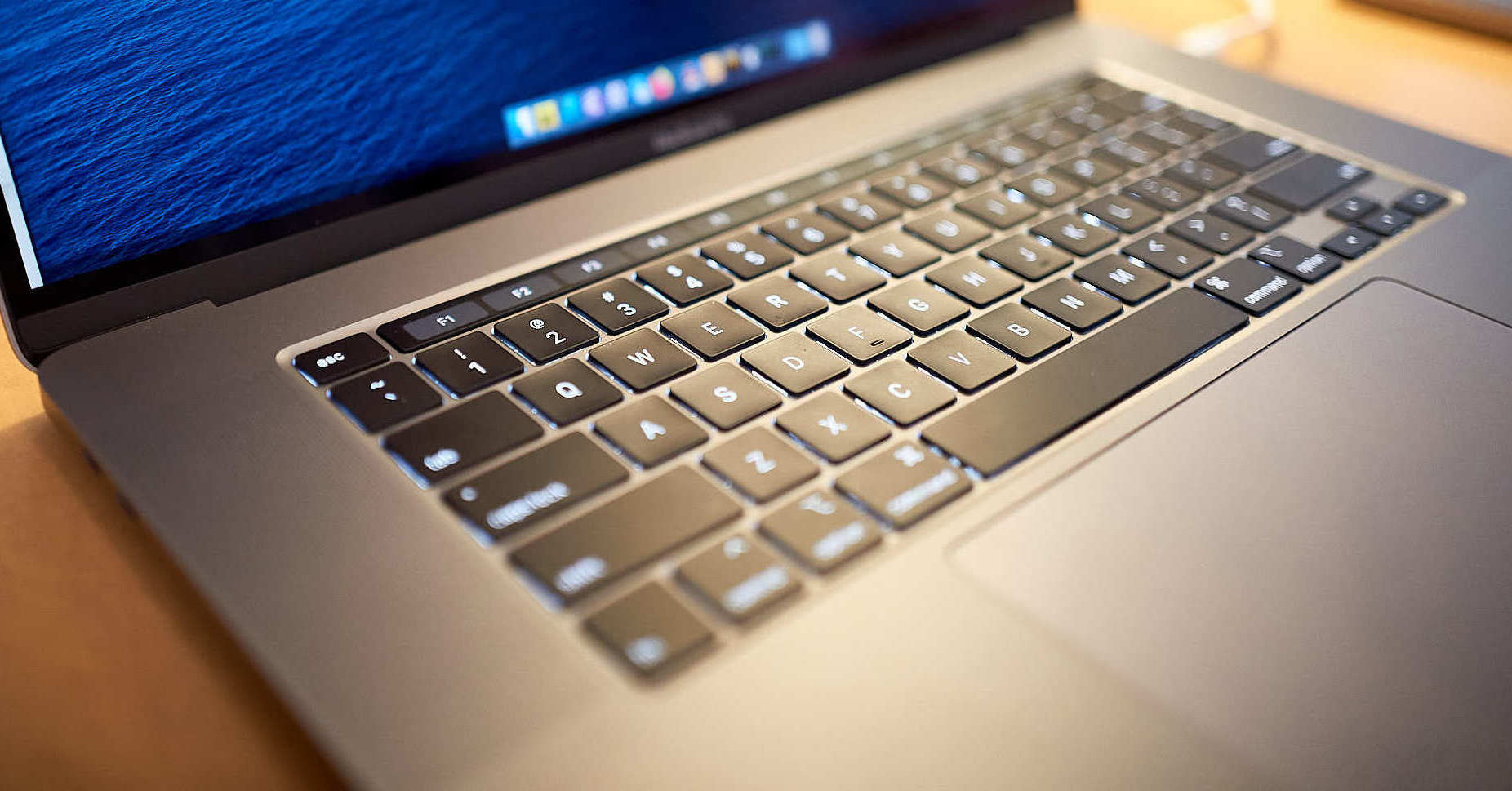
MacBook Pro 16 Zoll (2019)

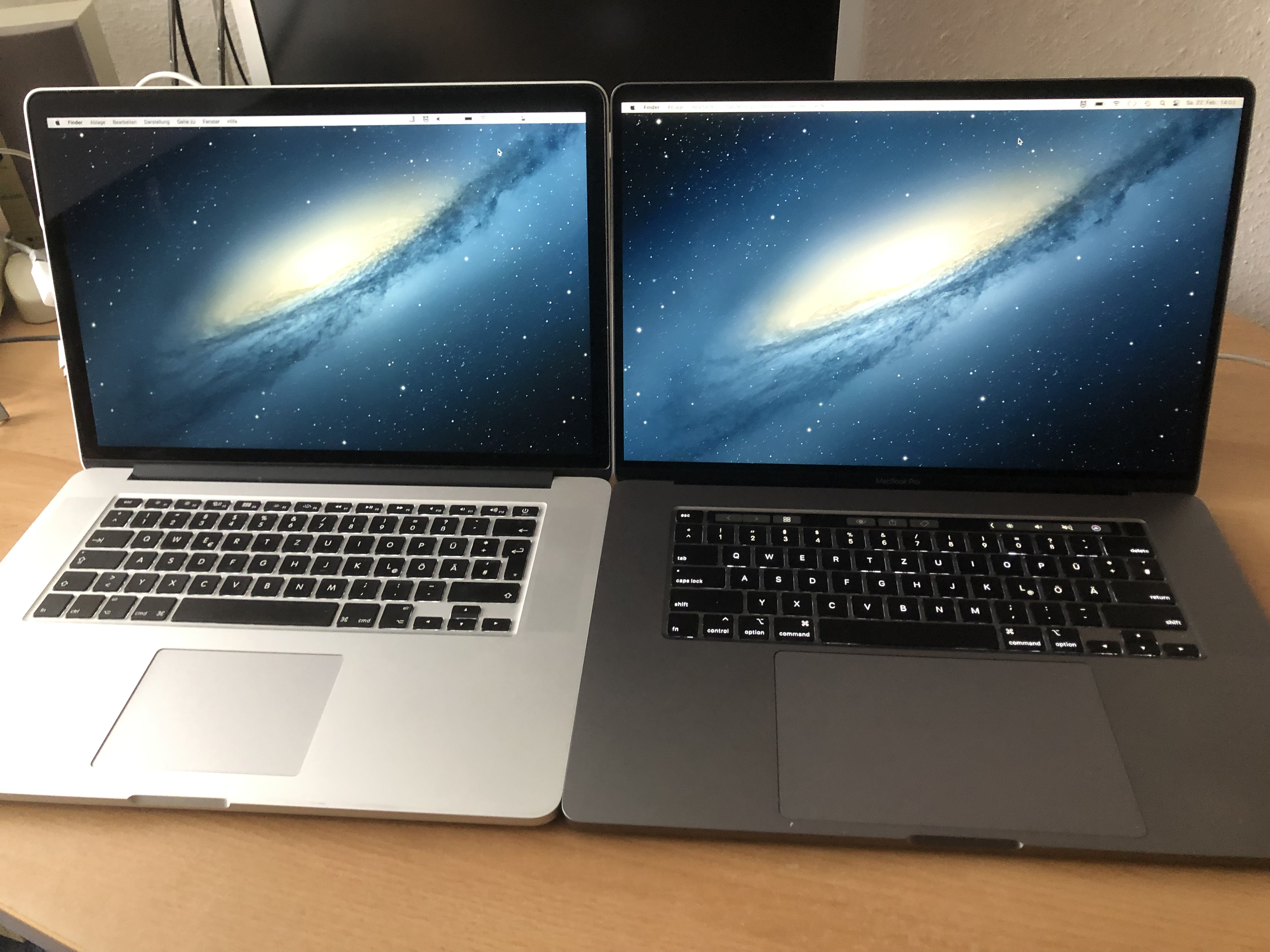
Im Bild rechts das MacBook Pro 16 Zoll (2019); zum Vergleich links ein MacBook Pro 15 Zoll (Mitte 2015)

Am 13. November 2019 wurde das 16″-MacBook Pro als Nachfolger des 15″-Modells vorgestellt. Neben dem größeren Bildschirm mit schmalerem Rahmen besitzt es eine neue Tastatur, welche wie die dritte Generation einen Scherenmechanismus verwendet, wieder eine physische Escape-Taste und Pfeiltasten in umgedrehter T-Anordnung besitzt und deren Touch-ID-Knopf separat von der Touch-Bar ist. Damit reagierte Apple auf die Kritik am Vorgänger. Neu waren unter anderem größere Speicherkonfigurationen, überarbeitete Lautsprecher, das Kühlsystem, eine neue Grafikkartengeneration und ein größerer Akku mit den bei vielen Fluggesellschaften maximal zulässigen 100 Wh und einer Stunde mehr Laufzeit. Das Gerät ist ein wenig größer, dicker und schwerer als die 2016er Version des 15" MacBook Pro. Verglichen mit jenem der dritten Generation ist es kleiner und leichter. Die Prozessoren stammen weiterhin aus der neunten Generation von Intel. Unverändert war auch der Startpreis von 2699 €, jedoch mit doppelt so viel Speicher. Es können nun bis zu 64 Gigabyte Arbeitsspeicher und eine SSD mit bis zu 8 Terabyte konfiguriert werden.
| Prozessor | Prozessor | Prozessor | Grafik | Grafik | RAM   | SSD    | Preise | Preise | Preise | Preise | Preise |
| Name      | Kerne     | Basistakt | Name   | VRAM   | RAM   | SSD    | US     | DE     | AT     | CH     | LU     |
| --------- | --------- | --------- | ------ | ------ | ----- | ------ | ------ | ------ | ------ | ------ | ------ |
| i7-9750H  | 6         | 2,6 GHz   | 5300M  | 4 GB   | 16 GB | 512 GB | $ 2399 |        |        |        |        |
| i9-9880H  | 8         | 2,3 GHz   | 5500M  | 4 GB   | 16 GB | 1 TB   | $ 2799 |        |        |        |        |

#### 2020: 13"

##### Mai
Am 4. Mai 2020 erhielt auch das 13″-MacBook Pro das Magic Keyboard. Seitdem verkauft Apple kein Gerät mehr mit Butterfly-Tastatur. Das sonst unveränderte Gehäuse ist aufgrund der neuen Tastatur minimal dicker und schwerer als der Vorgänger. Der SSD-Speicher wurde für alle Konfigurationen verdoppelt und beginnt damit bei 256 GB. Neu ist auch die Unterstützung von Dolby Atmos. Die Modelle mit vier Thunderbolt-Anschlüssen nutzen Intel-Prozessoren der zehnten Generation und neuere und schnellere Arbeitsspeicher (3733-MHz-LPDDR4X) – standardmäßig 16 GB, mit Option für 32 GB. Die Grafikprozessoren steuern nun das Pro Display XDR in seiner vollen Auflösung von 6K an.
Nach der Einführung des MacBook Pro mit M1-Chip wurde der Preis der 1-TB-Variante in Deutschland von 2.379 € auf 2.359 € gesenkt.
| Modell         | Prozessor   | Prozessor | RAM   | SSD    | Preise | Preise                   | Preise | Preise | Preise |
| Modell         | Name        | Basistakt | RAM   | SSD    | US     | DE                       | AT     | CH     | LU     |
| -------------- | ----------- | --------- | ----- | ------ | ------ | ------------------------ | ------ | ------ | ------ |
| 2× Thunderbolt | i5-8257U    | 1,4 GHz   | 8 GB  | 256 GB | $ 1299 |                          |        |        |        |
| 2× Thunderbolt | i5-8257U    | 1,4 GHz   | 8 GB  | 512 GB | $ 1499 |                          |        |        |        |
| 4× Thunderbolt | i5- 1038NG7 | 2,0 GHz   | 16 GB | 512 GB | $ 1799 |                          |        |        |        |
| 4× Thunderbolt | i5- 1038NG7 | 2,0 GHz   | 16 GB | 1 TB   | $ 1999 | 2.379 € (später 2.359 €) |        |        |        |

##### November

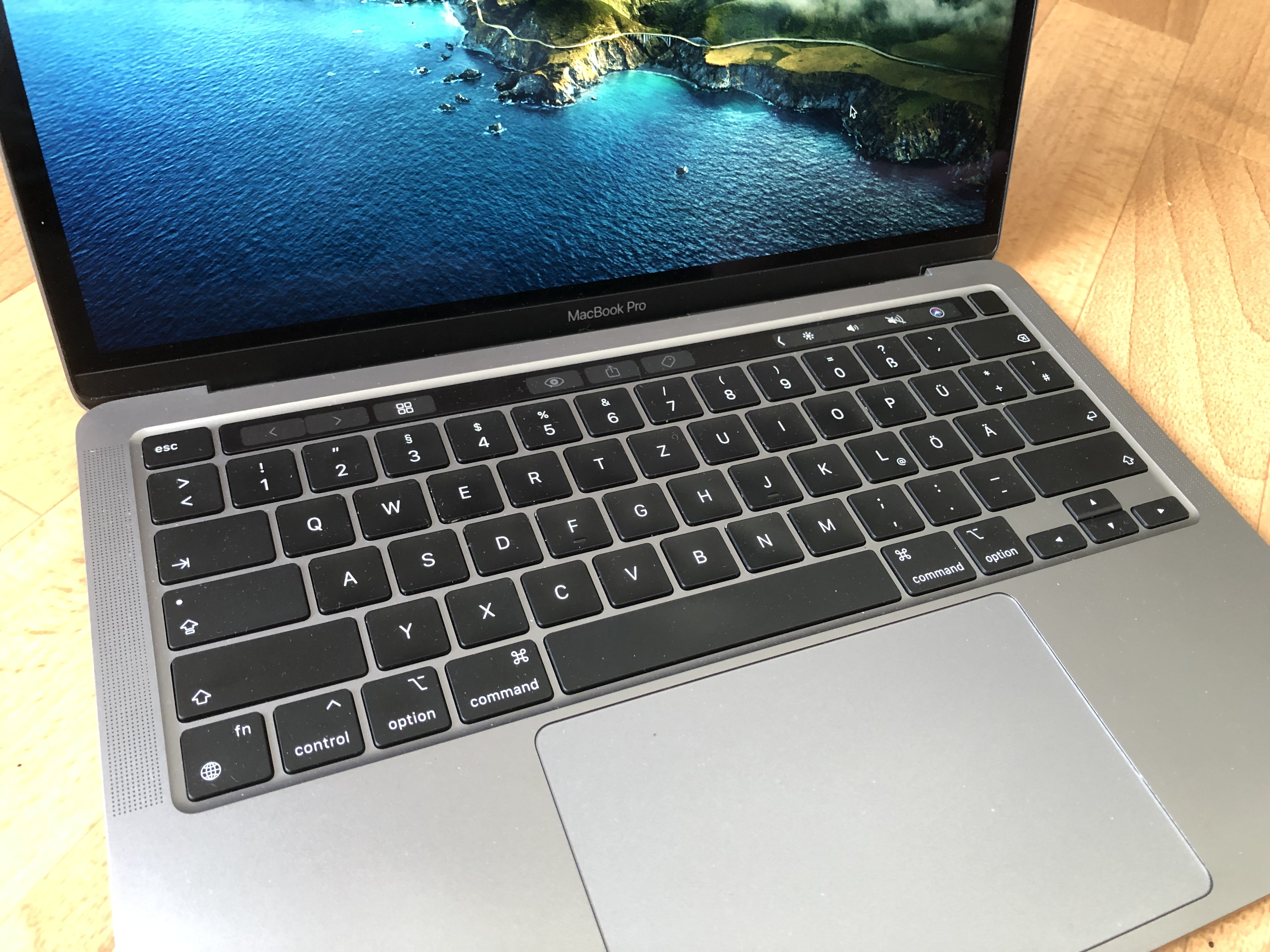
MacBook Pro 13 Zoll (M1) mit Touch Bar

Am 10. November 2020 wurde auf dem Event mit dem Titel One more thing („Eine Sache noch“) der erste Chip aus Apples eigener Entwicklung (genannt „Apple Silicon“) für Desktop-Computer vorgestellt. Der Apple M1 ist ein Ein-Chip-System, das neben Prozessor und Grafikeinheit auch den Hauptspeicher, einen Bildsignalprozessor, die sogenannte „Neural Engine“ für maschinelles Lernen, die „Secure Enclave“ zur Speicherung sicherheitsrelevanter Information, den Speichercontroller und Codierungselemente für Medien beinhaltet. Die CPU besitzt vier Leistungs- und vier Effizienzkerne und hat laut Apple eine 2,8-mal höhere Rechenleistung als das Vorgängermodell. Die GPU besitzt acht Kerne und sei 5-mal schneller als der Vorgänger. Laut Apple bewältige die Neural Engine mit 16 Kernen Aufgaben des maschinellen Lernens elfmal schneller, und durch die gesteigerte Effizienz bei der Nutzung des Browsers Safari verlängere sich die Akkulaufzeit von 10 auf 17, bei Filmwiedergabe von 10 auf 20 Stunden. Weitere Neuigkeiten seien die nun erreichte „Studioqualität“ der Mikrofone und die Unterstützung für Wifi 6 und USB 4. Das Gerät ist minimal leichter als sein Vorgänger (1,36 statt 1,41 kg).
Im Vergleich zum Vorgänger wurden die Preise gesenkt.
| RAM  | SSD    | Preise | Preise | Preise | Preise   | Preise |
| RAM  | SSD    | US     | DE     | AT     | CH       | LU     |
| ---- | ------ | ------ | ------ | ------ | -------- | ------ |
| 8 GB | 256 GB | $ 1299 | 1449 € | 1449 € | CHF 1399 |        |
| 8 GB | 512 GB | $ 1499 | 1679 € | 1679 € | CHF 1619 |        |

#### 2022: 13"
Zur Worldwide Developers Conference am 6. Juni 2022 wurde das MacBook Pro mit 13″ aktualisiert und erhielt den Apple M2 SoC. Ansonsten ist das Gerät unverändert.
Die Preise wurden in Deutschland und in Österreich um 150 €, in der Schweiz um rund 55 Franken erhöht.
| RAM  | SSD    | Preise | Preise | Preise | Preise      | Preise |
| RAM  | SSD    | US     | DE     | AT     | CH          | LU     |
| ---- | ------ | ------ | ------ | ------ | ----------- | ------ |
| 8 GB | 256 GB | $ 1299 | 1599 € | 1599 € | CHF 1454.15 |        |
| 8 GB | 512 GB | $ 1499 | 1829 € | 1829 € | CHF 1675    |        |

#### Probleme
Das neue Kühlsystem des MacBook Pro 16 (2019) verhindert effektiv eine Überhitzung von CPU und GPU, die Spannungsregler (VRM) können unter hoher Last allerdings weiter überhitzen, was zu einer kräftigen Drosselung führt. Zahlreiche Nutzer berichten, dass ein Workaround mit Wärmeleitfolie dieses Problem behebt.
Das MacBook Pro 13 mit M1 (2020) liefert an einen externen Bildschirm eine maximale Auflösung von 6K – der Vorgänger hatte nur bis 5K erlaubt. Andererseits unterstützt das Gerät nativ nur einen einzigen externen Monitor; beim Vorgänger waren noch zwei mit je 4K möglich. Es gibt zwar inoffizielle Alternativen über ein DisplayLink-Dock, jedoch kosten diese oft etwa 200 €, zum Betrieb ist eine Drittanbieter-Anwendung erforderlich, es wird über Probleme bei der Zuverlässigkeit berichtet, und da nicht die GPU, sondern die CPU für das Rendern verwendet wird, ist auch mit Geschwindigkeitseinbußen zu rechnen.
Manche Nutzer des MacBook Air und MacBook Pro mit M1 berichteten, dass ihr Display ohne Fremdeinwirkung gebrochen ist.

#### Technische Daten
|  | Produktion eingestellt |  | Aktuell |

- Ein Punkt zeigt, dass es sich um eine von mehreren Optionen handelt.

Daten, die kursiv und grau geschrieben sind, können nur auf der Internetseite konfiguriert werden. Geräte mit solchen Sonderausstattungen werden als built-to-order (BTO) bezeichnet, weil sie pro Bestellung extra angefertigt werden, wodurch die Lieferzeit in der Regel länger ist.
13″ 2×TB = mit 13-Zoll-Bildschirm und 2 Thunderbolt-Anschlüssen
13″ 4×TB = mit 13-Zoll-Bildschirm und 4 Thunderbolt-Anschlüssen
16″ = mit 16-Zoll-Bildschirm und 4 Thunderbolt-Anschlüssen
| Modell                                                                     | Modell                                                                     | 2019 | 2020                                                                                        | 2020 (M1) | 2022                                                                                        |
| -------------------------------------------------------------------------- | -------------------------------------------------------------------------- | --- | ------------------------------------------------------------------------------------------- | --- | ------------------------------------------------------------------------------------------- |
| Modell- bezeichnung                                                        | 13″ 2×TB                                                                   | | MacBookPro16,3                                                                              | MacBookPro17,1                                                                                                | Mac14,7                                                                                     |
| Modell- bezeichnung                                                        | 13″ 2×TB                                                                   | A2289 | A2338                                                                                       | A2338 |                                                                                             |
| Modell- bezeichnung                                                        | 13″ 4×TB                                                                   | MacBookPro16,2 |                                                                                             | |                                                                                             |
| Modell- bezeichnung                                                        | 13″ 4×TB                                                                   | A2251 |                                                                                             | |                                                                                             |
| Modell- bezeichnung                                                        | 16″                                                                        | MacBookPro16,1 |                                                                                             | |                                                                                             |
| Modell- bezeichnung                                                        | 16″                                                                        | A2141 |                                                                                             | |                                                                                             |
| Bildschirm (IPS, glänzend) mit LED-Backlight und P3-Farbraum und True Tone | Bildschirm (IPS, glänzend) mit LED-Backlight und P3-Farbraum und True Tone | 16″, 3072×1920 | 13", 2560×1600                                                                              | 13", 2560×1600                                                                                                | 13", 2560×1600                                                                              |
| Prozessor                                                                  | Prozessor                                                                  | Intel Coffee Lake Refresh |                                                                                             | Apple M1 | Apple M2                                                                                    |
| Prozessor                                                                  | Prozessor                                                                  | 6 Kerne - Core i7-9750H mit 2,6–4,5 GHz und 12 MB L3 8 Kerne - Core i9-9880H mit 2,3–4,8 GHz und 16 MB L3 - Core i9-9980HK mit 2,4–5,0 GHz und 16 MB L3                                         |                                                                                             | Apple M1 | Apple M2                                                                                    |
| Koprozessor                                                                | Koprozessor                                                                | T2 | T2                                                                                          | — | —                                                                                           |
| Grafikkarte                                                                | Grafikkarte                                                                | Intel UHD Graphics 630 |                                                                                             | Apple M1 (8 Kerne)                                                                                            | Apple M2 (10 Kerne)                                                                         |
| Grafikkarte                                                                | Grafikkarte                                                                | zusätzlich - AMD Radeon Pro 5300M mit 4 GB GDDR6-Speicher - Radeon Pro 5500M mit 4 GB GDDR6-Speicher - Radeon Pro 5500M mit 8 GB GDDR6-Speicher - Radeon Pro 5600M mit 8 GB HBM2 Grafikspeicher |                                                                                             | Apple M1 (8 Kerne)                                                                                            | Apple M2 (10 Kerne)                                                                         |
| Festplatte (Flash) verlötet                                                | Festplatte (Flash) verlötet                                                | - 512 GB - 1 TB - 2 TB - 4 TB - 8 TB |                                                                                             | - 256 GB - 512 GB - 1 TB - 2 TB                                                                               | - 256 GB - 512 GB - 1 TB - 2 TB                                                             |
| Arbeitsspeicher verlötet                                                   | Arbeitsspeicher verlötet                                                   | - 16 GB - 32 GB - 64 GB |                                                                                             | - 8 GB - 16 GB                                                                                                | - 8 GB - 16 GB - 24 GB                                                                      |
| Arbeitsspeicher verlötet                                                   | Arbeitsspeicher verlötet                                                   | 2666 MHz DDR4 |                                                                                             | 4266 MHz LPDDR4X                                                                                              | 6400 MHz LPDDR5                                                                             |
| Funkverbindungen                                                           | Funkverbindungen                                                           | Wi-Fi 5 (802.11ac) | Wi-Fi 5 (802.11ac)                                                                          | Wi-Fi 6 (802.11ax)                                                                                            | Wi-Fi 6 (802.11ax)                                                                          |
| Funkverbindungen                                                           | Funkverbindungen                                                           | Bluetooth 5.0 |                                                                                             | |                                                                                             |
| Kamera                                                                     | Kamera                                                                     | FaceTime-HD-Kamera (720p) | FaceTime-HD-Kamera (720p)                                                                   | FaceTime-HD-Kamera (720p)                                                                                     | FaceTime-HD-Kamera (720p)                                                                   |
| Lautsprecher                                                               | Lautsprecher                                                               | Stereo, mit großem Dynamikumfang, Kräfteausgleich, Dolby Atmos |                                                                                             | Stereo, mit großem Dynamikumfang, Kräfteausgleich, Dolby Atmos                                                |                                                                                             |
| Anzahl der Mikrofone                                                       | Anzahl der Mikrofone                                                       | 3, mit Beamforming |                                                                                             | 3, mit Beamforming                                                                                            |                                                                                             |
| Anschlüsse                                                                 | Anschlüsse                                                                 | 4 × USB-C 3.1, 2. Generation (10 Gbit/s), Unterstützung für Thunderbolt 3 (40 Gbit/s) 1 × 3,5 mm Klinkenstecker                                                                                 |                                                                                             | 2 × USB-C 4, 3. Generation (40 Gbit/s), Unterstützung für Thunderbolt 3 (40 Gbit/s) 1 × 3,5 mm Klinkenstecker |                                                                                             |
| Akku (Lithium-Polymer) verklebt                                            | Akku (Lithium-Polymer) verklebt                                            | 100 Wh |                                                                                             | 58,2 Wh | 58,2 Wh                                                                                     |
| Akku (Lithium-Polymer) verklebt                                            | Akku (Lithium-Polymer) verklebt                                            | bis zu 11 Stunden Laufzeit | bis zu 10 Stunden Laufzeit                                                                  | bis zu 20 Stunden Laufzeit                                                                                    | bis zu 20 Stunden Laufzeit                                                                  |
| Akku (Lithium-Polymer) verklebt                                            | Akku (Lithium-Polymer) verklebt                                            | mit 96W-USB-C-Netzteil |                                                                                             | mit 61W-USB-C-Netzteil                                                                                        | mit 67W-USB-C-Netzteil                                                                      |
| Betriebssystem                                                             | Ursprünglich                                                               | macOS 10.15 Catalina | macOS 10.15 Catalina                                                                        | macOS 11 Big Sur                                                                                              | macOS 12 Monterey                                                                           |
| Betriebssystem                                                             | Aktuell                                                                    | macOS 15 Sequoia | macOS 15 Sequoia                                                                            | macOS 15 Sequoia                                                                                              | macOS 15 Sequoia                                                                            |
| Einstiegspreis                                                             | 13″ 2×TB                                                                   | | 1.499 €                                                                                     | 1.449 € | 1.599 €                                                                                     |
| Einstiegspreis                                                             | 13″ 2×TB                                                                   | 1.299 $ |                                                                                             | |                                                                                             |
| Einstiegspreis                                                             | 13″ 4×TB                                                                   | 2.129 € |                                                                                             | |                                                                                             |
| Einstiegspreis                                                             | 13″ 4×TB                                                                   | 1.799 $ |                                                                                             | |                                                                                             |
| Einstiegspreis                                                             | 16″                                                                        | 2.699 € |                                                                                             | |                                                                                             |
| Einstiegspreis                                                             | 16″                                                                        | 2.399 $ |                                                                                             | |                                                                                             |
| inflations- bereinigter Einstiegspreis                                     | 13″ 2×TB                                                                   | | 1.788 €                                                                                     | 1.728 € | 1.731 €                                                                                     |
| inflations- bereinigter Einstiegspreis                                     | 13″ 2×TB                                                                   | 1.574 $ | 1.574 $                                                                                     | 1.392 $ |                                                                                             |
| inflations- bereinigter Einstiegspreis                                     | 13″ 4×TB                                                                   | 2.540 € |                                                                                             | |                                                                                             |
| inflations- bereinigter Einstiegspreis                                     | 13″ 4×TB                                                                   | 2.180 $ |                                                                                             | |                                                                                             |
| inflations- bereinigter Einstiegspreis                                     | 16″                                                                        | 3.236 € |                                                                                             | |                                                                                             |
| inflations- bereinigter Einstiegspreis                                     | 16″                                                                        | 2.943 $ |                                                                                             | |                                                                                             |
| Gewicht                                                                    | Gewicht                                                                    | 2,0 kg | 1,4 kg                                                                                      | 1,4 kg | 1,4 kg                                                                                      |
| Abmessungen (H×B×L)                                                        | Abmessungen (H×B×L)                                                        | 1,62 × 35,79 × 24,59 cm | 1,56 × 30,41 × 21,24 cm                                                                     | 1,56 × 30,41 × 21,24 cm                                                                                       | 1,56 × 30,41 × 21,24 cm                                                                     |
| Besonderheiten                                                             | Besonderheiten                                                             | Force-Touch-Trackpad, Unibody-Design, Retina-Display, „Magic Keyboard“, Touch Bar, Touch ID | Force-Touch-Trackpad, Unibody-Design, Retina-Display, „Magic Keyboard“, Touch Bar, Touch ID | Force-Touch-Trackpad, Unibody-Design, Retina-Display, „Magic Keyboard“, Touch Bar, Touch ID                   | Force-Touch-Trackpad, Unibody-Design, Retina-Display, „Magic Keyboard“, Touch Bar, Touch ID |

## Fünfte Generation (14" und 16")

### 2021
Am 18. Oktober 2021 wurden die neuen Macbook Pros in 14,2" und 16,2" vorgestellt. Das Design wurde vollständig überarbeitet. Der Bildschirm wurde vergrößert und besitzt nun eine Aussparung (Notch), wie sie vom iPhone bekannt ist. In dieser ist eine verbesserte 1080p-Webcam eingebaut. Weitere Neuerungen bei dem Bildschirm stellen die Mini-LED-Hintergrundbeleuchtung mit voller HDR-Fähigkeit, eine auf 254ppi erhöhte Pixeldichte sowie eine adaptive Bildwiederholfrequenz von bis zu 120 Hz (von Apple als „ProMotion“ bezeichnet) dar. Als Prozessor wird der Apple M1 Pro bzw. M1 Max in unterschiedlichen Ausbaustufen verwendet. Die umstrittene Touch Bar wurde zugunsten von physischen Funktionstasten in voller Größe gestrichen, Touch ID dabei beibehalten. Zu den zurückgekehrten Anschlüssen gehören MagSafe 3, HDMI 2.0 und SDXC, womit Apple auf langanhaltende Nutzerkritiken reagierte. Das Gerät verfügt über drei Thunderbolt 4 (USB-C) Anschlüsse, die nun über einen jeweils eigenen Controller (Bus) mit 40 GB/s verfügen. Die Einstiegspreise lagen bei 1.999 US-Dollar (2.249 Euro in Deutschland und Österreich bzw. 2.199 Franken in der Schweiz) für das 14"-Modell respektive 2.499 US-Dollar (2.749 Euro in Deutschland und Österreich bzw. 2.749 Franken in der Schweiz) für das 16"-Modell. In der Fachpresse stießen die neuen Modelle auf ein positives Echo, da die leicht vergrößerten Gehäuse mehr Platz für die Kühlung, Anschlüsse, Batterien und Lautsprecher boten, während zugleich die Reparaturmöglichkeiten vereinfacht wurden (Akkuzellen nicht mehr verklebt, Ports modular verschraubt, deutlich robusteres Displaykabel).
| Modell | SoC    | SoC            | SoC            | SoC       | SoC                | RAM   | SSD    | Ladegerät | Preis  | Preis | Preis | Preis | Preis |
| Modell | Name   | CPU            | CPU            | GPU-Kerne | Speicherbandbreite | RAM   | SSD    | Ladegerät | US     | DE    | AT    | CH    | LU    |
| Modell | Name   | Leistungskerne | Effizienzkerne | GPU-Kerne | Speicherbandbreite | RAM   | SSD    | Ladegerät | US     | DE    | AT    | CH    | LU    |
| ------ | ------ | -------------- | -------------- | --------- | ------------------ | ----- | ------ | --------- | ------ | ----- | ----- | ----- | ----- |
| 14″    | M1 Pro | 6              | 2              | 14        | 200 GB/s           | 16 GB | 512 GB | 67W       | $ 1999 |       |       |       |       |
| 14″    | M1 Pro | 8              | 2              | 16        | 200 GB/s           | 16 GB | 1 TB   | 96W       | $ 2499 |       |       |       |       |
| 16″    | M1 Pro | 8              | 2              | 16        | 200 GB/s           | 16 GB | 512 GB | 140W      | $ 2499 |       |       |       |       |
| 16″    | M1 Pro | 8              | 2              | 16        | 200 GB/s           | 16 GB | 1 TB   | 140W      | $ 2699 |       |       |       |       |
| 16″    | M1 Max | 8              | 2              | 32        | 400 GB/s           | 32 GB | 1 TB   | 140W      | $ 3499 |       |       |       |       |

### 2023

#### Januar

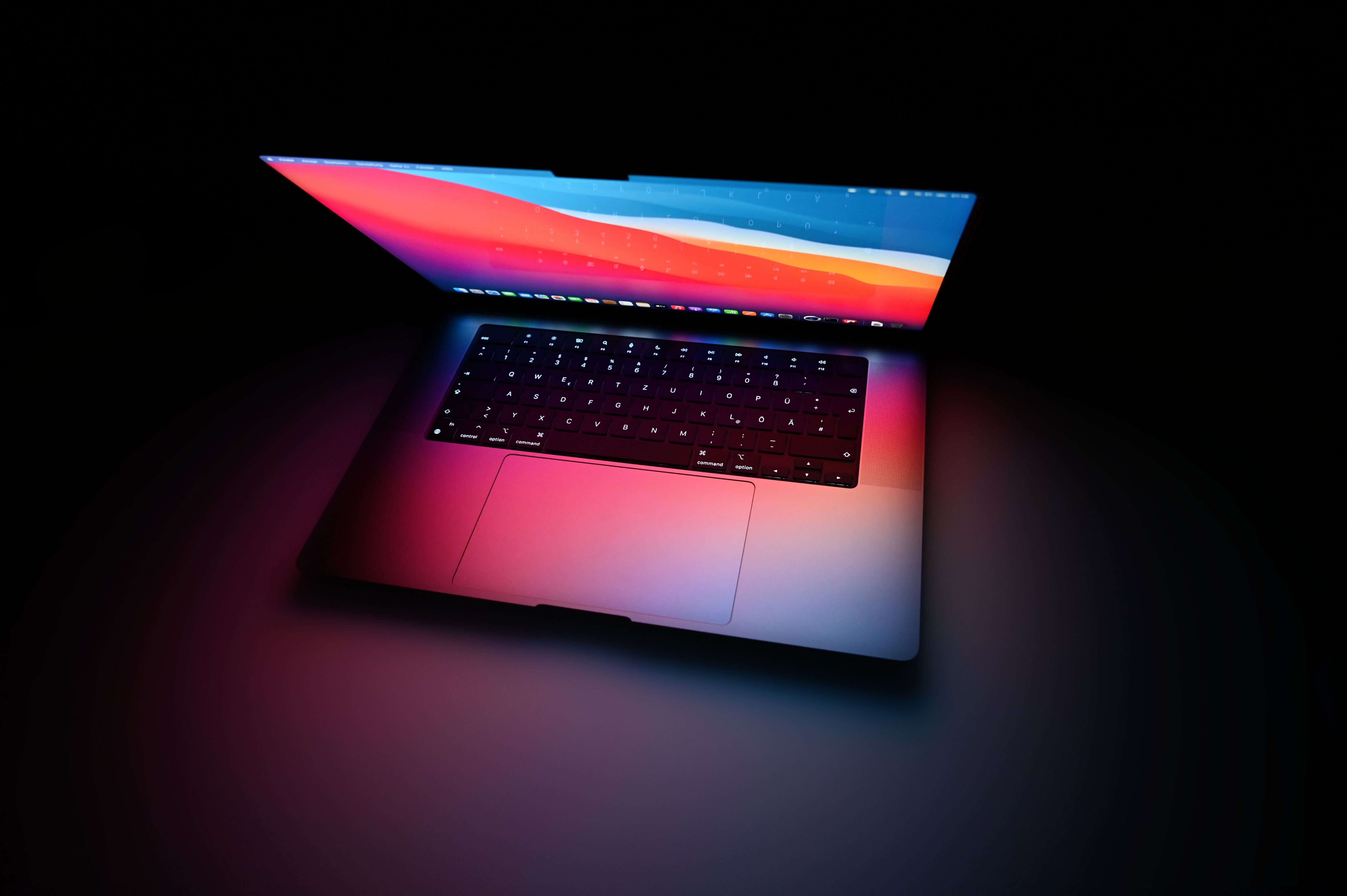
MacBook Pro 16 Zoll M2 Max

Am 17. Januar 2023 hat Apple das MacBook Pro mit M2 Pro oder M2 Max Chip vorgestellt. Es wurde zusammen mit dem Mac mini mit M2 und M2 Pro in einem fast 19-minütigen Video, das dem Stil der im Vorhinein aufgenommenen Pressekonferenzen (Keynotes) entspricht, angekündigt. Das ist das zweite Mal, dass Apple diesen Ankündigungsstil nutzt; das erste Mal war für das iPad Pro mit M2 und iPad 10.
Neben den neuen Chips unterstützt der HDMI-Anschluss den Standard HDMI 2.1, wodurch 8K bei 60 Hz und 4K bei 240 Hz ermöglicht werden. Außerdem sind Wi-Fi 6E und Bluetooth 5.3 neu. Das im Lieferumfang enthaltene MagSafe-3-Kabel ist, wie zuvor beim MacBook Air, an die Gehäusefarbe des Gerätes angepasst. Das heißt konkret, dass dem MacBook Pro in Space Grau ein Kabel in Space Grau statt Silber beiliegt. Die Akkulaufzeit wurde laut Hersteller um eine Stunde erhöht.
Während die Preise in den USA und in der Schweiz unverändert sind, wurden sie in Deutschland erhöht. Das MacBook Pro mit 14 Zoll beginnt bei 1999 US-Dollar, 2199 Franken bzw. 2399 Euro (vorher 2249 Euro), das Modell mit 16 Zoll beginnt bei 2499 Dollar, 2749 Franken bzw. 2999 Euro (vorher 2749 Euro).
| Modell | SoC    | SoC            | SoC            | SoC       | SoC                | RAM   | SSD    | Ladegerät | Preis  | Preis | Preis | Preis | Preis |
| Modell | Name   | CPU            | CPU            | GPU-Kerne | Speicherbandbreite | RAM   | SSD    | Ladegerät | US     | DE    | AT    | CH    | LU    |
| Modell | Name   | Leistungskerne | Effizienzkerne | GPU-Kerne | Speicherbandbreite | RAM   | SSD    | Ladegerät | US     | DE    | AT    | CH    | LU    |
| ------ | ------ | -------------- | -------------- | --------- | ------------------ | ----- | ------ | --------- | ------ | ----- | ----- | ----- | ----- |
| 14″    | M2 Pro | 6              | 4              | 16        | 200 GB/s           | 16 GB | 512 GB | 67W       | $ 1999 |       |       |       |       |
| 14″    | M2 Pro | 8              | 4              | 19        | 200 GB/s           | 16 GB | 1 TB   | 96W       | $ 2499 |       |       |       |       |
| 14″    | M2 Max | 8              | 4              | 30        | 400 GB/s           | 32 GB | 1 TB   | 96W       | $ 3099 |       |       |       |       |
| 16″    | M2 Pro | 8              | 4              | 19        | 200 GB/s           | 16 GB | 512 GB | 140W      | $ 2499 |       |       |       |       |
| 16″    | M2 Pro | 8              | 4              | 19        | 200 GB/s           | 16 GB | 1 TB   | 140W      | $ 2699 |       |       |       |       |
| 16″    | M2 Max | 8              | 4              | 30        | 400 GB/s           | 32 GB | 1 TB   | 140W      | $ 3499 |       |       |       |       |

#### Oktober
Am 31. Oktober 2023 um 1 Uhr Mitteleuropäischer Zeit (in den USA am 30. Oktober 2023 um 17 Uhr aufgrund der Zeitverschiebung) stellte Apple bei einer halbstündigen Präsentation mit dem Namen „Unheimlich schnell.“ (englisch „Scary fast.“) die neuen SoCs der M3-Generation vor. Diese beinhaltet den M3, M3 Pro und M3 Max. Er wird im gleichen 3nm-Verfahren wie der Apple A17 Pro gefertigt und unterstützt ebenso hardwarebeschleunigtes Ray Tracing und AV1 Decodierung. Neben neuen Modellen des MacBook Pro stellte Apple hier eine neue Generation des iMac mit M3 vor.
Das 13″-Modell (zuletzt 2022) wurde durch ein 14″-Modell ersetzt. Dieses besitzt den M3. Es besitzt weiterhin einen Lüfter und zwei USB-C-Anschlüsse mit Thunderbolt 3 (das 14″-Modell mit M3 Pro oder M3 Max hat zwei Lüfter und drei USB-C-Anschlüsse mit Thunderbolt 4). Ebenso unterstützt dieses Modell weiterhin maximal einen zusätzlichen Bildschirm, während der M3 Pro höchstens zwei und der M3 Max höchstens vier zusätzliche Bildschirme betreiben kann. Die günstigste Konfiguration hat 8 GB Arbeitsspeicher und 512 GB SSD (beim 13″-Modell waren es 256 GB SSD in der kleinsten Ausstattung). Diese Speicherkonfiguration (8 und 512 GB) ist teurer als beim 13″-Modell, zum Beispiel in den USA um 100 Dollar. Mit dem neuen Design, das bis auf den fehlenden dritten Anschluss den anderen 14″-Modellen entspricht, erhält es einige Neuerungen im Vergleich zum 13″-Modell. Dazu zählen der größere Mini-LED-Bildschirm mit 120 Hz Variabler Bildwiederholfrequenz („ProMotion“), höherer Auflösung und Helligkeit sowie dünneren Rändern, mehr Anschlüsse (zusätzlich MagSafe 3, HDMI und SDXC), ein größerer Akku (laut Hersteller mit längerer Wiedergabezeit von Filmen aber kürzerer Laufzeit für drahtloses Surfen; gleiche Laufzeiten wie beim 16″-MacBook Pro mit M3 Pro oder M3 Max) mit stärkerem Ladegerät von 70 oder 96 Watt, Funktionstasten anstelle der Touch Bar, 1080p Kamera und verbesserte Lautsprecher. Neu für dieses Modell sind außerdem die neueren Funktechnologien WLAN 6E und Bluetooth 5.3 (vorher WLAN 6 und Bluetooth 5.0). Im Vergleich zum Vorgänger ist es jeweils fast einen Zentimeter breiter und tiefer, geringfügig dünner und 150 g schwerer.
Die Modelle mit 3 USB-C-Anschlüssen in 14″ und 16″ erhielten die neuen SoCs M3 Pro und M3 Max. Sie unterstützen bis zu 128 GB Arbeitsspeicher. Die Farbe „Space Grau“ wurde durch ein dunkleres „Space Schwarz“ ersetzt. Der Bildschirm ist in alltäglichen Situationen (SDR-Modus) 100 cd/m² heller und somit 600 cd/m². Beim 14″-Modell ist der Akku etwas größer.
Die Preise der Modelle sind in den USA gleich geblieben (14″-M3-Pro-Einstiegsmodell: 1999 $), während sie in der Eurozone gestiegen (2249 € → 2499 € in Deutschland und Österreich) und in der Schweiz gesunken (CHF 2205 → CHF 2149) sind.
Mit der Veröffentlichung des MacBook Air mit M3 wurde eine neue Standardkonfiguration des MacBook Pro mit M3 mit 16 GB Arbeitsspeicher und 1 TB SSD eingeführt.
| Modell               | SoC    | SoC            | SoC            | SoC       | SoC                | RAM   | SSD    | Ladegerät | Preis  | Preis  | Preis  | Preis    | Preis     |
| Modell               | Name   | CPU            | CPU            | GPU-Kerne | Speicherbandbreite | RAM   | SSD    | Ladegerät | US     | DE     | AT     | CH       | LU        |
| Modell               | Name   | Leistungskerne | Effizienzkerne | GPU-Kerne | Speicherbandbreite | RAM   | SSD    | Ladegerät | US     | DE     | AT     | CH       | LU        |
| -------------------- | ------ | -------------- | -------------- | --------- | ------------------ | ----- | ------ | --------- | ------ | ------ | ------ | -------- | --------- |
| 14″ (2× Thunderbolt) | M3     | 4              | 4              | 10        | 100 GB/s           | 8 GB  | 512 GB | 70W       | $ 1599 | 1999 € | 1999 € | CHF 1699 | 1945,16 € |
| 14″ (2× Thunderbolt) | M3     | 4              | 4              | 10        | 100 GB/s           | 8 GB  | 1 TB   | 70W       | $ 1799 | 2229 € | 2229 € | CHF 1919 | 2165,65 € |
| 14″ (2× Thunderbolt) | M3     | 4              | 4              | 10        | 100 GB/s           | 16 GB | 1 TB   | 70W       | $ 1999 | 2459 € | 2459 € | CHF 2139 | 2406,71 € |
| 14″ (3× Thunderbolt) | M3 Pro | 5              | 6              | 14        | 150 GB/s           | 18 GB | 512 GB | 70W       | $ 1999 | 2499 € | 2499 € | CHF 2149 | 2443,67 € |
| 14″ (3× Thunderbolt) | M3 Pro | 6              | 6              | 18        | 150 GB/s           | 18 GB | 1 TB   | 96W       | $ 2399 | 2999 € | 2999 € | CHF 2589 | 2923,00 € |
| 14″ (3× Thunderbolt) | M3 Max | 10             | 4              | 30        | 300 GB/s           | 36 GB | 1 TB   | 96W       | $ 3199 | 3999 € | 3999 € | CHF 3469 | 3881,68 € |
| 16″                  | M3 Pro | 6              | 6              | 18        | 150 GB/s           | 18 GB | 512 GB | 140W      | $ 2499 | 2999 € | 2999 € | CHF 2599 | 2923,00 € |
| 16″                  | M3 Pro | 6              | 6              | 18        | 150 GB/s           | 36 GB | 512 GB | 140W      | $ 2899 | 3459 € | 3459 € | CHF 3039 | 3364,00 € |
| 16″                  | M3 Max | 10             | 4              | 30        | 300 GB/s           | 36 GB | 1 TB   | 140W      | $ 3499 | 4249 € | 4249 € | CHF 3699 | 4121,35 € |
| 16″                  | M3 Max | 12             | 4              | 40        | 400 GB/s           | 48 GB | 1 TB   | 140W      | $ 3999 | 4849 € | 4849 € | CHF 4249 | 5696,56 € |

### Technische Daten
|  | Produktion eingestellt |  | Aktuell |

- Ein Punkt zeigt, dass es sich um eine von mehreren Optionen handelt.

| Modell | Modell | Ende 2021                                                                        | Ende 2021                                                                        | Ende 2021                                                                        | Ende 2021                                                                        | Anfang 2023                                                                      | Anfang 2023                                                                      | Anfang 2023                                                                      | Anfang 2023                                                                      | Ende 2023                                                                        | Ende 2023                                                                        | Ende 2023                                                                        | Ende 2023                                                                        | Ende 2023                                                                        | Ende 2023 |
| --- | --- | -------------------------------------------------------------------------------- | -------------------------------------------------------------------------------- | -------------------------------------------------------------------------------- | -------------------------------------------------------------------------------- | -------------------------------------------------------------------------------- | -------------------------------------------------------------------------------- | -------------------------------------------------------------------------------- | -------------------------------------------------------------------------------- | -------------------------------------------------------------------------------- | -------------------------------------------------------------------------------- | -------------------------------------------------------------------------------- | -------------------------------------------------------------------------------- | -------------------------------------------------------------------------------- | --------- |
| Modellbezeichnung | Modellbezeichnung | 14,2"                                                                            | 14,2"                                                                            | 16,2"                                                                            | 16,2"                                                                            | 14,2"                                                                            | 14,2"                                                                            | 16,2"                                                                            | 16,2"                                                                            | 14,2"                                                                            | 14,2"                                                                            | 14,2"                                                                            | 16,2"                                                                            | 16,2"                                                                            |           |
| Bildschirm (IPS, glänzend) „Liquid Retina XDR“ mit Mini-LED-Backlight und P3-Farbraum und True Tone und 120 Hz Bildwiederholrate und 1000 nits Vollbildhelligkeit und 1600 nits Spitzenhelligkeit | Bildschirm (IPS, glänzend) „Liquid Retina XDR“ mit Mini-LED-Backlight und P3-Farbraum und True Tone und 120 Hz Bildwiederholrate und 1000 nits Vollbildhelligkeit und 1600 nits Spitzenhelligkeit | 14,2" (35,97 cm) 3024 × 1964                                                     | 14,2" (35,97 cm) 3024 × 1964                                                     | 16,2" (41,05 cm) 3456 × 2234                                                     | 16,2" (41,05 cm) 3456 × 2234                                                     | 14,2" (35,97 cm) 3024 × 1964                                                     | 14,2" (35,97 cm) 3024 × 1964                                                     | 16,2" (41,05 cm) 3456 × 2234                                                     | 16,2" (41,05 cm) 3456 × 2234                                                     | 14,2" (35,97 cm) 3024 × 1964                                                     | 14,2" (35,97 cm) 3024 × 1964                                                     | 14,2" (35,97 cm) 3024 × 1964                                                     | 16,2" (41,05 cm) 3456 × 2234                                                     | 16,2" (41,05 cm) 3456 × 2234                                                     |           |
| SoC (Apple) | Name | M1 Pro                                                                           | M1 Max                                                                           | M1 Pro                                                                           | M1 Max                                                                           | M2 Pro                                                                           | M2 Max                                                                           | M2 Pro                                                                           | M2 Max                                                                           | M3                                                                               | M3 Pro                                                                           | M3 Max                                                                           | M3 Pro                                                                           | M3 Max                                                                           |           |
| SoC (Apple) | Prozessor (Performance- und Effizienz-Kerne) | - 8 Kerne (6 P + 2 E) - 10 Kerne (8 P + 2 E)                                     | 10 Kerne (8 P + 2 E)                                                             | 10 Kerne (8 P + 2 E)                                                             | 10 Kerne (8 P + 2 E)                                                             | - 10 Kerne (6 P + 4 E) - 12 Kerne (8 P + 4 E)                                    | 12 Kerne (8 P + 4 E)                                                             | 12 Kerne (8 P + 4 E)                                                             | 12 Kerne (8 P + 4 E)                                                             | 8 Kerne (4 P + 4 E)                                                              | - 11 Kerne (5 P + 6 E) - 12 Kerne (6 P + 6 E)                                    | - 14 Kerne (10 P + 4 E) - 16 Kerne (12 P + 4 E)                                  | 12 Kerne (6 P + 6 E)                                                             | - 14 Kerne (10 P + 4 E) - 16 Kerne (12 P + 4 E)                                  |           |
| SoC (Apple) | Koprozessor | 16 Core Neural Engine Media Engine                                               | 16 Core Neural Engine Media Engine                                               | 16 Core Neural Engine Media Engine                                               | 16 Core Neural Engine Media Engine                                               | 16 Core Neural Engine Media Engine                                               | 16 Core Neural Engine Media Engine                                               | 16 Core Neural Engine Media Engine                                               | 16 Core Neural Engine Media Engine                                               | 16 Core Neural Engine Media Engine                                               | 16 Core Neural Engine Media Engine                                               | 16 Core Neural Engine Media Engine                                               | 16 Core Neural Engine Media Engine                                               | 16 Core Neural Engine Media Engine                                               |           |
| SoC (Apple) | Grafikprozessor | - 14 Kerne - 16 Kerne                                                            | - 24 Kerne - 32 Kerne                                                            | - 16 Kerne                                                                       | - 24 Kerne - 32 Kerne                                                            | - 16 Kerne - 19 Kerne                                                            | - 30 Kerne - 38 Kerne                                                            | - 19 Kerne                                                                       | - 30 Kerne - 38 Kerne                                                            | - 8 Kerne - 10 Kerne                                                             | - 14 Kerne - 18 Kerne                                                            | - 30 Kerne - 40 Kerne                                                            | - 18 Kerne                                                                       | - 30 Kerne - 40 Kerne                                                            |           |
| Festplatte | Festplatte | - 512 GB - 1 TB - 2 TB - 4 TB - 8 TB                                             | - 512 GB - 1 TB - 2 TB - 4 TB - 8 TB                                             | - 512 GB - 1 TB - 2 TB - 4 TB - 8 TB                                             | - 512 GB - 1 TB - 2 TB - 4 TB - 8 TB                                             | - 512 GB - 1 TB - 2 TB - 4 TB - 8 TB                                             | - 512 GB - 1 TB - 2 TB - 4 TB - 8 TB                                             | - 512 GB - 1 TB - 2 TB - 4 TB - 8 TB                                             | - 512 GB - 1 TB - 2 TB - 4 TB - 8 TB                                             | - 512 GB - 1 TB - 2 TB                                                           | - 512 GB - 1 TB - 2 TB - 4 TB                                                    | - 512 GB - 1 TB - 2 TB - 4 TB - 8 TB                                             | - 512 GB - 1 TB - 2 TB - 4 TB                                                    | - 512 GB - 1 TB - 2 TB - 4 TB - 8 TB                                             |           |
| Arbeitsspeicher (gemeinsam genutzt) | Arbeitsspeicher (gemeinsam genutzt) | - 16 GB - 32 GB                                                                  | - 32 GB - 64 GB                                                                  | - 16 GB - 32 GB                                                                  | - 32 GB - 64 GB                                                                  | - 16 GB - 32 GB                                                                  | - 32 GB - 64 GB - 96 GB                                                          | - 16 GB - 32 GB                                                                  | - 32 GB - 64 GB - 96 GB                                                          | - 8 GB - 16 GB - 24 GB                                                           | - 18 GB - 36 GB                                                                  | - 36 GB - 48 GB - 64 GB - 96 GB - 128 GB                                         | - 18 GB - 36 GB                                                                  | - 36 GB - 48 GB - 64 GB - 96 GB - 128 GB                                         |           |
| Funkverbindung | Funkverbindung | WLAN 802.11ax Bluetooth 5.0                                                      | WLAN 802.11ax Bluetooth 5.0                                                      | WLAN 802.11ax Bluetooth 5.0                                                      | WLAN 802.11ax Bluetooth 5.0                                                      | WLAN 802.11ax Bluetooth 5.3                                                      | WLAN 802.11ax Bluetooth 5.3                                                      | WLAN 802.11ax Bluetooth 5.3                                                      | WLAN 802.11ax Bluetooth 5.3                                                      | WLAN 802.11ax Bluetooth 5.3                                                      | WLAN 802.11ax Bluetooth 5.3                                                      | WLAN 802.11ax Bluetooth 5.3                                                      | WLAN 802.11ax Bluetooth 5.3                                                      | WLAN 802.11ax Bluetooth 5.3                                                      |           |
| Kamera | Kamera | 1080p-FaceTime-HD-Kamera                                                         | 1080p-FaceTime-HD-Kamera                                                         | 1080p-FaceTime-HD-Kamera                                                         | 1080p-FaceTime-HD-Kamera                                                         | 1080p-FaceTime-HD-Kamera                                                         | 1080p-FaceTime-HD-Kamera                                                         | 1080p-FaceTime-HD-Kamera                                                         | 1080p-FaceTime-HD-Kamera                                                         | 1080p-FaceTime-HD-Kamera                                                         | 1080p-FaceTime-HD-Kamera                                                         | 1080p-FaceTime-HD-Kamera                                                         | 1080p-FaceTime-HD-Kamera                                                         | 1080p-FaceTime-HD-Kamera                                                         |           |
| Lautsprecher | Lautsprecher | 6-Lautsprecher-System                                                            | 6-Lautsprecher-System                                                            | 6-Lautsprecher-System                                                            | 6-Lautsprecher-System                                                            | 6-Lautsprecher-System                                                            | 6-Lautsprecher-System                                                            | 6-Lautsprecher-System                                                            | 6-Lautsprecher-System                                                            | 6-Lautsprecher-System                                                            | 6-Lautsprecher-System                                                            | 6-Lautsprecher-System                                                            | 6-Lautsprecher-System                                                            | 6-Lautsprecher-System                                                            |           |
| Anzahl der Mikrofone | Anzahl der Mikrofone | 3                                                                                | 3                                                                                | 3                                                                                | 3                                                                                | 3                                                                                | 3                                                                                | 3                                                                                | 3                                                                                | 3                                                                                | 3                                                                                | 3                                                                                | 3                                                                                | 3                                                                                |           |
| Anschlüsse | Anschlüsse | SDXC HDMI 3,5 mm Kopfhörer MagSafe 3 3 Thunderbolt 4 (USB-C)                     | SDXC HDMI 3,5 mm Kopfhörer MagSafe 3 3 Thunderbolt 4 (USB-C)                     | SDXC HDMI 3,5 mm Kopfhörer MagSafe 3 3 Thunderbolt 4 (USB-C)                     | SDXC HDMI 3,5 mm Kopfhörer MagSafe 3 3 Thunderbolt 4 (USB-C)                     | SDXC HDMI 3,5 mm Kopfhörer MagSafe 3 3 Thunderbolt 4 (USB-C)                     | SDXC HDMI 3,5 mm Kopfhörer MagSafe 3 3 Thunderbolt 4 (USB-C)                     | SDXC HDMI 3,5 mm Kopfhörer MagSafe 3 3 Thunderbolt 4 (USB-C)                     | SDXC HDMI 3,5 mm Kopfhörer MagSafe 3 3 Thunderbolt 4 (USB-C)                     | SDXC HDMI 3,5 mm Kopfhörer MagSafe 3 2 Thunderbolt 4 (USB-C)                     | SDXC HDMI 3,5 mm Kopfhörer MagSafe 3 3 Thunderbolt 4 (USB-C)                     | SDXC HDMI 3,5 mm Kopfhörer MagSafe 3 3 Thunderbolt 4 (USB-C)                     | SDXC HDMI 3,5 mm Kopfhörer MagSafe 3 3 Thunderbolt 4 (USB-C)                     | SDXC HDMI 3,5 mm Kopfhörer MagSafe 3 3 Thunderbolt 4 (USB-C)                     |           |
| Akku | Akku | 70 Wh                                                                            | 70 Wh                                                                            | 100 Wh                                                                           | 100 Wh                                                                           | 70 Wh                                                                            | 70 Wh                                                                            | 100 Wh                                                                           | 100 Wh                                                                           | 70 Wh                                                                            | 70 Wh                                                                            | 70 Wh                                                                            | 100 Wh                                                                           | 100 Wh                                                                           |           |
| Aktuelles Betriebssystem | Aktuelles Betriebssystem | macOS 15 Sequoia                                                                 | macOS 15 Sequoia                                                                 | macOS 15 Sequoia                                                                 | macOS 15 Sequoia                                                                 | macOS 15 Sequoia                                                                 | macOS 15 Sequoia                                                                 | macOS 15 Sequoia                                                                 | macOS 15 Sequoia                                                                 | macOS 15 Sequoia                                                                 | macOS 15 Sequoia                                                                 | macOS 15 Sequoia                                                                 | macOS 15 Sequoia                                                                 | macOS 15 Sequoia                                                                 |           |
| Einstiegspreis | Einstiegspreis | 2.249 € (DE)                                                                     | 3.209 € (DE)                                                                     | 2.749 € (DE)                                                                     | 3.439 € (DE)                                                                     | 2.499 € (DE/AT) 2.445 € (LU)                                                     | 3.999 € (DE/AT) 3.882 € (LU)                                                     | 2.999 € (DE/AT) 2.923 € (LU)                                                     | 4.249 € (DE/AT) 4.121 € (LU)                                                     | 1.999 € (DE)                                                                     | 2.499 € (DE)                                                                     | 3.769 € (DE)                                                                     | 2.999 € (DE)                                                                     | 4.019 € (DE)                                                                     |           |
| Einstiegspreis | Einstiegspreis | CHF 2205                                                                         |                                                                                  | CHF 2755                                                                         |                                                                                  | CHF 2149                                                                         | CHF 3469                                                                         | CHF 2599                                                                         | CHF 3699                                                                         | CHF 1705                                                                         | CHF 2156                                                                         | CHF 3261                                                                         | CHF 2607                                                                         | CHF 3492                                                                         |           |
| Einstiegspreis | Einstiegspreis | 1.999 $                                                                          |                                                                                  | 2.499 $                                                                          |                                                                                  | 1.999 $                                                                          | 3.199 $                                                                          | 2.499 $                                                                          | 3.499 $                                                                          | 1.599 $                                                                          | 1.999 $                                                                          | 2.999 $                                                                          | 2.499 $                                                                          | 3.299 $                                                                          |           |
| Gewicht | Gewicht | 1,6 kg                                                                           | 1,6 kg                                                                           | 2,1 kg                                                                           | 2,2 kg                                                                           | 1,6 kg                                                                           | 1,63 kg                                                                          | 2,15 kg                                                                          | 2,16 kg                                                                          | 1,55 kg                                                                          | 1,61 kg                                                                          | 1,62 kg                                                                          | 2,16 kg                                                                          | 2,16 kg                                                                          |           |
| Abmessungen (HxBxL) | Abmessungen (HxBxL) | 15,5 mm × 312,6 mm × 221,2 mm                                                    | 15,5 mm × 312,6 mm × 221,2 mm                                                    | 16,8 mm × 355,7 mm × 248,1 mm                                                    | 16,8 mm × 355,7 mm × 248,1 mm                                                    | 15,5 mm × 312,6 mm × 221,2 mm                                                    | 15,5 mm × 312,6 mm × 221,2 mm                                                    | 16,8 mm × 355,7 mm × 248,1 mm                                                    | 16,8 mm × 355,7 mm × 248,1 mm                                                    | 15,5 mm × 312,6 mm × 221,2 mm                                                    | 15,5 mm × 312,6 mm × 221,2 mm                                                    | 15,5 mm × 312,6 mm × 221,2 mm                                                    | 16,8 mm × 355,7 mm × 248,1 mm                                                    | 16,8 mm × 355,7 mm × 248,1 mm                                                    |           |
| Besonderheiten | Besonderheiten | Force-Touch-Trackpad, Unibody-Design, Retina-Display, „Magic Keyboard“, Touch ID | Force-Touch-Trackpad, Unibody-Design, Retina-Display, „Magic Keyboard“, Touch ID | Force-Touch-Trackpad, Unibody-Design, Retina-Display, „Magic Keyboard“, Touch ID | Force-Touch-Trackpad, Unibody-Design, Retina-Display, „Magic Keyboard“, Touch ID | Force-Touch-Trackpad, Unibody-Design, Retina-Display, „Magic Keyboard“, Touch ID | Force-Touch-Trackpad, Unibody-Design, Retina-Display, „Magic Keyboard“, Touch ID | Force-Touch-Trackpad, Unibody-Design, Retina-Display, „Magic Keyboard“, Touch ID | Force-Touch-Trackpad, Unibody-Design, Retina-Display, „Magic Keyboard“, Touch ID | Force-Touch-Trackpad, Unibody-Design, Retina-Display, „Magic Keyboard“, Touch ID | Force-Touch-Trackpad, Unibody-Design, Retina-Display, „Magic Keyboard“, Touch ID | Force-Touch-Trackpad, Unibody-Design, Retina-Display, „Magic Keyboard“, Touch ID | Force-Touch-Trackpad, Unibody-Design, Retina-Display, „Magic Keyboard“, Touch ID | Force-Touch-Trackpad, Unibody-Design, Retina-Display, „Magic Keyboard“, Touch ID |           |

## Kompatible Betriebssysteme
| 10.4 Tiger         | 10.4.4 | 10.4.8 | 10.4.9 | Disc | inoffiziell | —      | —      | —      | —      | —      | —           | —      | —      | —      | —     | —      | —       | —       | —       | —       | —       | —       | —       | —       | — | —    | — | —    | —    | — |
| 10.5 Leopard       | J      | J      | J      | J    | 10.5.2      | 10.5.5 | 10.5.6 | 10.5.7 | —      | —      | —           | —      | —      | —      | —     | —      | —       | —       | —       | —       | —       | —       | —       | —       | — | —    | — | —    | —    | — |
| 10.6 Snow Leopard  | J      | J      | J      | J    | J           | J      | J      | J      | 10.6.3 | 10.6.6 | inoffiziell | —      | —      | —      | —     | —      | —       | —       | —       | —       | —       | —       | —       | —       | — | —    | — | —    | —    | — |
| 10.7 Lion          | Patch  | J      | J      | J    | J           | J      | J      | J      | J      | J      | 10.7.2      | 10.7.4 | —      | —      | —     | —      | —       | —       | —       | —       | —       | —       | —       | —       | — | —    | — | —    | —    | — |
| 10.8 Mountain Lion | N      | Patch  | J      | J    | J           | J      | J      | J      | J      | J      | J           | J      | 10.8.2 | 10.8.2 | —     | —      | —       | —       | —       | —       | —       | —       | —       | —       | — | —    | — | —    | —    | — |
| 10.9 Mavericks     | N      | Patch  | J      | J    | J           | J      | J      | J      | J      | J      | J           | J      | J      | J      | J     | 10.9.4 | —       | —       | —       | —       | —       | —       | —       | —       | — | —    | — | —    | —    | — |
| 10.10 Yosemite     | N      | Patch  | J      | J    | J           | J      | J      | J      | J      | J      | J           | J      | J      | J      | J     | J      | 10.10.2 | 10.10.3 | —       | —       | —       | —       | —       | —       | — | —    | — | —    | —    | — |
| 10.11 El Capitan   | N      | Patch  | J      | J    | J           | J      | J      | J      | J      | J      | J           | J      | J      | J      | J     | J      | J       | J       | —       | —       | —       | —       | —       | —       | — | —    | — | —    | —    | — |
| 10.12 Sierra       | N      | N      | N      | N    | Patch       | Patch  | Patch  | Patch  | J      | J      | J           | J      | J      | J      | J     | J      | J       | J       | 10.12.1 | 10.12.5 | —       | —       | —       | —       | — | —    | — | —    | —    | — |
| 10.13 High Sierra  | N      | N      | N      | N    | Patch       | Patch  | Patch  | Patch  | J      | J      | J           | J      | J      | J      | J     | J      | J       | J       | J       | J       | 10.13.6 | —       | —       | —       | — | —    | — | —    | —    | — |
| 10.14 Mojave       | N      | N      | N      | N    | Patch       | Patch  | Patch  | Patch  | Patch  | Patch  | Patch       | J      | J      | J      | J     | J      | J       | J       | J       | J       | J       | 10.14.5 | —       | —       | — | —    | — | —    | —    | — |
| 10.15 Catalina     | N      | N      | N      | N    | Patch       | Patch  | Patch  | Patch  | Patch  | Patch  | Patch       | J      | J      | J      | J     | J      | J       | J       | J       | J       | J       | J       | 10.15.1 | 10.15.4 | — | —    | — | —    | —    | — |
| 11 Big Sur         | N      | N      | N      | N    | Patch       | Patch  | Patch  | Patch  | Patch  | Patch  | Patch       | Patch  | Patch  | Patch  | J     | J      | J       | J       | J       | J       | J       | J       | J       | J       | J | —    | — | —    | —    | — |
| 12 Monterey        | N      | N      | N      | N    | Patch       | Patch  | Patch  | Patch  | Patch  | Patch  | Patch       | Patch  | Patch  | Patch  | Patch | Patch  | J       | J       | J       | J       | J       | J       | J       | J       | J | 12.4 | J | —    | —    | — |
| 13 Ventura         | N      | N      | N      | N    | Patch       | Patch  | Patch  | Patch  | Patch  | Patch  | Patch       | Patch  | Patch  | Patch  | Patch | Patch  | Patch   | Patch   | Patch   | J       | J       | J       | J       | J       | J | J    | J | 13.0 | 13.5 | — |
| 14 Sonoma          | N      | N      | N      | N    | Patch       | Patch  | Patch  | Patch  | Patch  | Patch  | Patch       | Patch  | Patch  | Patch  | Patch | Patch  | Patch   | Patch   | Patch   | Patch   | J       | J       | J       | J       | J | J    | J | J    | 14.1 | — |
| 15 Sequoia         | N      | N      | N      | N    | Patch       | Patch  | Patch  | Patch  | Patch  | Patch  | Patch       | Patch  | Patch  | Patch  | Patch | Patch  | Patch   | Patch   | Patch   | Patch   | J       | J       | J       | J       | J | J    | J | J    | J    | J |
| 26 Tahoe           | N      | N      | N      | N    |             |        |        |        |        |        |             |        |        |        |       |        |         |         |         |         |         |         | J       | J       | J | J    | J | J    | J    | J |